# Российско-украинские отношения
Российско-украи́нские отношения вышли на межгосударственный уровень после распада Советского Союза, в составе которого РСФСР и УССР находились с декабря 1922 года.
Дипломатические отношения между самостоятельными Российской Федерацией и Украиной были установлены 14 февраля 1992 года. Разорваны после полномасштабного вторжения России на Украину 24 февраля 2022 года.
По состоянию на начало 2022 года Россия имела посольство в Киеве и генеральные консульства в Харькове, Одессе, Львове. Украина имела посольство в Москве и генеральные консульства в Санкт-Петербурге, Новосибирске, Екатеринбурге и Ростове-на-Дону.
31 мая 1997 года президенты России и Украины Борис Ельцин и Леонид Кучма подписали в Киеве Договор о дружбе, сотрудничестве и партнёрстве между Российской Федерацией и Украиной. 1 апреля 2019 года Украина прекратила действие договора.
Отношения между государствами ухудшились в 2014 году после отстранения от власти президента Украины Виктора Януковича и начала необъявленной войны. 23 февраля Россия отозвала из Киева своего посла Михаила Зурабова, а позднее предоставила убежище Виктору Януковичу. 17 марта 2014 года в связи с аннексией Крыма Российской Федерацией посол Украины в Российской Федерации В. Ю. Ельченко был отозван в Киев «для консультаций» и уже не возвращался, а 15 апреля 2014 года украинский парламент принял закон, признающий территорию Крыма временно оккупированной территорией Украины. 27 января 2015 года Верховная рада Украины приняла постановление, в котором действия России в Крыму и Донбассе были квалифицированы как агрессия в отношении Украины, а в утверждённой в сентябре 2015 года новой военной доктрине Украины Российская Федерация была объявлена её военным противником.
Весной 2021 года произошло обострение конфликта на востоке Украины, сопровождавшееся ростом напряжённости на российско-украинской границе — в частности, масштабным (около 100 000 военнослужащих) наращиванием российских войск. К концу апреля ситуация нормализовалась. Осенью, однако, наращивание российских войск повторилось. В ноябре Россия вновь создала около границ Украины группировку войск численностью около 100 тысяч, что расценивалось как подготовка к нападению на Украину. Сама Россия неоднократно на различных уровнях отвергала обвинения в подготовке вторжения на Украину.
Ссылаясь на угрозу российского вторжения на Украину, НАТО объявило о расширении своего военного присутствия в Восточной Европе. США начали переброску на Украину дополнительной военной помощи, а также приступили к передислокации нескольких тысяч военнослужащих в Польшу и Румынию. О поставках Украине вооружений также объявили другие страны НАТО.
21 февраля 2022 года Россия признала независимость ДНР и ЛНР и подписала с ними договоры о дружбе, сотрудничестве и взаимопомощи. Утром 24 февраля президент России Владимир Путин начал вторжение на Украину, обосновав его просьбой республик Донбасса о помощи. Эксперты считают, что Россия создала сепаратистское движение в Донбассе и затем использовала признание ДНР и ЛНР для обоснования вторжения. Президент Украины Владимир Зеленский заявил о разрыве дипломатических отношений с Россией. С 1 июля 2022 года Украина ввела визовый режим для граждан России.

## История российско-украинских отношений

### Древняя Русь
Взятие Киева (1169) — вооружённый конфликт между южнорусскими и северорусскими (залесскими) князьями во главе с Владимиро-Суздальским князем Андреем Боголюбским. Некоторые украинские исследователи считают его первым российско-украинским конфликтом 

### Великое Княжество Литовское
Русско-литовская война (1487—1494) — война между Великим Княжеством Московским и Великим Княжеством Литовским за Киевское наследие (на стороне Литвы сражались малорусские князья).

### Запорожская Сечь
Один из первых атаманов украинских казаков и основатель Первой Сечи , Дмитрий Вишневецкий был на службе у первого русского царя Ивана Грозного и в его отсутствие защитил Москву от нападения
крымских татар которые узнав что Вишневецкий в Москве , не решились напасть.

### Гетманщина
Переяславская рада
Левобережное восстание (1668—1669)
Ликвидация казачества на Украине и закрепощение населения во второй половине XVIII века

### Российская империя
Эмсский указ
Валуевский циркуляр

### УНР
Первая советско-украинская война
Штурм Киева войсками Муравьёва
Наступление Украинского фронта

### В составе СССР
30 декабря 1922 года Украинская ССР подписала Договор об образовании СССР, который послужил началом создания на территории бывшей Российской империи единого союзного государства — СССР.
Во время Голодомора 1932-1933 годов от искусственного голода, вызванного коллективизацией, погибло несколько миллионов украинцев.
30 января 1937 года в связи с принятием новой Конституции УССР была переименована в Украинскую Советскую Социалистическую Республику. Параллельно советской властью были уничтожены все представители тогдашней украинской интеллигенции.
Столица УССР с 1919 по 1934 год находилась в Харькове, после чего была перенесена в Киев.
В 1939—1940 гг. к территории УССР были присоединены Западная Украина и Северная Буковина, в 1945 году — Подкарпатская Русь.

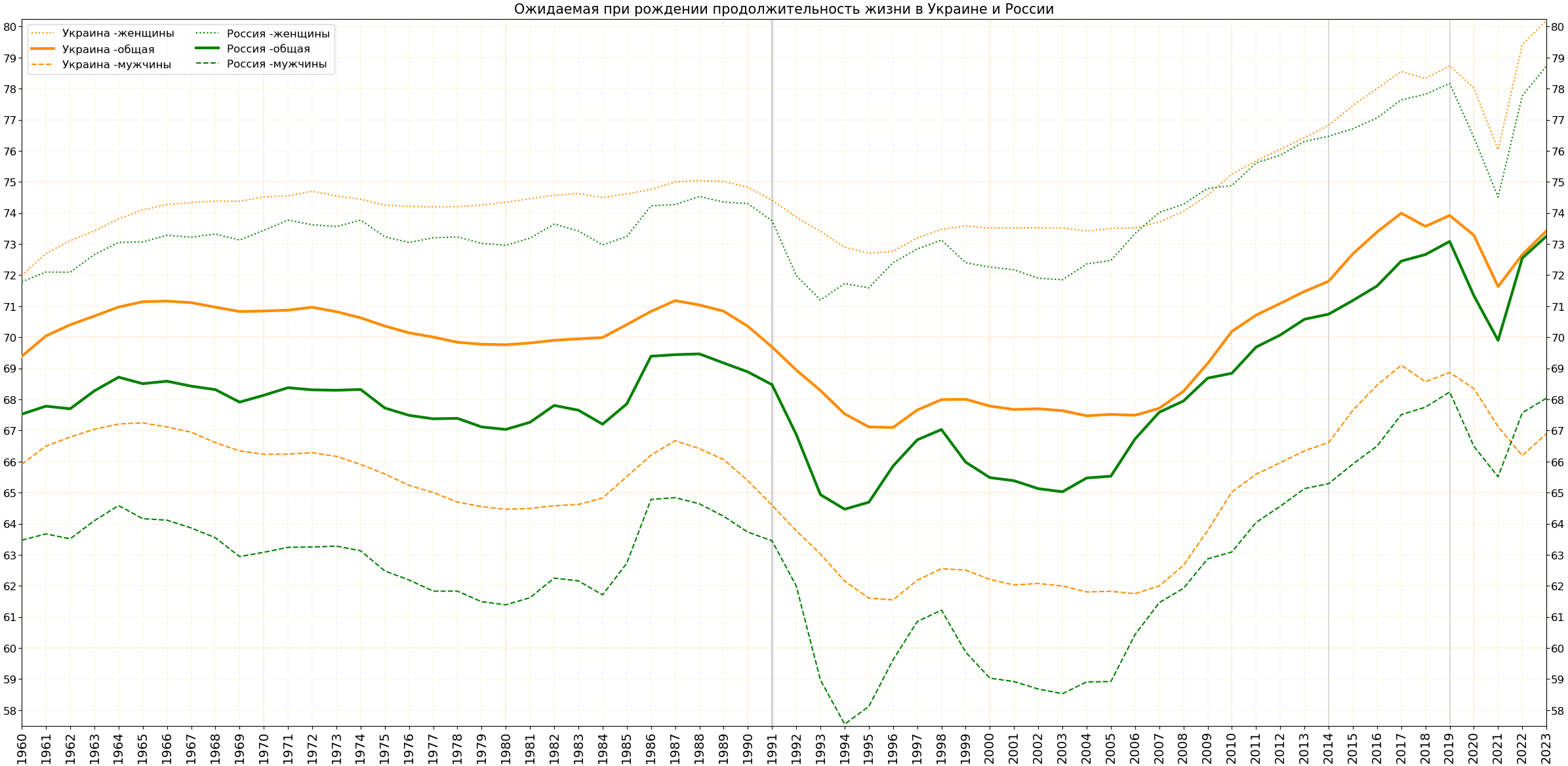
Сравнение ожидаемой продолжительности жизни в Украине и России с 1960 года

Начало политики перестройки и гласности в СССР в середине 1980-х годов, в частности, привело к переосмыслению украинским обществом ряда событий, происходивших на Украине в советское время, и истории взаимоотношений между Украиной и Россией. В 1990 году ЦК КПУ принял постановление «О реализации республиканской программы развития исторических исследований, улучшения изучения и пропаганды истории Украинской ССР», которое положило начало этому процессу. Тогда же впервые всплыла тема голода на Украине в 1932—1933 годах, началось активное обсуждение деятельности ОУН и УПА. Всё это влияло на общественное мнение, прежде всего — в западных регионах Украины, где антироссийские взгляды и риторика получили наибольшее распространение. Показателем роста таких настроений могут быть результаты президентских выборов 1991 года, когда представитель оппозиционного по отношению к советской власти Народного Руха Украины Вячеслав Черновол вышел на второе место с 23 процентами голосов.

### Распад СССР
Процессы системной дезинтеграции, активизировавшиеся во второй половине 1980-х годов в экономике (народном хозяйстве), социальной структуре, общественной и политической сфере Советского Союза, привели в конце 1991 года к прекращению существования СССР. С распадом СССР обрели государственную самостоятельность пятнадцать бывших союзных республик.
12 июня 1990 года Первый Съезд народных депутатов РСФСР принял Декларацию о государственном суверенитете РСФСР. Декларация утвердила приоритет Конституции и Законов РСФСР над законодательными актами СССР.
16 июля 1990 года Верховный Совет Украинской ССР принял «Декларацию о государственном суверенитете Украины» (укр.). После провала августовского путча 24 августа 1991 года Верховный Совет Украинской ССР провозгласил независимость Украины
 (укр.).
14 ноября 1991 года семь союзных республик (Белоруссия, Казахстан, Киргизия, Россия, Таджикистан, Туркменистан, Узбекистан) договорились заключить договор о создании вместо СССР нового сообщества — Союза Суверенных Государств (ССГ) — как конфедерации со столицей в Минске. Подписание было намечено на 9 декабря.
1 декабря 1991 года на территории УССР был проведён референдум, на котором 90,32 % от всех принявших участие в голосовании поддержали «Акт провозглашения независимости». В Крыму поддержка этого акта составила 54,19 %, в Донбассе — свыше 80 %. Одновременно прошли первые президентские выборы, на которых Леонид Кравчук собрал 61,59 % голосов. Российский президент Борис Ельцин заявил о намерении установить дипломатические отношения с Украиной и заключить с ней всеобъемлющий двусторонний договор. 5 декабря Ельцин встретился с президентом СССР Михаилом Горбачёвым для обсуждения перспектив ССГ в связи с провозглашением независимости Украины. После встречи он заявил журналистам, что «без Украины союзный договор теряет всякий смысл».
В ходе инаугурации Леонид Кравчук заявил, что Украина не намерена вступать ни в какие политические союзы, а собирается строить отношения с бывшими союзными республиками только на двусторонней основе. По словам Кравчука, у Украины будет самостоятельная внешняя политика, своя армия и собственная денежная единица.
8 декабря, за день до предполагавшегося подписания договора о создании ССГ, президенты России, Украины и Белоруссии, собравшись в обстановке сугубой секретности в Беловежской пуще, заявили, что «Союз ССР как субъект международного права и геополитическая реальность прекращает своё существование», объявили о невозможности образования Союза Суверенных Государств и подписали Соглашение о создании Содружества Независимых Государств (СНГ).
10 декабря Верховный Совет Украины c оговорками ратифицировал соглашение о создании СНГ. 12 декабря Верховный Совет РСФСР ратифицировал Беловежское соглашение, а также принял решение о денонсации РСФСР союзного договора 1922 года и об отзыве российских депутатов из Верховного совета СССР. 21 декабря к СНГ присоединилось ещё 8 республик: Азербайджан, Армения, Казахстан, Киргизия, Молдавия, Таджикистан, Туркменистан, Узбекистан, были подписаны Алма-Атинская декларация и протокол к Беловежскому соглашению о создании СНГ. В отличие от предлагавшегося ССГ, СНГ является не конфедерацией, а международной (межгосударственной) организацией, которая характеризуется слабой интеграцией и отсутствием реальной власти у координирующих наднациональных органов.
СССР перестал существовать 25—26 декабря 1991 года. Соглашением государств СНГ о собственности бывшего Союза ССР за рубежом от 30 декабря 1991 года предусматривалось, что каждое из государств-участников СНГ получает справедливую долю в собственности СССР за рубежом, размеры долей были определены Соглашением о распределении всей собственности бывшего Союза ССР за рубежом от 6 июля 1992 года. Доля Украины составляла 16,37 %, России — 61,34 %. Впоследствии, однако, на двусторонней основе Россия договорилась с государствами-участниками СНГ, в том числе с Украиной, о принятии их долей внешнего долга бывшего СССР и долей в активах бывшего СССР за границей. Украина договор до настоящего времени не ратифицировала.

## 1992—2004

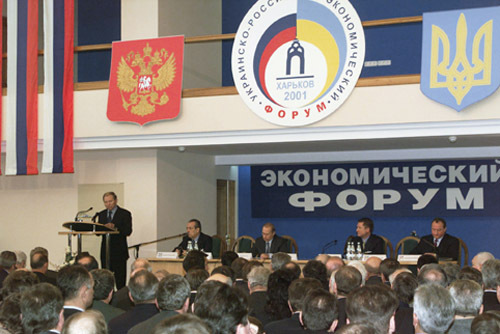
Украинско-российский экономический форум «Харьков 2001», 14 декабря 2001 года

Для России отношения с Украиной имели приоритетное значение, учитывая то, что Россия и Украина на постсоветском пространстве представляли собой крупнейшие государства с точки зрения экономического потенциала, связанные давними и прочными узами в самых различных областях.
Распад СССР был неожиданным и в основном бескровным. Однако сразу же после него между Россией и Украиной возникла напряжённость о степени независимости. Россия не отказалась от своей роли ведущего члена СНГ и старалась превратить образование в политический, экономический и военный союз. Несмотря на то, что Украина была одним из основателей СНГ, она участвовала в нём избирательно. Напряжённость между Россией и Украиной продолжалась на протяжении 1990-х годов, превратилась в противостояние, а затем в открытый конфликт ограниченного военного вмешательства в 2014 году и в самую масштабную войну в Европе после Второй мировой войны в 2022 году.
В середине 1990-х годов Россия и Украина в своём политическом развитии пошли различными путями: Россия с каждым годом становилась более авторитарной, в то время как Украина, несмотря на попытки президента усилить власть и подчинить себе парламент, сохраняла демократичность. Эти факторы оказывали значительное влияние на отношения между двумя бывшими частями СССР. Пример функционирующей демократии с сильным парламентом представлял большую угрозу политическому режиму в России. Российская оппозиция возрастающему авторитаризму вдохновлялась примером соседней Украины. Демократические традиции и парламентская система значительно усложняли России возвращение контроля над Украиной. Страны Запада настаивали, что выборность власти является необходимой для их хороших отношений с постсоветскими государствами, что обеспечило Украине весомые политические связи с Европой и США[нужен лучший источник].
В 2004 году украинские избиратели восстали против сфальсифицированных президентских выборов, когда была объявлена победа поддержанного Россией Виктора Януковича. Конфликт между российским авторитаризмом и украинской демократией превратился в международный кризис во время Оранжевой революции 2004 года в Украине. Западные страны однозначно поддержали украинское волеизъявление. По итогам революции и в результате переголосования победителем был объявлен Виктор Ющенко. Украинская революция 2004 года вызвала дальнейшие разногласия между Украиной и Россией, а соответственно и между Россией и Западом, которые окончились войной.
В 1990-е годы Украина декларировала приоритет двусторонних отношений с Россией, противопоставляя их Беловежским обязательствам по участию в СНГ как многостороннем формате постсоветского сотрудничества. Россия при этом шла навстречу Украине и таким декларациям, и, несмотря на неподписание Украиной Устава СНГ, предоставляла ей ряд преимуществ СНГ (зону свободной торговли, безвизовый режим и др.):26.
В то же время распад СССР и создание независимых России и Украины вынесли на поверхность множество конфликтных точек соприкосновения, среди которых наиболее острыми оказались территориальные проблемы, на которые, в свою очередь, накладывал отпечаток рост националистических настроений на Украине. Одной из таких проблем была принадлежность Крымского полуострова и Севастополя.Согласно конституции УССР Севастополь был в составе УССР. Из конституции РСФСР Севастополь был исключён), а также дислоцирующегося в Крыму Черноморского флота СССР.
Первый межгосударственный документ, определивший будущие отношения самостоятельных Украины и России, был подписан РСФСР и УССР ещё при Советском Союзе — в 1990 году. Стороны договора признали друг друга в «ныне существующих в рамках СССР границах». 23 июня 1992 года президенты Ельцин и Кравчук подписали в Дагомысе соглашение «О дальнейшем развитии межгосударственных отношений». При этом лидеры обоих государств подверглись резкой критике со стороны радикально настроенной общественности. В России многие считали, что этим «позорным договором» российское руководство «окончательно отказывается» от Крыма и от поддержки русскоязычного населения на Украине. На Украине же высказывалось недовольство тем, что в документе не было отражено требование вывода с украинской территории российских военных баз.
Несмотря на все возникавшие в отношениях между двумя государствами трения, 31 мая 1997 года президенты России и Украины Борис Ельцин и Леонид Кучма подписали в Киеве Договор о дружбе, сотрудничестве и партнёрстве между Российской Федерацией и Украиной, в котором закреплялся принцип стратегического партнёрства, признания нерушимости существующих границ, уважения территориальной целостности и взаимного обязательства не использовать свою территорию в ущерб безопасности друг друга. Статья 12 Договора обязывала оба государства обеспечивать «защиту этнической, культурной, языковой и религиозной самобытности национальных меньшинств на своей территории», отказаться от попыток насильственной ассимиляции нацменьшинств, а также содействовать созданию «равных возможностей и условий для изучения русского языка на Украине и украинского языка в Российской Федерации».
Верховная рада ратифицировала договор 14 января 1998 года, Госдума — лишь 25 декабря 1998 года. Долгое время российские депутаты вообще не могли приступить к обсуждению. Препятствием послужила, в частности, позиция украинской стороны, пытавшейся не допустить увязывания договора с пакетом соглашений по Черноморскому флоту, подписанным 28 мая 1997 года главами правительств России и Украины в рамках подготовки к подписанию «Большого договора» о дружбе и сотрудничестве — к тому времени Украина постепенно выходила на новый уровень сотрудничества с НАТО (в июле 1997 года была подписана «Хартия об особом партнёрстве НАТО и Украины», в Киеве открылся первый в Восточной Европе Центр информации и документации НАТО), и в перспективе базирование на украинской территории российского флота могло стать серьёзной помехой для полноценного членства в альянсе. Договор был ратифицирован Госдумой с небольшим перевесом голосов. В Совете федерации (уже в 1999 году) к договору была добавлена преамбула о том, что он вступит в силу лишь в случае ратификации Украиной соглашений по Черноморскому флоту.

### Статус Черноморского флота
Проблема статуса Черноморского флота, возникнув на межгосударственном уровне в конце 1991 — начале 1992 годов, сразу же привела к конфронтации и последовавшему затяжному кризису в российско-украинских отношениях.
24 августа 1991 года, то есть задолго до официального прекращения существования СССР, Украина, на основании принятого Верховным Советом «Акта провозглашения независимости», приступила к созданию суверенного независимого государства, гарантом безопасности и территориальной целостности которого должны были стать собственные вооружённые силы. К 1991 году на территории Украины располагались три военных округа численностью до 780 тысяч военнослужащих (вторая по численности армия в Европе после России). В состав округов входили сухопутные войска, одна ракетная армия, четыре воздушных армии, армия ПВО и Черноморский флот. В соответствии с постановлением Верховного Совета Украины «О воинских формированиях на Украине», принятым в тот же день, все воинские формирования, дислоцированные на её территории, были формально переподчинены Верховному Совету Украины. В октябре 1991 года Верховный Совет Украины принял решение о переподчинении Украине Черноморского флота.
6 декабря Верховный Совет Украины принял закон «О Вооружённых силах» и «Об обороне», официально провозгласив создание своих национальных вооружённых сил на базе объединений, соединений и частей ВС СССР, которые дислоцировались на её территории.
30 декабря 1991 года в Минске состоялась встреча глав государств СНГ, в ходе которой страны — участницы СНГ подписали ряд документов по военным вопросам, в соответствии с которыми министерство обороны бывшего СССР подлежало ликвидации, а вместо него создавалось Главное командование Вооружённых сил СНГ (было создано 20 марта 1992 года). Государства СНГ получили право создавать собственные вооружённые силы на базе частей и подразделений ВС СССР, которые дислоцировались на территории этих государств, за исключением тех из них, которые признавались «стратегическими силами» и должны были остаться под объединённым командованием СНГ.
Несмотря на то, что Черноморский флот имел статус оперативно-стратегического объединения, который мог быть реализован лишь при сохранении единства его структуры, политическое руководство Украины трактовало минские соглашения по-иному и фактически изначально взяло курс на раздел флота. С этим не могло согласиться руководство России, личный состав и командование Черноморского флота и в основном пророссийски настроенное население Крыма и Севастополя. Началось противостояние, продлившееся в общей сложности более пяти лет. Этот процесс проходил довольно болезненно — многие военнослужащие и их семьи были вынуждены покинуть Севастополь и сменить гражданство. За это время большую часть кораблей списали и продали на металлолом, закрылось множество предприятий, обслуживавших флот, тысячи севастопольцев остались без работы, город погрузился в жестокий экономический кризис. До 1997 года Черноморский флот оставался единой военно-морской структурой, сохранявшей символику и атрибуты уже не существовавшего СССР.
5 апреля 1992 года президент Украины Леонид Кравчук подписал Указ «О переходе Черноморского флота в административное подчинение Министерству обороны Украины». В ответ 7 апреля президент Российской Федерации Борис Ельцин издал Указ «О переходе под юрисдикцию Российской Федерации Черноморского флота». «Война указов» завершилась встречей двух президентов в Дагомысе. Оба президента отменили свои указы, было подписано соглашение о дальнейшем развитии межгосударственных отношений, в котором указывалось на необходимость продолжения переговорного процесса по созданию ВМФ России и ВМС Украины на базе Черноморского флота.
3 августа 1992 года состоялись российско-украинские переговоры на высшем уровне. Президенты России и Украины подписали соглашение о принципах формирования ВМФ России и ВМС Украины на базе Черноморского флота бывшего СССР, согласно которому Черноморский флот становится Объединённым флотом России и Украины с объединённым командованием. Стороны договорились, что в течение трёх лет вопрос о разделе Черноморского флота будет решён.
Тем не менее, неопределённый статус флота продолжал оставаться источником трений между двумя государствами. Отношения военнослужащих украинского и российского флотов, как отмечают источники, оставались весьма напряжёнными, доходя порой до физического противостояния между ними. Сложившаяся в 1993—1994-х годах ситуация на полуострове находилась на грани вооружённого конфликта между Россией и Украиной.
Напряжённость удалось постепенно снизить подписанием двусторонних соглашений между Россией и Украиной, на основании которых произошёл раздел Черноморского флота СССР с созданием Черноморского флота России и ВМС Украины с раздельным базированием на территории Украины.
15 апреля 1994 года в Москве президенты России и Украины Борис Ельцин и Леонид Кравчук подписали Соглашение о поэтапном урегулировании проблемы Черноморского флота, в соответствии с которым ВМС Украины и Черноморский флот РФ базируются раздельно.
9 июня 1995 года президенты России и Украины Борис Ельцин и Леонид Кучма подписали Соглашение о раздельном базировании российского Черноморского флота России и Военно-морских сил Украины.
28 мая 1997 года главы правительств России и Украины в рамках подготовки к подписанию «Большого договора» о дружбе и сотрудничестве подписали в Киеве три соглашения по Черноморскому флоту:
- Соглашение между Российской Федерацией и Украиной о параметрах раздела Черноморского флота[42][43];
- Соглашение между Российской Федерацией и Украиной о статусе и условиях пребывания Черноморского флота Российской Федерации на территории Украины[44];
- Соглашение между Правительством Российской Федерации и Правительством Украины о взаиморасчётах, связанных с разделом Черноморского флота и пребыванием Черноморского флота Российской Федерации на территории Украины[45].

Российская сторона обязалась не иметь ядерного оружия в составе Черноморского флота РФ на территории Украины.

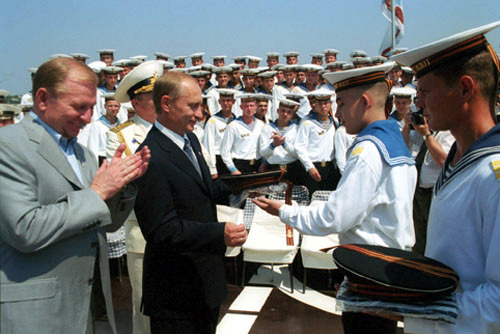
Леонид Кучма и Владимир Путин на борту крейсера «Москва», флагмана Черноморского флота РФ, июль 2001

Двусторонними соглашениями 1997 года были оговорены условия аренды базы Черноморского флота на территории Украины, а также срок пребывания Черноморского флота РФ на территории Украины — до 28 мая 2017 года.
Процесс раздела наследства бывшего Краснознамённого Черноморского флота СССР и окончательного формирования на его базе Военно-морских сил Украины и Черноморского флота Российской Федерации в основном завершился к 2000 году. К этому времени была также формально разрешена проблема статуса Севастополя как основной военно-морской базы двух флотов на Чёрном море.

### Статус Крыма
Крымская область была передана из состава РСФСР в состав Советской Украины в 1954 году в рамках празднования 300-летия Переяславской рады («воссоединение России и Украины»). В результате распада СССР в составе независимой Украины оказался регион, большинство населения которого составляют этнические русские, где традиционно сильны пророссийские настроения и размещена главная база Черноморского флота РФ. Кроме того, основной город Черноморского флота — Севастополь — является для России значительным патриотическим символом.
В феврале 1991 года по результатам всекрымского референдума была восстановлена Крымская АССР в составе Украины, а в сентябре 1991 года Верховный совет Крымской АССР принял декларацию о государственном суверенитете автономии. 1 декабря 1991 года на всеукраинском референдуме доля тех, кто поддержал «Акт независимости Украины», оказалась наименьшей именно среди жителей Крыма и Севастополя (54 % и 57 %, соответственно).
26 февраля 1992 года по решению Верховного Совета автономии Крымская АССР была переименована в Республику Крым, а 6 мая того же года была принята крымская конституция, которая подтвердила данное наименование, а также установила вхождение Крыма в состав Украины на договорных отношениях.
В 1992—1994 годах пророссийскими политическими силами предпринимались попытки отделения Крыма от Украины — так, например, 5 мая 1992 года Верховным Советом Крыма было принято постановление о проведении общекрымского референдума по вопросу независимости и государственной самостоятельности Республики Крым, которое впоследствии было отменено благодаря вмешательству Верховной рады Украины.
В России деятельность крымских сепаратистов нашла отклик в первую очередь у московских властей. Мэр Москвы Юрий Лужков стал главным проводником идеи о необходимости вернуть Крым в состав РФ. Тот факт, что никакой делимитации или демаркации проведено не было, позволяло наиболее радикально настроенным деятелям подвергать сомнению даже саму территориальную целостность Украины. Лужкову вторили Владимир Жириновский, Дмитрий Рогозин, Сергей Бабурин и другие.
21 мая 1992 года Верховный Совет Российской Федерации принял собственное постановление, которым признал решение Президиума Верховного Совета РСФСР от 5 февраля 1954 года «О передаче Крымской области из состава РСФСР в состав Украинской ССР» «не имеющим юридической силы с момента принятия» ввиду того, что оно было принято «с нарушением Конституции (Основного Закона) РСФСР и законодательной процедуры». При этом российский парламент уточнил, что в связи с конституированием последующим законодательством РСФСР факта передачи Крымской области и заключением между Украиной и Россией договора от 19 ноября 1990 года, в котором стороны отказываются от территориальных притязаний, а также в связи с закреплением данного принципа в договорах и соглашениях между государствами СНГ, он считает необходимым урегулировать вопрос о Крыме путём межгосударственных переговоров России и Украины с участием Крыма и на основе волеизъявления его населения. В ответ на это решение Верховная рада Украины 2 июня 1992 года постановила рассматривать постановление ВС РФ по Крыму как «не имеющее юридического значения», а в вопросе статуса Крыма в составе Украины исходить из того, что он не может быть предметом межгосударственных переговоров. Эта же позиция была высказана и в последовавшем на следующий день заявлении украинского парламента по данному вопросу.
9 июля 1993 года Верховный Совет Российской Федерации под председательством Руслана Хасбулатова принял постановление «О статусе города Севастополя», подтвердившее «российский федеральный статус города Севастополя в административно-территориальных границах городского округа по состоянию на декабрь 1991 года». Президент России Борис Ельцин негативно отреагировал на действия Верховного Совета, заявив: «Мне стыдно за решение парламента… Не начинать же войну с Украиной». Российский президент предпочёл не обращать внимания на ситуацию вокруг Крыма, будучи слишком поглощённым внутриполитической борьбой и собственными региональными конфликтами, чтобы делать неосторожные заявления в адрес соседнего государства, тем более по территориальным вопросам.
Заявление российских парламентариев прозвучало на фоне острого политического кризиса в России 1992—1993 годов, вылившегося в жёсткое противостояние между парламентом и президентом. В связи с постановлением Верховного Совета РФ о статусе Севастополя Украина обратилась с жалобой в Совет Безопасности ООН. СБ ООН, включая представителя России, в своём заявлении от 20 июля 1993 года (S/26118) подтвердил свою приверженность принципам суверенитета, независимости, единства и территориальной целостности Украины в пределах международно признанных границ. В 1994 году на Украине начала работу миссия ОБСЕ, главной задачей которой было содействие стабилизации ситуации на Крымском полуострове (миссия завершила свою работу в 1999 году в связи с выполнением своего мандата).
В 1993 году «Республиканское движение Крыма» (РДК), возникшее на рубеже 1980-х — 1990-х годов, было преобразовано в политическую организацию — Республиканскую партию Крыма (РПК). Её руководители выдвигали ряд лозунгов весьма радикального характера — курс на сближение Республики Крым с Россией, вплоть до полного присоединения, заключение с Россией военно-политического союза, предоставление жителям Крыма российского гражданства.
В начале 1994 года был зафиксирован наивысший на тот период успех крымского пророссийского движения: в январе известный общественный деятель Юрий Мешков был избран президентом Республики Крым, а большинство в Верховном Совете автономии завоевал созданный при поддержке Республиканской партии Крыма блок «Россия». Однако после убедительной победы на президентских и парламентских выборах новое руководство Крыма столкнулось с отсутствием финансовой, экономической, управленческой базы для обеспечения реальной автономии, а также с отсутствием поддержки со стороны самой России, руководство которой пыталось в то время сблизиться с Западом и потому рассматривало активность пророссийских деятелей за рубежом как неприятную помеху, способную возродить на Западе подозрения относительно «неизжитых имперских амбиций» России.
В сентябре 1994 года Верховная рада Украины переименовала Крымскую АССР (Республику Крым) в Автономную Республику Крым, а в марте 1995 года в одностороннем порядке отменила конституцию Республики Крым 1992 года и, соответственно, упразднила пост президента республики. Лишённый своей должности, Юрий Мешков выехал в Россию (и смог вернуться на полуостров лишь в марте 2014 года). Ряд крымских партий был распущен (в частности, партии, входившие в состав блока «Россия»).
В 1998 году пророссийские политические силы в Крыму, ослабленные политическим кризисом, потерпели поражение на выборах в Верховный Совет Крыма. 21 октября 1998 года крымский парламент нового состава принял новую конституцию, приведённую в соответствие с конституцией Украины. 23 октября Государственная дума РФ откликнулась на это своим заявлением «В связи с закреплением в Конституции Автономной Республики Крым украинского языка как единственного государственного языка на территории Автономной Республики Крым», в котором расценила закрепление украинского языка как единственного государственного языка на территории Автономной Республики Крым как «решение Украиной внутренних геополитических проблем за счёт жёсткой дискриминации русского народа Крыма» и выразила убеждённость в том, что, «исходя из языковой и культурной близости, прочных исторических связей близкородственных славянских народов, украинские власти примут эффективные меры для пересмотра государственной политики в национальном и региональном масштабе, для исправления, отмены или аннулирования любых законов и других нормативно-правовых актов, ведущих к возникновению и закреплению дискриминации по этническому происхождению и языку».
Как бы то ни было, Крым таким образом стал окончательно закреплён в статусе региона Украины, вопросы с самоопределением автономного образования и вмешательством в этот процесс российских политиков на некоторое время отошли на второй план. Этому во многом способствовал избранный в 1994 году президент Украины Леонид Кучма. Проводя политику «многовекторности», он сумел наладить отношения с президентом России Ельциным.
На определённое время в деятельности пророссийских организаций собственно политическая составляющая ушла на второй план, при этом более важную роль начали играть вопросы русского языка, религии, культуры, исторического самосознания, поддержания связей с исторической Родиной. С 1995—1996 гг. на первый план вышла «Русская община Крыма», созданная ещё в октябре 1993 года по решению лидеров РДК/РПК как общественная организация, ориентированная в своей деятельности на защиту интересов и прав русских Крыма и всех крымчан, считающих русский язык и русскую культуру родными.
Новый виток напряжённости вокруг Крыма произошёл уже при президенте Викторе Ющенко.

### Безъядерный статус Украины и Будапештский меморандум
В результате распада СССР увеличилось число ядерных держав, так как на момент подписания Беловежских соглашений советское ядерное оружие дислоцировалось на территории четырёх союзных республик: России, Украины, Белоруссии и Казахстана. Совместные дипломатические усилия России и Соединённых Штатов Америки привели к тому, что Украина, Белоруссия и Казахстан отказались от статуса ядерных держав и передали России весь военный атомный потенциал, оказавшийся на их территории.
24 октября 1991 года было принято постановление Верховной рады о безъядерном статусе Украины. 14 января 1992 года было подписано трёхстороннее соглашение России, США и Украины. По этому соглашению все атомные заряды демонтировались и вывозились в Россию, стратегические бомбардировщики и шахты для запуска ракет уничтожались на средства США. Взамен США и Россия предоставили гарантии независимости и территориальной целостности Украины.
5 декабря 1994 года лидерами Украины, США, России и Великобритании был подписан Меморандум о гарантиях безопасности в связи с присоединением Украины к Договору о нераспространении ядерного оружия (Будапештский меморандум), подтверждавший выполнение в отношении Украины положений Заключительного акта СБСЕ, Устава ООН и Договора о нераспространении ядерного оружия как не обладающего ядерным оружием государства — участника Договора.

### Внешний долг СССР
Переговоры по поводу урегулирования внешнего долга СССР и раздела зарубежных активов СССР длились три года и завершились в декабре 1994 года, когда между Россией и Украиной было подписано соглашение об урегулировании вопросов правопреемства в отношении долгов и активов бывшего СССР — украинская сторона в конце концов согласилась на так называемый «нулевой вариант», при котором Россия брала на себя обязательства по оплате всех долгов бывшего СССР, но при этом оставалась единственным владельцем всей советской загрансобственности.
Однако соответствующее соглашение так и не было ратифицировано украинской стороной по причине того, что Россия не раскрывает полный перечень зарубежной собственности СССР и сведения о его стоимости. В связи с этим вплоть по настоящий момент соответствующие бывшие советские активы де-факто контролируются Россией, но их юридический статус до конца не урегулирован.

### Газовый транзит
«Газовый вопрос» в отношениях России и Украины возник почти сразу после распада СССР. Разрушение единого экономического пространства бывшего СССР способствовало упадку национальных экономик России и Украины в целом и нефтегазовой отрасли в частности. Тотальная ориентация украинской промышленности и коммунального сектора на российские нефть и газ выступали значительным фактором зависимости украинского государства от Российской Федерации. Однако геополитическое расположение Украины определило и обратную зависимость: прохождение через украинскую территорию всех магистральных экспортных газопроводов («Уренгой — Помары — Ужгород», «Союз» («Оренбург — Западная граница СССР»), «Прогресс» («Ямбург — Западная граница СССР»)) и отдалённость перспективы прокладки альтернативных путей, с одной стороны, позволяли ей отстаивать собственные позиции по экономическим вопросам, а с другой — предоставляли возможность осуществлять несанкционированный отбор экспортного топлива. В итоге, к концу 1990-х годов подобное поведение превратилось в обычную практику украинских компаний, для борьбы с которой эффективных методов борьбы практически не существовало.
В августе 1992 года были достигнуты первые договорённости о поставках газа на Украину и транзите через её территорию, а также о взаиморасчётах по этим операциям. Межправительственным соглашением особо оговаривалось, что транзитный газ «не подлежит распределению среди населения Украины», в случае недопоставки газа в третьи страны по вине Украины Российской Федерации должны были полностью возмещаться все понесённые в связи с этим убытки, Украина не имела права реэкспортировать полученный из России природный газ.
Со второй половины 1992 года задолженность Украины за поставленные энергоресурсы — природный газ для промышленности и населения и нефть для украинских НПЗ — стала всё более усугубляться. Для решения этой проблемы украинское правительство воспользовалось механизмом технических кредитов (межгосударственных денежных кредитов, предоставляемых для закупки определённых товаров, которые могут быть погашены либо встречными поставками товаров, либо оформлением государственной задолженности). В связи с тем, что Украина не имела возможности расплачиваться по этим займам, правительство постоянно просило об увеличении их размеров и о новых кредитах. В результате уже к первой годовщине украинской независимости вопрос об оплате за энергоносители стал одной из ключевых проблем российско-украинских отношений.
По состоянию на февраль 1993 года долг Украины перед РАО «Газпром», по данным российской компании, превысил 138 млрд рублей. В ответ на объявление о приостановке поставок газа на Украину из-за неуплаты украинские власти заявили, что в таком случае перекроют транзитные газопроводы. Разрабатывая альтернативные маршруты поставок газа в Европу, в марте 1993 года «Газпром» подписал в Варшаве соглашение о строительстве транзитного газопровода «Ямал — Западная Европа» через территорию Польши в обход Украины (введён в строй в конце 1999 года, на полную мощность вышел в 2006 году).
Несмотря на то, что премьер-министры России и Украины договаривались об обеспечении устойчивой работы газо- и нефтепродуктопроводов, проходящих по их территориям, и беспрепятственный транзит этой продукции в третьи страны, в августе 1993 года экспорт энергоресурсов на Украину впервые был приостановлен на пять дней в связи с неуплатой.
Практически сразу выяснилось, что сокращение поставок российского газа является малоэффективным механизмом обеспечения возврата долгов. В связи с тем, что основная часть транзитного маршрута к европейским потребителям проходила по территории Украины, это позволяло украинской стороне беспрепятственно осуществлять несанкционированный отбор российского экспортного газа на собственные нужды.
1993 год следует считать отправной точкой в развитии открытого «газового» конфликта между Россией и Украиной. С одной стороны, он отчётливо продемонстрировал финансовую несостоятельность государств постсоветского пространства и их полную неготовность к переходу на рыночные условия взаиморасчётов при поставках энергоносителей. С другой стороны, выяснилась зависимость России от ряда новых независимых государств, в частности, в газовой сфере — от Украины, которая в условиях финансового хаоса воспользовалась единственным имевшимся у неё преимуществом — своим геоэкономическим расположением.
Несмотря на корпоративные экономические интересы РАО «Газпром», оно постоянно оказывалось «заложником» политического диалога между Россией и Украиной.
К середине 1990-х сложилась следующая схема: Россия поставляла газ Украине по фиксированной цене (50-80 долларов за тысячу кубометров) и по такой же фиксированной цене оплачивала транзит ― но не деньгами, а поставками газа. О справедливости этой фиксированной цены высказывались диаметрально противоположные мнения. Президент России Владимир Путин, например, в середине 2000-х заявлял, что Россия в течение 15 лет ежегодно спонсировала Украину на три-пять миллиардов долларов за счёт дешёвых энергоносителей. Президент Украины Виктор Ющенко, однако, утверждал, что Россия на протяжении 1990-х поставляла Украине газ по ценам выше среднеевропейских. Так или иначе, но эта схема оплаты за газ была далека от рыночной, но устраивала и украинскую промышленность, и «Газпром». При этом, однако, статус монопольного транзитёра позволял Украине в кризисных ситуациях осуществлять «несанкционированный отбор» российского газа из экспортных трубопроводов, что никак не могло способствовать добрым отношениям между государствами. О неожиданно вскрывавшихся «потерях» на территории Украины «Газпром» периодически заявлял; украинские власти сначала всё опровергали, но впоследствии хищения всё же признавали. «Москва ежегодно перекачивает через нашу страну на Запад 130 миллиардов кубометров газа. Если здесь откачают миллиард кубометров — это же ничтожная доля», — заявил президент Украины Леонид Кучма в интервью журналу «Spiegel» в 2000 году. Это заявление вызвало скандал в России.
В дальнейшем создание альтернативных маршрутов транспортировки российского газа в Европу (Ямал-Европа и Северный поток) привело к постепенному снижению объёмов газового транзита через Украину. В 2001 году через Украину в ЕС было прокачано 124,4 млрд м³, в 2010 году — 98,6 млрд м³, в 2013 году — 86,1 млрд м³. Несмотря на это, Украина по крайней мере до конца 2010-х годов оставалась крупнейшим транзитёром российского газа в Европу.

### Авиакатастрофа над Чёрным морем
4 октября 2001 года над Чёрным морем примерно в 280 километрах от Новороссийска потерпел крушение самолёт Ту-154М авиакомпании «Сибирь», выполнявший рейс из Тель-Авива в Новосибирск; на борту находились 66 пассажиров ― граждан России и Израиля ― и 12 членов экипажа.
Согласно заключению Межгосударственного авиационного комитета (МАК), самолёт был сбит украинской зенитной ракетой С-200, запущенной в ходе проводившихся на Крымском полуострове военных учений. Долгое время украинские власти отрицали свидетельства того, что самолёт был сбит украинской ракетой, и затягивали выплату компенсаций семьям погибших. В итоге компенсации всё же были выплачены, но официально взять на себя вину за катастрофу Украина, по сути, отказалась, а уголовное дело, в рамках которого могли быть наказаны конкретные виновники случившегося, было закрыто.

### Договор о российско-украинской границе
28 января 2003 года в Киеве президентами двух стран был подписан Договор о российско-украинской границе, который определил по суше линию границы между странами. В период от подписания до ратификации Договора произошёл конфликт вокруг острова Тузла, вызванный строительством Россией дамбы в Керченском проливе от Таманского полуострова до острова Тузла. По мнению аналитиков, целью конфликта было оказание давления на Украину в отношении делимитации границы в Керченском проливе и Азовском море.

### Конфликт вокруг Тузлы
Осенью 2003 года между Россией и Украиной разгорелся конфликт вокруг острова Тузлы в Керченском проливе, вызванный отсутствием прогресса в урегулировании статуса Керченского пролива и Азовского моря. После распада СССР судоходная часть пролива (между косой Тузла и Крымским полуостровом) оказалась полностью в территориальных водах Украины. Российская часть Керченского пролива была мелководной и подходила только для мелких рыбацких лодок. 29 сентября 2003 года власти Краснодарского края, не предупредив украинскую сторону, приступили к сооружению дамбы от Таманского полуострова в сторону пограничного острова Коса Тузла, мотивируя это необходимостью предотвратить размывание береговой полосы Таманского полуострова и косы, восстановить экологический баланс в регионе, сохранить и восстановить запасы рыбы и другие биоресурсы. Киев расценил строительство как «посягательство на территориальную целостность страны». В ответ украинская сторона перебросила на остров несколько сот пограничников и направила в Керченский пролив артиллерийские катера. Вскоре обе стороны начали наращивать своё военное присутствие в регионе. 23 октября строительство дамбы было остановлено за 102 м от линии государственной границы после встречи президентов Путина и Кучмы, подписавших в декабре 2003 года «Договор о сотрудничестве в использовании Азовского моря и Керченского пролива», однако статус Тузлы, как и статус Керченского пролива, так и не был окончательно урегулирован сторонами. Так продолжалось до 2012 года, когда президенты Украины и России Виктор Янукович и Владимир Путин подписали совместное заявление о будущей делимитации морской границы. При этом Россия согласилась оставить Тузлу за Украиной в обмен на сохранение права блокировать проход судов третьих стран через Керченский залив.

## 2005—2009

### Президентские выборы. «Оранжевая революция»
2001—2004 годы стали для экономики Украины периодом высоких темпов экономического роста и определённой социальной стабильности. В 2003 году Украина возглавила СНГ, стала членом Соглашения о формировании Единого экономического пространства совместно с Белоруссией, Казахстаном и Россией. Это Соглашение было одновременно ратифицировано в 2004 году Верховной радой и Государственной думой, проводилась большая работа по созданию общей нормативно-правовой базы экономической интеграции четырёх стран. Именно в Киеве предполагалось разместить органы управления Единым экономическим пространством. Масштабный характер стало приобретать сотрудничество Украины и России в высокотехнологичных отраслях (авиационной, атомной и нефтегазовой), разрабатывались крупные проекты, в том числе и по совместному использованию газотранспортной системы. Интеграционные процессы ускорялись тем, что лидеры ЕС и НАТО посылали украинскому руководству чёткие сигналы о невозможности в обозримом будущем присоединения Украины к этим организациям. Все социально-экономические прогнозы обещали стране стабильное развитие и высокую динамику экономического роста.
Украина, правда, с первых же дней начала тормозить процесс формирования ЕЭП, стремясь к получению односторонних политических и экономических преимуществ. Однако именно намерение правительства Виктора Януковича (который шёл на президентские выборы 2004 года в качестве главы кабинета министров) интегрировать Украину в Единое экономическое пространство стало одной из причин начала массовых протестов в Киеве.
Тема ЕЭП постоянно поднималась в Верховной раде, вызывая жесточайшие дискуссии между депутатами от Партии регионов и оппозиционерами из «Нашей Украины» и Блока Юлии Тимошенко, полагавшими, что вступление Украины в ЕЭП приведёт фактически к возрождению СССР. Полемика выплеснулась и за стены парламента, на Майдан Незалежности, расколов украинское общественное мнение и вызвав пристальнейшее внимание со стороны российского руководства, которое делало ставку на победу Януковича и инвестировало в неё значительные средства. Среди тех, кто в эти дни был направлен на Украину, были не только опытные политологи и политтехнологи, но и популярные артисты. Были проведены масштабные пропагандистские мероприятия — парад, посвящённый 60-летию освобождения Украины от нацистов, торжественное подписание соглашения о железнодорожно-паромном сообщении между портами «Кавказ» и «Крым». В своих публичных выступлениях Янукович говорил о союзе с Россией, о придании русскому языку статуса второго государственного, что находило отклик у избирателей, проживающих прежде всего в восточных областях Украины. Президентские выборы 2004 года стали, по сути, первой серьёзной попыткой российского руководства развернуть Украину на восток.
Как утверждал позднее Андрей Илларионов, занимавший в 2000—2005 годах должность советника Владимира Путина, победа «оранжевой коалиции» «серьёзно шокировала» и жестоко разочаровала российского президента. Это событие, на фоне войны в Ираке и противостояния с Евросоюзом и НАТО, считает Илларионов, «привело к радикальному развороту в сознании, мировоззрении Владимира Путина на международной арене».
1 ноября 2004 года — на следующий день после голосования во втором туре президентских выборов, когда по самым предварительным данным стало известно, что Янукович с минимальным перевесом одержал победу над Виктором Ющенко, Путин поторопился поздравить его с победой. Позже, уже после того, как в стране начались массовые протесты, Путин ещё раз поздравил Януковича с победой: «Большинство украинских граждан поддержало Ваше стремление развивать добрососедское и многоплановое сотрудничество с Россией, со всеми странами СНГ и другими государствами Европы и мира».
Но это не помогло. На фоне грандиозных акций протеста, финансирование которых осуществлялось в том числе и из западных источников, Верховный суд отменил результаты второго тура и назначил третий, по итогам которого победителем объявили Ющенко. Его Путин поздравил лишь через несколько недель, уже перед самой инаугурацией.
Поражение российской политики на украинском направлении совпало с резким креном украинской власти в сторону Запада — Ющенко провозгласил евроатлантический вектор развития страны, отказавшись от «многовекторного» геополитического курса своего предшественника Леонида Кучмы, который все годы своего президентства старался лавировать между Москвой и Брюсселем. По заявлению вице-премьера Украины по вопросам европейской интеграции Олега Рыбачука, сделанному сразу же после назначения, Украина не намеревалась отказываться от сближения с Россией в смысле снятия торговых барьеров, но собиралась принципиально поменять политику в отношении России: «Мы станем двумя народами, каждый из которых отстаивает свои интересы… Мы будем говорить с Москвой на равных… Надо сказать россиянам: мы ваши партнёры, но намерены делать только то, что нам выгодно». Начался постепенный отход от идеи экономической интеграции в рамках постсоветского пространства, сопровождавшийся обострением разногласий в экономической и политической сфере с Россией.
И сама «Оранжевая революция», и потерпевшая фиаско поддержка Януковича, и последовавший внешний и внутренний курс Ющенко — всё это привело к росту националистических настроений на Украине, породив целую череду затяжных кризисов во взаимоотношениях двух стран. В частности, Россия активизировала свои действия, направленные на строительство трубопроводов в обход территории Украины; украинское же руководство в качестве приоритетов энергетической политики провозгласило избавление от российской газовой зависимости и поиск альтернативных видов топлива.
Уже в апреле 2005 года, комментируя отношение к России и планам создания ЕЭП, президент Ющенко отметил, что «Украина поддерживает создание зоны свободной торговли с членами этой организации, но не допустит девальвации своего фискального, таможенного и бюджетного суверенитетов». Министр экономики Украины Сергей Терёхин объявил, что Украина будет настаивать на пересмотре базового соглашения по формированию ЕЭП, подписанного в 2003 году, поскольку, согласно тексту соглашения, после поэтапной отмены ограничений в торговле, что должно было произойти до 2012 года, планировалось создание наднациональных органов, которые бы проводили скоординированную экономическую политику. «Украина рассматривает своё участие в ЕЭП только в формате создания зоны свободной торговли и условий для перемещения капитала, услуг и рабочей силы», — заявил Терёхин.
В конце августа 2005 года на саммите глав стран — участниц Соглашения по формированию Единого экономического пространства Виктор Ющенко подтвердил, что украинское руководство считает возможным подписать лишь 15 документов, регламентирующих создание зоны свободной торговли. Остальные документы по ЕЭП, в которых речь идёт о создании наднационального тарифного органа и таможенного союза, украинское руководство не устраивали. С 2007 года начались переговоры о заключении Соглашения об ассоциации между Украиной и Европейским союзом. В мае 2009 года Украина вступила в «Восточное партнёрство», одним из направлений деятельности которого являлось развитие экономической интеграции со странами Евросоюза.
Российское руководство, со своей стороны, негативно оценивало как саму «Оранжевую революцию», так и политику нового украинского президента в отношении языкового вопроса, трактовок истории Голодомора и Украинской повстанческой армии, его курс на членство в НАТО. Всё это мало способствовало развитию отношений между Украиной и Россией.
Первая встреча новоизбранного президента Украины Ющенко с президентом РФ Путиным прошла уже 24 января 2005 года, однако Межгосударственная комиссия «Путин — Ющенко» за полтора года после объявления о её создании в марте 2005 года так ни разу и не собралась.

### Черноморский флот
17 апреля 2005 года Виктор Ющенко заявил, что статус Черноморского флота России в Севастополе нуждается в пересмотре, в то время как министр иностранных дел Украины Борис Тарасюк сделал ещё более ясное заявление: пребывание российского флота в Севастополе, которое, согласно существовавшим договорённостям, было ограничено 2017 годом, продлеваться не будет. Тогдашний глава Службы безопасности Украины Александр Турчинов высказал мнение, что пребывание Черноморского флота России на украинской территории противоречит национальным интересам Украины.
В декабре 2005 года Украина объявила о необходимости проведения инвентаризации всех объектов, используемых российским ЧФ. Эти действия совпали по времени с обострением конфликта между Россией и Украиной в отношении цен на российский газ, поставляемый на Украину (см. Газовый конфликт между Россией и Украиной (2005—2006)), хотя украинские власти отказывались признавать наличие здесь какой бы то ни было связи.
В 2006 году Виктор Ющенко заявил, что Украина будет придерживаться положений соглашения о статусе и условиях пребывания Черноморского флота России на украинской территории лишь до 2017 года. Ющенко заявил, что Конституция Украины не предусматривает возможности пребывания на украинской территории военных баз иностранных государств, а поэтому украинский президент поручил начать подготовку к выводу российского флота после 2017 года.

### Газовые конфликты
И сама «Оранжевая революция», и последовавший внешний и внутренний курс Ющенко породили целую череду затяжных кризисов во взаимоотношениях двух стран. В частности, Россия активизировала свои действия, направленные на строительство трубопроводов в обход территории Украины. Создание альтернативных маршрутов транспортировки российского газа в Европу (Ямал-Европа и Северный поток) привело к постепенному снижению объёмов газового транзита через Украину. Несмотря на это, Украина ещё в начале 2010-х годов оставалась крупнейшим транзитным государством для поставок российского газа в Европу.
Что касается украинского руководства, то оно в качестве приоритетов энергетической политики провозгласило избавление от российской газовой зависимости и поиск альтернативных источников топлива. Была выдвинута задача создания открытого и прозрачного рынка купли-продажи и транспортировки углеводородов из Каспийского региона в Европу путём диверсификации маршрутов поставок нефти и газа в обход России. С этой целью Украина реанимировала ГУАМ, активно участвовала в провозглашении Балто-Черноморско-Каспийского энерготранзитного пространства и Содружества демократического выбора. Все эти мероприятия отличались политической ангажированностью и неучастием в них России.
Эти планы, однако, так и не превратились из деклараций в практические действия. Попытки независимого (от России) энергоснабжения Европы потерпели неудачу.
Попытки реализовать указанные декларативные проекты осуществлялись на фоне длительных сложных переговоров Украины с Россией по вопросам транзита и своевременной оплаты Украиной российских газовых поставок. На фоне раздоров между союзниками по украинской «оранжевой» коалиции проявились неспособность и нежелание мирно договариваться с Россией по первоочередным вопросам. В итоге в 2006 и 2008 годах произошли два острых «газовых» конфликта, которые привели к отключению Россией поставок газа на Украину. Это значительно повысило уровень недоверия между странами, крайне негативно сказалось на имидже России как надёжного поставщика энергоресурсов в Европу и Украины как транзитного государства.

### Тема Голодомора
С приходом к власти Виктора Ющенко основой идеологической политики руководства страны фактически стала тема Голодомора — массового голода 1932—1933 годов на Украине. По всей Украине открывались памятники жертвам голода, музеи и выставки, посвящённые трагедии 1930-х годов. Противники Ющенко утверждали, что Голодомор стал для президента едва ли не национальной идеей, вокруг которой он попытался сплотить нацию.
Ющенко не ставил под сомнение утверждение, что Голодомор был геноцидом украинцев, заявляя: «Голод на Украине 1930-х годов не являлся смертью через голод, а убийством народа через голод». По словам Ющенко, «голод на Украине был выбран как способ усмирения украинского народа. Эти преступления по своим масштабам, целям и методам, безусловно, подпадают под определение геноцида, которое даёт конвенция Организации Объединённых Наций 1948 года. Цель была обескровить Украину, подорвать её силы и таким образом устранить возможность восстановления украинской государственности. Эта цель не скрывалась». В соответствии с этой позицией украинские власти активизировали свои усилия и на международной арене, пытаясь добиться того, чтобы на уровне ООН Голодомор был признан геноцидом, а его отрицание — преступлением.
В 2006 году Верховная рада Украины приняла закон, квалифицирующий голод 1932—1933 годов как геноцид украинского народа.
Тогда же СБУ опубликовала в интернете 5 тысяч страниц документов ГПУ, относящихся к периоду массового голода 1932-33 годов.
В самом Киеве начали раздаваться призывы к требованию компенсации от России как правопреемницы СССР — правда, лишь в том случае, если решение о признании геноцида примет ООН. При этом заместитель главы МИД Украины Юрий Костенко в 2008 году заявлял: «Мы ещё раз отбрасываем какую-либо связь между тем, что мы хотим, чтобы почтили память жертв Голодомора, и тем, что мы будем требовать компенсации от Российской Федерации… Мы много раз говорили, что народ и руководство России не несут никакой ответственности за преступления сталинского режима, за исключением тех, кто говорит, что является продолжателем дела Иосифа Виссарионовича Сталина». И всё же ни одно упоминание Голодомора в те годы не обходилось без слов о тех, кто сегодня должен покаяться за это преступление. Российское руководство, даже признавая и осуждая репрессии сталинских времён, в итоге так и не отреагировало на призывы о покаянии. В 2008 году Владимир Путин, рассуждая о сложностях в отношениях с Украиной, заявил: «Мы не поднимаем вопросов надуманного характера типа Голодомора, политизируя эти общие проблемы прошлого».
В 2009 году Служба безопасности Украины возбудила уголовное дело «по факту совершения в 1932—1933 годах на Украине геноцида, то есть по признакам преступления, предусмотренного ч. 1 ст. 442 Уголовного кодекса Украины».
25 декабря 2009 года, в ходе расследования этого уголовного дела Главным следственным управлением СБУ, было возбуждено новое уголовное дело в отношении советских и партийных руководителей — И. В. Сталина, В. М. Молотова, Л. М. Кагановича, П. П. Постышева, С. В. Косиора, В. Я. Чубаря и М. М. Хатаевича по признакам преступления, предусмотренного ч. 1 ст. 442 УК Украины. Апелляционный суд Киева, рассматривавший это дело в январе 2010 года, подтвердил выводы следователей СБУ об организации на территории УССР геноцида украинской национальной группы, то есть искусственного создания жизненных условий, рассчитанных на её частичное физическое уничтожение. Суд констатировал, что обвиняемые совершили вменяемое им преступление, и закрыл уголовное дело в связи с их смертью. Через несколько месяцев, 27 апреля 2010 года, уже новый президент Украины Виктор Янукович заявил, что массовый голод в 1930-х годах был не геноцидом украинцев, а последствием сталинского тоталитарного режима, как и голод в России, Белоруссии и Казахстане.

### Украина на постсоветском пространстве
После визита Виктора Ющенко в США (апрель 2005 года) украинский МИД поставил под сомнение целесообразность существования СНГ. Заместитель руководителя пресс-службы Министерства иностранных дел Украины Дмитрий Свистков со ссылкой на встречу заместителя министра иностранных дел Украины Владимира Огрызко с заместителем министра иностранных дел России Сергеем Разовым, заявил, что «возложенные на СНГ во время его создания задачи на сегодня в целом выполнены».
Впервые на официальном уровне этот тезис прозвучал в феврале 2005 года, когда министр иностранных дел Украины Борис Тарасюк назвал СНГ «несерьёзной структурой» и напомнил, что формально Украина не является членом Содружества, поскольку не подписывала устав этой организации. После этого на Украине стали обсуждать вопросы о роспуске СНГ и о возрождении ГУУАМ. Виктор Ющенко почти сразу же после вступления в должность начал акцентировать внимание на развитии «зоны ГУУАМ», заявляя, что Украина готова к роли нового регионального лидера. По мнению российских политологов, Украина, Грузия и Молдавия нашли в лице ГУУАМ формальное политическое прикрытие для «дружбы против» России. Однако намерение Виктора Ющенко создать более широкую региональную организацию за счёт привлечения к работе ГУАМ других постсоциалистических и постсоветских государств — в частности, Польши, Румынии и Литвы — не было осуществлено.
21 апреля 2006 года Тарасюк, участвовавший в заседании Совета глав МИД стран СНГ в Москве, предложил внести в повестку дня заседания вопрос о признании Голодомора актом геноцида украинского народа. Глава МИД России Сергей Лавров, однако, заявил, что «обсуждение этого вопроса уже проходило в узком составе, но консенсуса не было достигнуто», а поэтому «последствия коллективизации во времена СССР должны рассматривать историки». Внесение этого вопроса в повестку заседания помимо Украины поддержали члены ГУАМ — Грузия, Молдавия и Азербайджан, против высказались Россия, Беларуссия, Киргизия, Таджикистан и Узбекистан, воздержались Армения, Туркменистан и Казахстан.
В связи с этим Борис Тарасюк заявил, что СНГ «показало свою неэффективность» и «не имеет перспективы в будущем» в нынешнем формате, поскольку «СНГ не реагирует на ситуации, являющиеся наиболее чувствительными для стран — участниц СНГ».
Комментируя позицию России, Борис Тарасюк заметил, что Россия, с одной стороны, пытается утвердить себя как государство — правопреемник СССР, а с другой стороны — «отказывается брать на себя ответственность за те преступления, которые совершала страна, правопреемницей которой она является».

### Война в Грузии (2008)
В августе 2008 года, после начала российско-грузинской войны, Украина стала единственной страной СНГ, которая открыто встала на сторону Грузии и потребовала от России незамедлительно вывести войска с её территории. Украина предостерегла российскую сторону от участия её кораблей Черноморского флота в конфликте, в противном случае пригрозив не допустить возвращение кораблей обратно в Крым.
Виктор Ющенко заявил, что из-за кораблей ЧФ Украина втягивается в военный конфликт, не желая этого. Президент Украины установил новый порядок пересечения украинской границы кораблями Черноморского флота РФ, согласно которому силы ЧФ могли пересекать границу республики только с уведомления штаба ВМС Украины о своих действиях как минимум за 72 часа. МИД РФ расценило указ Ющенко о ЧФ как новый антироссийский шаг, после чего Ющенко назвал Черноморский флот РФ угрозой для безопасности Украины.
В Крыму, однако, большинство населения поддержало позицию России в конфликте. На этом фоне министр иностранных дел Украины Владимир Огрызко обвинил власти РФ в «тайной раздаче российских паспортов жителям Крыма». Россия данные обвинения отвергла.

### Продление «Большого договора»
В 2008 году, на фоне обострившегося кризиса в украинско-российских отношениях, в России активно обсуждался вопрос о том, насколько существующий между двумя государствами Договор о дружбе, сотрудничестве и партнёрстве от 1997 года соответствует возлагавшимся на него надеждам и сложившимся реалиям. В июне Государственная дума предложила президенту Медведеву рассмотреть вопрос о разрыве Договора в случае присоединения Украины к Плану действий по членству в НАТО.
В сентябре 2008 года, за полгода до того, как должен был истечь срок действия «Большого договора», министерство иностранных дел России заявило, что «недружественная политика украинских властей — в частности, непрекращающиеся требования вывести российский Черноморский флот из Севастополя и провокации в отношении российских моряков — ставит пролонгацию Договора под угрозу».
29 сентября глава комитета Верховной Рады по иностранным делам Олег Билорус сообщил, что парламентский комитет по иностранным делам единогласно принял решение рекомендовать Верховной Раде принять постановление о продлении действия «Большого договора». При этом Билорус отметил, что в отношениях Украины и России существует ряд вопросов, в том числе о «делимитации, демаркации границ, об условиях пребывания Черноморского флота Российской Федерации в Севастополе, вопросы, связанные с энергетической сферой». Тем не менее, как заявил украинский депутат, данные проблемы необходимо решать, основываясь на Договоре о дружбе между государствами.
В рамках 63-й сессии Генеральной ассамблеи ООН в Нью-Йорке министры иностранных дел Украины и России Владимир Огрызко и Сергей Лавров провели переговоры, в ходе которых обе стороны заявили «о поддержке и необходимости продления Большого договора». По словам Виктора Ющенко, и Украина, и Россия с пониманием подошли к тому, «насколько важными являются принципы настоящего договора для развития на перспективу наших двусторонних отношений», а пресс-секретарь МИД Украины Василий Кирилич заявил, что в Киеве Договор считают «краеугольным камнем в наших двусторонних отношениях».
Согласно статье 40 Договора, его действие автоматически продлевается каждое десятилетие, если ни одна из сторон не заявит о своём желании прекратить его действие за шесть месяцев до окончания срока действия. Поскольку ни Киев, ни Москва до 1 октября 2008 года не выдвинули официальных возражений против пролонгации Договора, он автоматически был продлён на следующие 10 лет без внесения в него каких-либо изменений или дополнений.
6 сентября 2018 года Совет национальной безопасности и обороны Украины принял решение о прекращении договора согласно положениям его статьи 40 в связи с «вооружённой агрессией РФ против Украины». 17 сентября это решение утвердил президент. 24 сентября официальная нота была вручена МИДу РФ. 1 апреля 2019 года Украина прекратила действие договора в связи с «вооружённой агрессией РФ против Украины». Таким образом, действие договора прекратится 1 апреля 2019 года.

## 2010—2011 годы

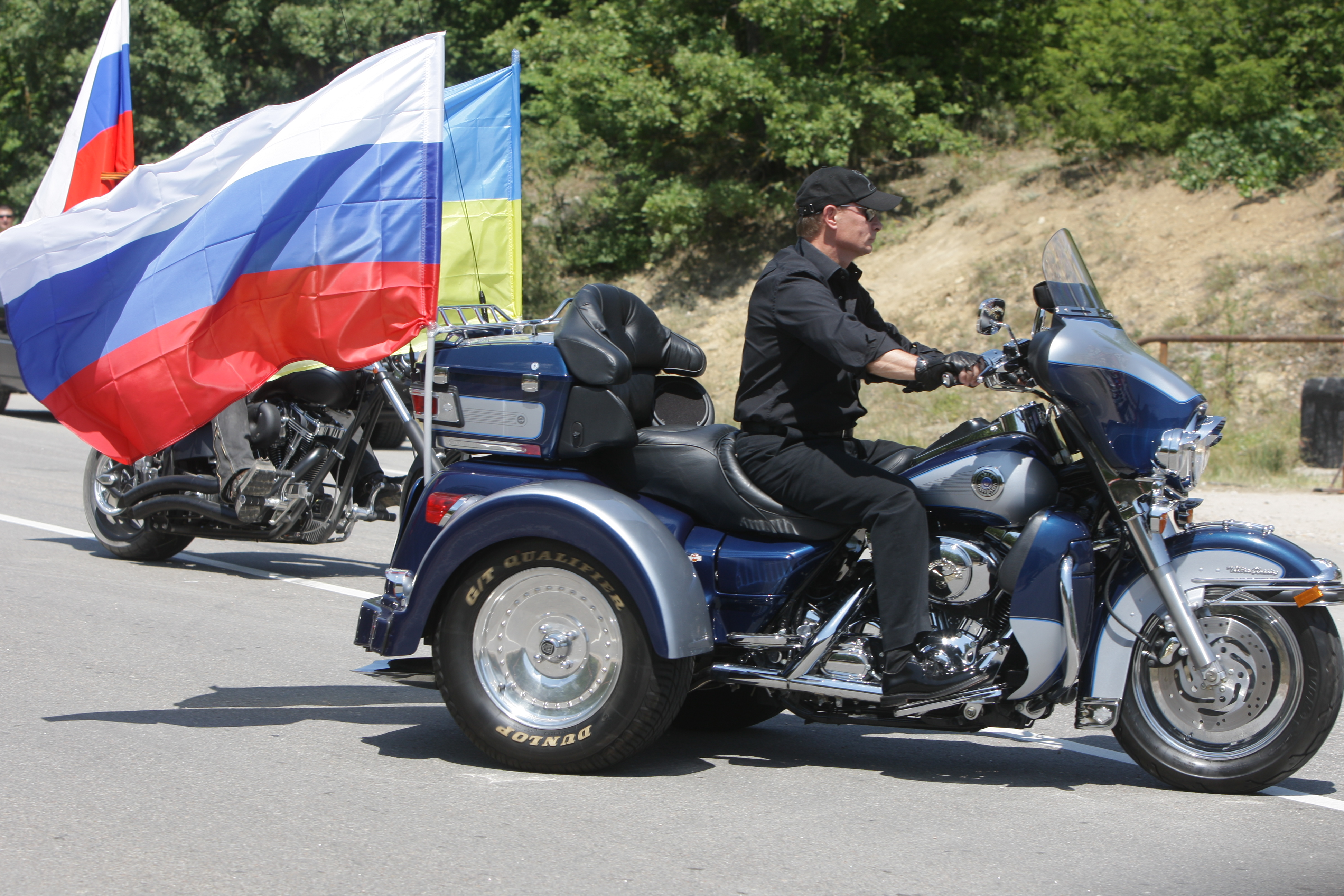
Путин в Украине, июль 2010

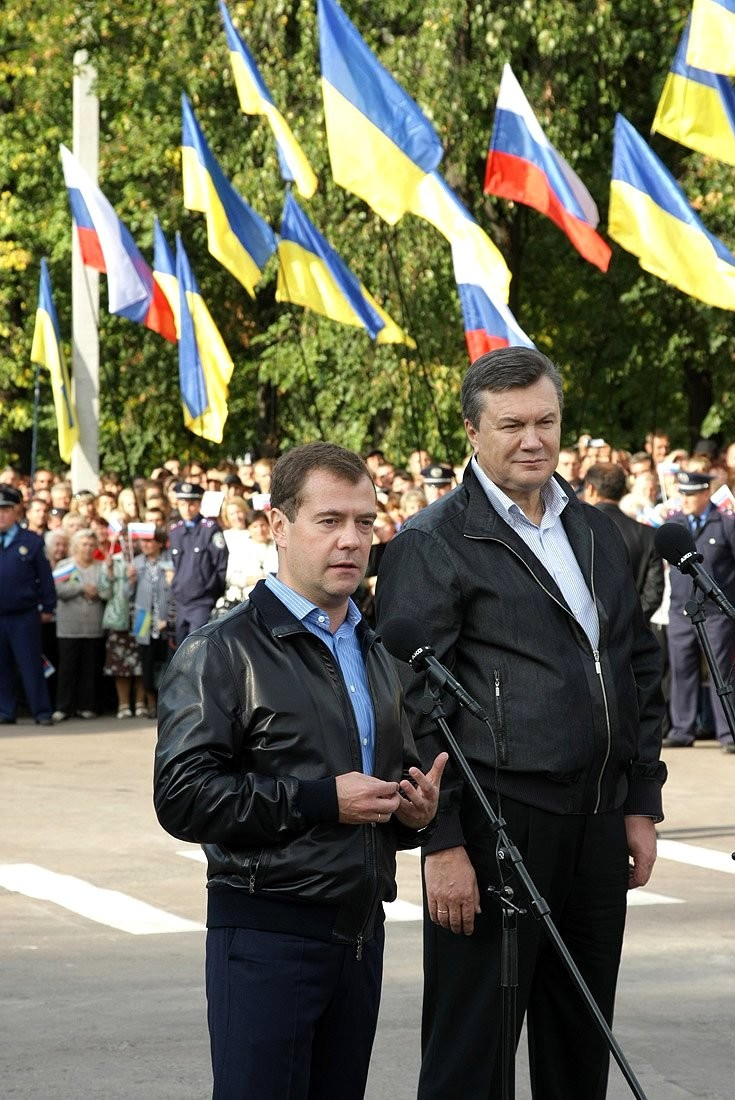
Медведев в Украине, сентябрь 2010

Избрание в 2010 году президентом Украины Виктора Януковича ознаменовалось заметным улучшением российско-украинских отношений. Это воплотилось в подписании Харьковских соглашений по Черноморскому флоту, росте товарооборота до 42 млрд долл. (в 2011 году — 50,6 млрд долл.), оживлении сотрудничества в различных областях. Интенсивный характер получили контакты на высшем государственном уровне: в 2010 году президенты государств Дмитрий Медведев и Виктор Янукович встречались 10 раз. Состоялся официальный визит президента России Дмитрия Медведева на Украину.
Разъясняя содержание нового внешнеполитического курса Украины, закреплённого на уровне государственного закона «Об основах внутренней и внешней политики», принятого Верховной радой Украины 1 июля 2010 года, министр иностранных дел Константин Грищенко характеризовал его как евроинтеграцию и европеизацию параллельно с прагматичным, дружественным сотрудничеством с Россией. При этом, однако, сближение с Россией, по мысли руководителя украинского МИДа, могло происходить лишь в той степени, в какой оно не затрагивает «суверенитет» Украины: без гармонизации отношений с Россией невозможна ни европейская интеграция Украины, ни её европеизация, но идти в будущее Украине и России следует «отдельными путями», поскольку Украине тесно «в шаблоне „русского мира“». Отмечалось также, что внеблоковость Украины не означает сворачивания многоаспектного сотрудничества с НАТО, в процессе которого украинская сторона будет исходить из «национального прагматизма».
21 апреля 2010 года президенты России и Украины подписали Харьковские соглашения по продлению срока аренды пунктов базирования Черноморского флота РФ в Крыму на 25 лет (после 2017 года), с возможностью его продления ещё на 5 лет — до 2042—2047 годов. Государственная Дума РФ и Верховная Рада Украины ратифицировали соглашение по Черноморскому флоту РФ. Ратификация соглашения на Украине проходила на фоне акций протеста, организованных оппозицией, как в зале Рады, так и в центре Киева.
При этом остались нерешёнными несколько ключевых вопросов, касающихся пребывания Черноморского флота на украинской территории. Прежде всего оставалась проблема модернизации вооружений и техники подразделений, дислоцированных в Крыму. Для Москвы это был один из ключевых вопросов, так как физическое и моральное устаревание техники угрожало потерей боеспособности флота в недалёком будущем. Украинские власти были готовы согласиться с появлением в Крыму современных кораблей ВМФ РФ, однако настаивали, чтобы в соглашении об обновлении военной техники был зафиксирован пункт обязательного согласования с Украиной замен кораблей и самолётов, что было категорически неприемлемо для российского руководства. Украинская сторона требовала от России предоставлять полный перечень вооружения новых кораблей, заключить контракты на их обслуживание с украинскими судоремонтными предприятиями. То же касалось наземной техники, береговых систем, авиации. Соглашение так и не было подписано.
Другим спорным вопросом стало намерение украинской стороны собирать таможенные пошлины со всех товаров, ввозимых для нужд российского флота. В Москве с этим были абсолютно не согласны; более того, российская сторона пыталась добиться отмены всех налогов, которые уже действовали в отношении грузов, ввозимых для обеспечения жизнеспособности российского флота. Нерешённой осталась и проблема маяков, находившихся в пользовании у Черноморского флота России. В 2011 году министерство обороны Украины потребовало у российской стороны вернуть маяки. При этом представитель украинского МИДа Олег Волошин заявил: «Мы не хотим превращать вопрос маяков в конфликтную ситуацию», добавив, что поиски компромисса продолжатся на заседании украинско-российской рабочей группы.
Несмотря на отказ Украины от вступления в НАТО и согласие на продление сроков аренды пунктов базирования Черноморского флота РФ в Крыму, Россия отказалась пойти на уступки в вопросе о базовой цене на газ (хотя и предоставляла Украине существенную скидку).

## 2012—2013 годы
18 октября 2011 года главы правительств большинства стран СНГ, включая Россию и Украину, подписали Договор о Зоне свободной торговли СНГ. 20 сентября 2012 года Договор вступил в силу в отношениях между Белоруссией, Россией и Украиной — первыми тремя странами, выполнившими его ратификацию.
В конце 2012 — начале 2013 гг. Россия активно предлагала Украине присоединиться к Таможенному союзу ЕАЭС (ТС), аргументируя это соображениями экономической выгоды и целесообразности — выгодами, которые Украина могла бы получить, в частности, от поставок российских энергоносителей по более низким ценам. При этом, однако, совершенно не учитывалась политическая составляющая — консенсус украинских элит о необходимости интеграции с Евросоюзом и вхождения в Зону свободной торговли, а также обязательства украинских политиков (включая Виктора Януковича) перед Евросоюзом. В итоге Украина отвергла все предложения России об интеграции, и дело свелось к чисто символическому участию Украины в ТС в качестве «наблюдателя». Янукович заявил, что приоритетом для Украины является интеграция в Евросоюз, а с Таможенным союзом он считает необходимым выстраивать сотрудничество в формате «3+1» — «на секторальном уровне». Однако премьер-министр России Дмитрий Медведев заявил, что сотрудничество в формате «3+1» недопустимо.
Летом 2012 года Евросоюз в рамках «Восточного партнёрства» принял краткосрочную программу интеграции и сотрудничества с Азербайджаном, Арменией, Белоруссией, Грузией, Молдавией и Украиной, включая юридическое оформление отношений с ними через соглашения об ассоциации. На саммите «Восточного партнёрства» было заявлено, что Украина может подписать соглашение об ассоциации с Евросоюзом уже в 2013 году.
Президент Янукович, продолжая движение Украины в сторону евроинтеграции, одновременно вёл переговоры с Россией, пытаясь найти приемлемую модель сотрудничества Украины с Таможенным союзом ЕврАзЭС.
31 мая 2013 года Украина заключила меморандум о сотрудничестве с Таможенным союзом, который, по словам премьер-министра Украины Николая Азарова, давал Украине возможность участвовать в заседаниях органов Таможенного союза, а впоследствии — и Евразийского экономического союза, не являясь их членом. При этом все парламентские партии Украины выступали против присоединения Украины к ТС, поддерживая европейскую интеграцию.
18 сентября 2013 года Кабинет министров Украины единогласно одобрил проект Соглашения об ассоциации с Европейским союзом. В октябре президент России Путин заявил, что в случае создания ассоциации с ЕС Украина не сможет присоединиться к Таможенному союзу.
Внешнеэкономическое положение Украины, однако, было крайне нестабильным. По состоянию на конец ноября 2013 года золотовалютные резервы страны снизились до показателя 2006 года — менее 19 млрд долл. При этом не был погашен долг перед «Газпромом» за поставки в августе, октябре и ноябре, превысивший 2 млрд долл. Экономические показатели ухудшались на фоне приближавшегося нового этапа пиковых выплат по внешним займам, в том числе по кредитам МВФ. По словам президента Украинского аналитического центра Александра Охрименко, комиссар Евросоюза Штефан Фюле обещал украинскому руководству пересмотр условий кредита МВФ (снятие требований о повышении цен на газ для физических лиц и замораживания зарплат бюджетникам), однако 20 ноября в Киеве узнали, что Запад не пошёл навстречу Украине — условия остались прежними.
В декабре 2013 года газета «Коммерсант» сообщила со ссылкой на информированные источники, близкие к администрации президента Украины, что к этому времени Россия предложила Украине в общей сложности 15 млрд долларов в виде прямой помощи, кредитов и различных преференций. Кроме того, Украине было обещано снижение цен на газ, что должно было принести её бюджету ещё несколько миллиардов долларов. На фоне 600 млн евро, которые были обещаны Украине в случае подписания Соглашения об ассоциации с ЕС, российские условия выглядели несравненно более привлекательными. Москва также согласилась финансировать несколько крупных инфраструктурных проектов и заявила о готовности предложить ведущим украинским предпринимателям, в том числе из ближайшего окружения Виктора Януковича, участие в «чрезвычайно выгодных проектах», что должно было вызвать у них личную заинтересованность в сближении именно с Россией, а не с Евросоюзом. Именно эти «финансово-экономические аспекты» и стали решающим аргументом, убедившим Януковича отложить подписание соглашения об ассоциации с Евросоюзом. Однако о немедленном вступлении в Таможенный союз, по сведениям газеты «Коммерсант», речь не шла.
21 ноября 2013 года, за неделю до саммита «Восточного партнёрства» в Вильнюсе, основным событием которого должно было стать подписание Украиной Соглашения об ассоциации с Евросоюзом, правительство Украины заявило о приостановлении подготовки к заключению этого соглашения.
Это решение привело к массовой акции протеста в центре Киева, а также в других городах Украины. После силового разгона палаточного городка оппозиции в ночь на 30 ноября протестная акция приняла резко антипрезидентский и антиправительственный характер.
Позиция российского руководства в начале событий сводилась к тому, что решение украинского правительства было абсолютно легитимным, события в Киеве — это внутреннее дело Украины, и вмешательство извне является недопустимым. В отличие от представителей стран Запада, охотно общавшихся с оппозиционными лидерами, все публичные контакты российских представителей ограничивались украинскими официальными лицами. Позиции российского руководства соответствовало освещение украинского кризиса в российских СМИ. Крупнейшие федеральные телеканалы, которые и прежде отдавали приоритет официальной точке зрения, с началом украинского кризиса попали под ещё больший контроль власти. СМИ, пользовавшиеся относительной свободой слова, оказались ограничены в своей деятельности. Таким образом, по мнению западных политологов, было обеспечено единообразие в освещении и трактовке событий российскими СМИ.
17 декабря 2013 года после переговоров в Москве с Януковичем Путин сообщил, что правительство России решило поддержать экономику Украины и разместить в украинских ценных бумагах часть резервов из Фонда национального благосостояния (ФНБ) объёмом 15 миллиардов долларов. В рамках этой программы помощи на Ирландской бирже были выпущены евробонды с купоном 5 % годовых на сумму 3 млрд долларов. Кроме того, был подписан газовый контракт, по которому Россия обязалась поставлять газ Украине по цене в 268,5 долл. за 1000 кубометров (в среднем за предыдущие три квартала 2013 года цена для Киева составляла 404 доллара за тысячу кубометров газа).

## 2014—2019 годы
Начавшаяся в 2014 году война России с Украиной имела кардинальное влияние на отношение украинцев к России: позитивное отношение 91 % украинцев при президенстве Ющенко в 2009 году (в том же году российский президент Медведев обвинил Ющенко в «националистической» политике) сменилось на 37 % относящихся позитивно к россиянам в конце 2014, первого года войны.

### Отстранение Януковича в Украине и внешнеполитические последствия

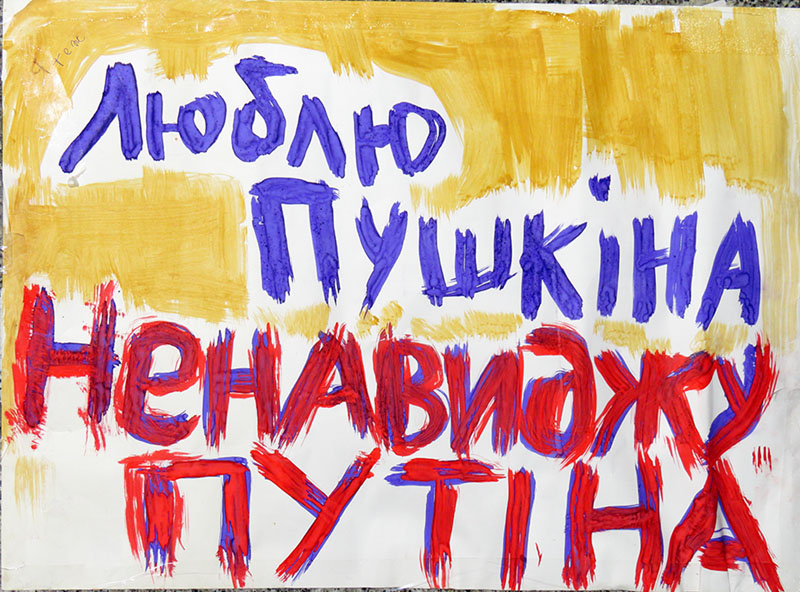
Один из плакатов на Евромайдане

По оценке российского политолога и аналитика Кирилла Рогова, победа Евромайдана, которую он именует «проевропейской революцией», была воспринята российским руководством «не только как прорыв Запада в то пространство, которое Кремль считал зоной своего влияния, но и в контексте признаков внутриполитической нестабильности, проявивших себя в 2011—2012 гг. в России. Украинская революция стала очередным кейсом падения постсоветского режима, вновь указав на внутренние слабости, которые для этих режимов характерны, а также на те угрозы, которые несут для них прозападнические настроения населения и элит».
21 февраля 2014 года президент Украины Виктор Янукович подписал с оппозицией соглашение об урегулировании кризиса. 22 февраля Верховная рада отстранила президента Януковича от власти. Россия высказала сомнение в легитимности этого решения.
В российской пропаганде и в заявлениях российских политиков события Евромайдана часто называются «государственным переворотом», в то время как историки оценивают как переворот последующие действия РФ в Крыму, когда вскоре после бегства Януковича российские военные в ходе тайной специальной операции заменили местное правительство в Крыму российскими доверенными лицами, и Россия поручила им подготовить регион к российской аннексии. Тем не менее Российская Федерация признала нового, избранного на выборах 25 мая 2014 года, президента Украины Петра Порошенко.
23 февраля Россия отозвала из Киева своего посла Михаила Зурабова «в связи с обострением ситуации на Украине и необходимостью всестороннего анализа» (Зурабов вернулся в Киев 7 июня 2014 года).
27 февраля стало известно, что Виктор Янукович обратился к руководству России с просьбой обеспечить ему личную безопасность. В своём обращении Янукович неоднократно подчеркнул, что считает себя «действующим президентом» Украины, а решения, принятые Верховной радой в последние дни, квалифицировал как нелегитимные.
События Евромайдана обострили противоречия между Киевом, Западом и Центром Украины, поддержавшими пришедшую к власти оппозицию, с одной стороны, и Юго-Востоком Украины, где были сильны позиции президента Януковича и Партии регионов, поддерживаемых Россией, с другой стороны.
В марте-апреле 2014 года начались пророссийские протесты, поддерживаемые российскими разведчиками, боевиками, националистами и подготовленными и спонсированными Россией местными жителями. В ходе протестов были захвачены административные здания в Харькове, Донецке, Мариуполе, Луганске и других городах.
В ночь с 11 на 12 апреля группа боевиков, состоящая из граждан России под руководством Игоря Стрелкова (Гиркина), который до этого участвовал в операции Москвы по занятию Крыма, прошла из Ростовской области России и заняла стратегически важный пункт — город Славянск, который с этого дня стал центром противостояния сепаратистов и правительственных войск в Донецкой области.
На следующий день после захвата Славянска сепаратисты атаковали отряд спецназа СБУ и убили одного офицера. В ответ на захваты административных зданий и отделов милиции с захватом оружия, переходное правительство Украины во главе с Турчиновым начало «антитеррористическую операцию» (АТО) против сепаратистов. В это время большое количество бойцов и тяжёлого вооружения поступило на Украину в зону боевых действий через российско-украинскую границу. В середине апреля командование сепаратистским движением взяли на себя российские граждане.

### Крымский конфликт
Одним из ключевых узлов в отношениях двух стран после 2014 года стал возродившийся «крымский вопрос». Казавшийся «мирно улаженным» в 1990-е годы, он, однако, сохранил «неурегулированные аспекты», которые проявили себя «при других лидерах и в других условиях». Стабильность в Крыму и в связанных с его статусом отношениях между властями Автономной республики Крым, Украины и России базировалась на трёх элементах: статусе крымской автономии на Украине, статусе русского языка в Крыму (основного языка общения на полуострове) и гарантиях базирования Черноморского флота России в Крыму, что имело стратегическое значение для России и само по себе являлось «гарантией» крымской автономии, а также имело существенное значение для крымской экономики. Угроза одному из этих факторов (и тем более всем сразу) не могла не дестабилизировать обстановку в Крыму и отношения России и Украины. Смещение Виктора Януковича с поста президента было воспринято многими на полуострове как государственный переворот, а ряд действий новой власти и её сторонников привёл к активизации русских общественных организаций и мобилизации значительной части этнически русских крымчан против нового руководства Украины. Эту мобилизацию подогревали и действия российских спецслужб, информационное давление и манипулирование общественным мнением со стороны российских СМИ, беспочвенные радикальные заявления ряда политиков.
Россия, воспользовавшись складывающейся ситуацией, решила пойти на радикальный шаг — аннексировать Крым. В числе причин, побудивших российское руководство на такой шаг выдвигаются геополитические (унизительный для России «проигрыш» Украины Евросоюзу, требовавший «отмщения»; опасения относительно возможного пересмотра соглашений по флоту и/или превращения Украины из нейтрального «буферного государства» в «значимого игрока на стороне США и их союзников», не желающих «учитывать российскую аргументацию»; стремление вернуть территории, потерянные при распаде СССР; стремление ослабить и уничтожить Украину), экономические (притязания на черноморские ресурсы энергоносителей) и внутриполитические (отвлечь население от внутренних проблем, сплотив его вместо этого перед образом внешнего врага) мотивы.

#### Февраль — март 2014 года
28 февраля Верховная рада Украины приняла обращение к странам — гарантам целостности Украины, подписавшим в 1994 году Будапештский меморандум, требуя от них «практическими действиями подтвердить закреплённые в меморандуме обязательства уважать независимость, суверенитет и существующие границы Украины». Кроме того, Рада потребовала от России «прекратить шаги, направленные на посягательство на территориальную целостность Украины, и не поддерживать сепаратизм». Постоянный представитель Украины при ООН Юрий Сергеев потребовал срочного созыва Совета Безопасности ООН в связи с обострением ситуации в АРК, угрожающим территориальной целостности Украины.
Как сообщила пресс-служба МИД России, Россия ответила отказом на предложение Украины провести безотлагательные двусторонние консультации в соответствии с положениями ст. 7 Договора о дружбе, сотрудничестве и партнёрстве между Российской Федерацией и Украиной от 1997 года, поскольку Россия рассматривала крымские события как следствие внутриполитических процессов на Украине.
Министерство иностранных дел Украины передало российской стороне ноту протеста в связи с нарушением воздушного пространства Украины и несоблюдением соглашения о базировании ЧФ в Крыму. Также было отмечено, что Украина не обращалась за помощью к России для обеспечения порядка на территории Крыма, в связи с чем от России потребовали немедленного возвращения войск в места их постоянной дислокации. Исполняющий обязанности президента Александр Турчинов выступил с телеобращением, в котором обвинил Россию в военной агрессии в Крыму.
МИД России сообщил, что российская сторона передала советнику-посланнику посольства Украины в Москве Руслану Нимчинскому ноту относительно передвижений бронетехники ЧФ РФ в Крыму, «связанных с необходимостью обеспечения охраны мест дислокации Черноморского флота на территории Украины» и происходящих «в полном соответствии с базовыми российско-украинскими соглашениями по Черноморскому флоту».
1 марта президент Путин внёс в Совет Федерации обращение «Об использовании войск Российской Федерации на территории Украины»:
В связи с экстраординарной ситуацией, сложившейся на Украине, угрозой жизни граждан Российской Федерации, наших соотечественников, личного состава воинского контингента Вооружённых Сил Российской Федерации, дислоцирующегося в соответствии с международным договором на территории Украины (Автономная Республика Крым), на основании пункта «г» части 1 статьи 102 Конституции Российской Федерации вношу в Совет Федерации Федерального Собрания Российской Федерации обращение об использовании Вооружённых Сил Российской Федерации на территории Украины до нормализации общественно-политической обстановки в этой стране.
В тот же день Совет Федерации на экстренном заседании единогласно принял соответствующее постановление.
3 марта МИД Украины обвинил Россию в нарушении соглашений о статусе и условиях пребывания Черноморского флота РФ на территории Украины
4 марта Владимир Путин на пресс-конференции, посвящённой событиям на Украине, заявил, что считает Виктора Януковича легитимным президентом Украины, а события, произошедшие на Украине, он оценил как антиконституционный переворот и вооружённый захват власти. Владимир Путин подтвердил, что считает Сергея Аксёнова легитимным руководителем, отрицал, что Россия рассматривает возможность аннексии Крыма, и заявил, что его жители вправе определять своё будущее. Отвечая на вопрос, когда и в каком объёме может быть применена военная сила на Украине, Путин заявил, что Россия «не собирается и не будет воевать с украинским народом» и «если мы примем такое решение — только для защиты украинских граждан. И пускай попробует кто-то из числа военнослужащих стрелять в своих людей, за которыми мы будем стоять сзади — не впереди, а сзади. Пускай они попробуют стрелять в женщин и детей! И я посмотрю на тех, кто отдаст такой приказ на Украине».
6 марта Генеральная прокуратура Украины инкриминировала командующему Черноморским флотом России вице-адмиралу Александру Витко совершение преступлений на территории Автономной Республики Крым (подстрекательство к государственной измене и организация диверсии). Украинские СМИ сообщали, что командующий Витко потребовал от украинских военных сдаться под угрозой штурма подразделений и частей вооружённых сил Украины, находящихся на территории Крыма.
МИД Украины вызвал временного поверенного в делах России Андрея Воробьёва и выразил протест по поводу заявления МИД РФ, признавшего правомерной декларацию о независимости Крыма и Севастополя: «Украина категорически осуждает прямое вмешательство Российской Федерации во внутренние дела нашего государства. Действия российской стороны прямо противоречат фундаментальным принципам международного права и общепризнанным принципам сосуществования государств».
11 марта Верховная рада Украины обратилась к странам — гарантам безопасности Украины по Будапештскому меморандуму с призывом сохранить территориальную целостность страны, применяя все возможные меры — дипломатические, политические, экономические и военные меры.
12-13 марта глава украинского правительства Арсений Яценюк совершил поездку в США, где провёл переговоры с Бараком Обамой и выступил на заседании Совбеза ООН, где ещё раз призвал Россию вывести войска из Крыма и сесть за стол переговоров для урегулирования конфликта.
13 марта Верховная рада приняла обращение к ООН с просьбой оказать поддержку территориальной целостности Украины. В своём заявлении парламент обвинил Россию в необоснованной агрессии и попытке аннексировать часть украинской территории. Рада призвала ООН немедленно рассмотреть ситуацию в Крыму.
Тем временем новые местные органы власти в АРК и Севастополе, благодаря поддержке России и несмотря на попытки противодействия со стороны властей Украины и давление стран Запада, в сжатые сроки организовали и провели 16 марта референдум о статусе Крыма, предложив населению Крыма ответить на вопрос о возможности его выхода из состава Украины и вхождения в состав России. 17 марта на основании результатов референдума и Декларации о независимости была в одностороннем порядке провозглашена суверенная Республика Крым, в состав которой вошёл Севастополь в качестве города с особым статусом. 18 марта был подписан договор между Российской Федерацией и Республикой Крым о принятии Республики Крым в состав России.
По мнению ряда специалистов, голосование на референдуме проходило в условиях серьезного психологического давления со стороны российских военнослужащих и пророссийских бойцов разных нерегулярных военизированных групп, вопросы голосования были сформулированы некорректно, а непредвзятость наблюдателей сомнительна; критики заявляли о фальсификации его результатов и утверждали, что как явка, так и пророссийский результат были существенно ниже объявленных. Специалисты также писали, что крымский референдум противоречит международному праву.
Российское руководство лишь в середине апреля, через месяц после аннексии Крыма Россией, признало, что Вооружённые силы РФ действительно были причастны к происходившим в Крыму событиям по блокированию и захвату стратегических объектов, украинских воинских частей и штабов, начавшимся с захвата зданий парламента и правительства Крыма в Симферополе. 24 июня 2014 года Владимир Путин внёс в Совет Федерации предложение об отмене постановления об использовании российских войск на Украине. На следующий день Совет Федерации отменил своё мартовское постановление об использовании войск РФ на Украине.

#### Российско-украинские отношения после аннексии Крыма Россией
2 апреля 2014 года Министерство иностранных дел Российской Федерации направило ноту посольству Украины в России, уведомив о вступлении в силу Федерального закона «О прекращении действия соглашений, касающихся пребывания Черноморского флота Российской Федерации на территории Украины»:
- Соглашение между Российской Федерацией и Украиной о параметрах раздела Черноморского флота от 28 мая 1997 года;
- Соглашение между Российской Федерацией и Украиной о статусе и условиях пребывания Черноморского флота Российской Федерации на территории Украины от 28 мая 1997 года;
- Соглашение между Правительством Российской Федерации и Правительством Украины о взаиморасчётах, связанных с разделом Черноморского флота и пребыванием Черноморского флота Российской Федерации на территории Украины, от 28 мая 1997 года;
- Соглашение между Российской Федерацией и Украиной по вопросам пребывания Черноморского флота Российской Федерации на территории Украины от 21 апреля 2010 года[45].

С 25 апреля 2014 года между Крымом и Украиной была установлена государственная граница России.

#### Позиция Украины
Согласно официальной позиции руководства Украины, пришедшего к власти в результате Евромайдана, события в Крыму, завершившиеся для Украины потерей полуострова, явились проявлением агрессии со стороны России. Украина не признала аннексии Крыма Россией и считает полуостров временно оккупированной территорией.
16 марта секретарь Совета национальной безопасности и обороны Украины (СНБО) Андрей Парубий заявил о срыве широкомасштабной операции российских сепаратистов по вторжению на Украину под названием «Русская весна». По его словам, сепаратисты планировали захват власти на юго-востоке страны по крымскому сценарию.
17 марта министерство иностранных дел Украины призвало международное сообщество не признавать Республику Крым, провозглашённую Верховным Советом Крыма «по результатам антиконституционного референдума, проведённого с вопиющими нарушениями общеевропейских норм и стандартов проведения референдумов». Украина отозвала для консультаций своего посла в России. 18 марта МИД Украины вручил временному поверенному в делах Российской Федерации на Украине А. Воробьёву ноту протеста против признания Россией Республики Крым и подписания Договора о принятии в состав Российской Федерации Республики Крым и Севастополя.
19 марта Совет национальной безопасности и обороны Украины принял решение о введении визового режима с Россией и выходе из СНГ. Исполняющий обязанности секретаря СНБО Андрей Парубий сообщил также, что «кабинету министров предложено безотлагательно обратиться в ООН с целью объявления Крыма демилитаризованной зоной и принять меры к тому, чтобы Крым покинули войска РФ, а также гарантировать условия для передислокации украинских войск и размещения их на континентальной части Украины». На следующий день Арсений Яценюк, однако, заявил в Брюсселе, что «не следует спешить» ни с введением визового режима с Россией, ни с переходом к поездкам в РФ по заграничным паспортам. Яценюк напомнил, что Россия сама неоднократно поднимала вопрос о поездках по заграничным паспортам и введении визового режима в СНГ, поэтому «вряд ли подобная инициатива со стороны Украины будет эффективной» с точки зрения влияния на Россию, зато «проблема имеет важное гуманитарное измерение для самой Украины, так как в сохранении безвизового режима заинтересовано очень большое число граждан Украины, в первую очередь на востоке и юге нашего государства, которые ездят в Россию на заработки, имеют родственные связи по ту сторону границы».
11 апреля 2014 года Украина присоединилась к индивидуальным санкциям Евросоюза, введённым против ряда российских граждан и пророссийских крымских политиков, а также запретила более чем 100 государственным служащим — гражданам России, поддержавшим аннексия Крыма Российской Федерацией, въезд на свою территорию.

#### Отношения между Украиной и Крымом
15 апреля 2014 года Верховная рада Украины приняла закон «Об обеспечении прав и свобод граждан и правовом режиме на временно оккупированной территории Украины», в котором было заявлено, что временно оккупированная территория Крыма является неотъемлемой частью территории Украины, на которую распространяется украинское законодательство. На этой территории запрещается деятельность органов или должностных лиц, созданных (назначенных или избранных) в порядке, противоречащем Конституции и законам Украины. Все решения и акты таких органов и должностных лиц признаются незаконными и не имеющими силы.
Закон не признаёт всеобщего автоматического приобретения российского гражданства жителями Крыма. Таким образом, крымчане, получившие российские паспорта, с точки зрения украинского законодательства продолжают считаться гражданами Украины, если они не отказались от украинского гражданства.
Законом декларируется, что «за государством Украина, Автономной Республикой Крым и г. Севастополем, территориальными общинами, государственными органами, органами местного самоуправления и другими субъектами публичного права сохраняется право собственности на имущество, которое находится на временно оккупированной территории».
Полутора годами позднее Верховная рада Украины установила в качестве официальной даты начала временной оккупации полуострова российскими войсками 20 февраля 2014 года — дату «нарушения Вооружёнными силами РФ порядка пересечения российско-украинской границы». Ранее, в соответствии с законом Украины «О создании свободной экономической зоны „Крым“ и об особенностях осуществления экономической деятельности на временно оккупированной территории Украины» от 12 августа 2014 года, началом временной оккупации АР Крым и г. Севастополь считалась дата вступления в силу Резолюции № 68/262 сессии Генеральной ассамблеи ООН от 27 марта 2014 г. о поддержке территориальной целостности Украины.
Главным органом исполнительной власти Украины, отвечающим за формирование и реализацию политики по вопросам, связанным с Крымом и Севастополем, определена Государственная служба Украины по вопросам Автономной Республики Крым и города Севастополя, деятельность которой направляется и координируется Кабинетом министров Украины. В её задачи, в частности, входит «создание условий для свободного развития крымскотатарского языка, языков других коренных народов и национальных меньшинств…, содействие удовлетворению национально-культурных, образовательных потребностей, развитию этнической самобытности коренных народов и национальных меньшинств».
4 июля 2014 года Украина официально закрыла крымские порты.
12 августа Верховная рада Украины приняла закон «О создании свободной экономической зоны „Крым“ и об особенностях осуществления экономической деятельности на временно оккупированной территории Украины», которым, в частности, предусматривалось осуществление таможенных формальностей при перевозках грузов на территорию Крыма и обратно. С 27 сентября 2014 года украинская таможня работает с Крымом как с иностранным государством — при вывозе товаров с Украины в Крым на них оформляется экспортная декларация, при ввозе из Крыма на Украину — импортная.
20 августа был издан указ президента Украины «Об Уполномоченном Президента Украины по делам крымскотатарского народа».
С 27 декабря 2014 года, на основании решения СНБО Украины, был введён запрет на осуществление пассажирского сообщения с Республикой Крым украинскими железнодорожными и автоперевозчиками.
Ранее по решению украинских властей были прекращены поставки в Крым воды по Северо-Крымскому каналу (апрель 2014 года), стройматериалов. В сентябре — декабре 2014 года вводились ограничения на поставки электроэнергии. Ограничения были сняты после того, как 30 декабря 2014 года были подписаны контракты о поставках угля и электроэнергии из России на Украину.
20 сентября 2015 года по инициативе группы лидеров меджлиса крымскотатарского народа была введена «гражданская блокада Крыма», имеющая целью прекращение поставок продовольствия на полуостров. К акции присоединились активисты ДУК «Правый сектор» и Гражданского корпуса «Азова». Президент Украины Пётр Порошенко, поддержав акцию, заявил, что её целью является «скорейшее возобновление государственного суверенитета над полуостровом». По словам Порошенко, украинские пограничники и МВД получили приказ обеспечивать правопорядок и отсутствие провокаций при проведении акции.
В связи со введением блокады Крыма Министерством транспорта РФ было принято решение о первоочередном пропуске через Керченскую паромную переправу горюче-смазочных материалов и продовольствия, при этом был ограничен ввоз некоторых других категорий грузов — в частности, минеральных удобрений. В Республике Крым был создан стратегический запас продовольствия, который должен был позволить избежать роста цен и дефицита товаров на случай сбоев в работе Керченской паромной переправы.
В октябре 2015 года крымскотатарскими и украинскими активистами были предприняты первые попытки ввести «энергоблокаду» Крыма путём повреждения на территории Херсонской области опор линий электропередачи, связывающих полуостров с континентальной Украиной. 20 — 22 ноября неизвестные взорвали опоры четырёх ЛЭП, в результате чего были полностью прекращены поставки электроэнергии в Крым и часть прилегающей территории самой Украины.
С прекращением подачи электроэнергии с континентальной Украины в Крыму был введён режим чрезвычайной ситуации, поскольку местные электростанции были в состоянии обеспечивать не более 30 % потребностей полуострова. Оказавшись отрезанным от поставок электроэнергии с Украины, Крым был вынужден наращивать объём собственной электрогенерации — за счёт работы местных электростанций, резервных источников энергоснабжения, дизель-генераторных установок и мобильных электростанций.
Одной из основных мер, предпринятых правительством России в связи с энергоблокадой, стало решение об ускорении строительства энергомоста в Крым. 2 декабря 2015 года президент России Владимир Путин специально прилетал в Симферополь, чтобы запустить первую очередь энергомоста. С началом работы первой нитки энергомоста удалось обеспечить электроэнергией подавляющее большинство потребителей Крыма, начать в полной мере отопительный сезон. 15 декабря была запущена вторая линия первой очереди энергомоста «Кубань — Крым», благодаря чему на полуостров стало поступать дополнительно 200 МВт. В первой половине 2016 года была запущена вторая очередь энергомоста (третья нитка — 11 апреля, четвёртая — 11 мая), что вывело его на полную мощность.
23 ноября 2015 года правительство Украины в ответ на обращение президента Порошенко, предложившего прекратить грузовое и железнодорожное транспортное сообщение и товарооборот с Крымом, объявило о введении временного запрета на передвижение грузового автотранспорта через границу с Крымом.
16 декабря 2015 года правительство Украины приняло решение о запрете поставок работ, товаров и услуг в Крым и из Крыма. Действие постановления не распространяется на поставку из Крыма на Украину товаров, имеющих стратегическое значение для отраслей экономики и безопасности государства, при подтверждении Министерства экономического развития и торговли, а также на ввоз в Крым гуманитарной помощи, оказываемой международными гуманитарными организациями в соответствии с перечнем, утверждённым Министерством социальной политики. Для поставок электроэнергии в Крым будет требоваться отдельное разрешение Совета национальной безопасности и обороны (СНБО) Украины.

#### Международная реакция
Большинство государств — членов ООН не признало легитимность крымского референдума. США, государства Евросоюза и ряд других стран — партнёров США и ЕС, а также ряд международных организаций и объединений, включая НАТО, ПАСЕ, ПА ОБСЕ, охарактеризовали действия России как агрессию, оккупацию и аннексию части украинской территории, подрыв территориальной целостности Украины. Россия, со своей стороны, ссылается на закреплённое в уставных документах ООН право народов на самоопределение, которое, согласно позиции РФ, и было реализовано населением Крыма, «восставшим» против силовой смены власти в стране. Эксперты в области международного права отмечают, что, несмотря на то, что в международном праве нет согласия по поводу существования права на отделение, в целом международное право находится на стороне государства-владельца территории, которое может применять любые законные меры для защиты своей целостности. Кроме того, оно запрещает отделение тогда, когда оно является результатом нарушения фундаментальной нормы, такой как запрет на агрессию. Односторонние заявления о независимости незаконны, если они связаны с незаконным применением силы или другими вопиющими нарушениями норм международного права. Таким образом, сам факт того, что Крымский референдум был проведен в контексте угрозы применения и фактического применения вооруженной силы в присутствии российских и контролируемых Россией незаконных военных формирований, которые осуществили фактический захват территории Крыма, во время широкомасштабных военных манёвров вдоль украинских границ, а также постоянных заявлений о готовности применить силу, делает незаконной декларацию Крыма о независимости. Более того, референдум не соответствовал минимальным международным стандартам, гарантирующим свободное волеизъявление.
Отказ России принять требования западного сообщества привёл к резкому охлаждению отношений с НАТО, Евросоюзом, Советом Европы и государствами — членами этих организаций, а в дальнейшем — к введению политических и экономических санкций против России и ряда российских физических и юридических лиц и организаций, причастных, по мнению стран Запада, к дестабилизации ситуации на Украине.

### Вооружённый конфликт на востоке Украины
В середине апреля командование активизировавшимся на востоке Украины сепаратистским движением взяли на себя российские граждане. 12 апреля несколько десятков человек, некоторые из которых имели российское гражданство и ранее участвовали в аннексии Крыма, захватили административные здания в Славянске Донецкой области. Ими командовал Игорь Гиркин — российский гражданин, связанный с российским олигархом Константином Малофеевым и премьер-министром Республики Крым Сергеем Аксёновым, которые, в свою очередь, имеют тесные связи с Кремлём. 13 апреля СНБО принял решение о «неотложных мерах по преодолению террористической угрозы и сохранению территориальной целостности Украины», 14 апреля утверждённое указом Турчинова.
Согласно официальной позиции руководства Украины, сепаратизм на Украине целенаправленно разжигался Россией, а многие радикальные сепаратисты являлись приезжими россиянами, которые занимались на территории Украины диверсионной деятельностью.
Украина, США и ряд других государств, а также НАТО, Совет Европы, ПА ОБСЕ и Европейский союз обвиняли Российскую Федерацию в организации массовых протестов на юго-востоке Украины, а позднее — в использовании регулярных войск в боевых действиях на стороне антиправительственных сепаратистов, а также в поставках оружия и финансовой поддержке самопровозглашённых республик. Эти обвинения подтверждаются данными из открытых источников. Российское руководство последовательно отвергает эти обвинения, заявляя, что Россия не является стороной противостояния.
13 апреля МИД Украины обвинил Россию в концентрации войск у границы с Украиной и заявил о готовности представить доказательства причастности спецслужб России к событиям на востоке страны. Попытка российской стороны представить свою точку зрения в Совете Безопасности ООН не имела успеха: многие члены Совбеза, основываясь на информации украинской стороны, поддержали версию о том, что Россия пытается ещё раз разыграть «крымский сценарий».
17 апреля в Женеве с участием высших дипломатических представителей Украины, ЕС, США и РФ состоялись Четырёхсторонние переговоры по деэскалации конфликта на Украине, по итогам которых было принято совместное заявление, которое предусматривало:
- разоружение незаконных вооружённых формирований, освобождение захваченных административных зданий, улиц, площадей и других общественных мест;
- амнистию участникам протестов и тем, кто освободит здания и другие общественные места и добровольно сложит оружие, за исключением тех, кто будет признан виновным в совершении тяжких преступлений;
- создание Специальной мониторинговой миссии ОБСЕ для содействия немедленной реализации этих мер, направленных на деэскалацию ситуации, с участием наблюдателей от США, ЕС и России;
- осуществление всеобъемлющего, прозрачного и ответственного конституционного процесса с немедленным началом широкого национального диалога, который будет учитывать интересы всех регионов и политических сил Украины.

Но попытка достичь соглашения между противостоящими сторонами не имела успеха. 22 апреля Турчинов потребовал от силовых структур возобновить проведение «результативных антитеррористических мероприятий для защиты от террористов украинских граждан, проживающих на востоке Украины». 2 мая пресс-секретарь президента РФ Дмитрий Песков заявил в связи с началом операции ВСУ в Славянске о срыве Украиной Женевских соглашений.
В дальнейшем поиск решения конфликта дипломатическими методами продолжился в так называемом нормандском формате с участием руководителей Германии, Франции, Украины и России, а также в формате трёхсторонней Контактной группы по Украине, что привело, в частности, к подписанию Минского соглашения от 5 сентября 2014 года и недолгому относительному перемирию.
До конца апреля 2014 года противостояние сепаратистов и украинских силовиков ограничивалось периодическими стычками, рейдами и нападениями на блокпосты с использованием стрелкового оружия. Постепенно украинская вооружённая группировка была усилена бронетехникой, вертолётами, начались артиллерийские обстрелы. На авиаудары сепаратисты отвечали огнём из переносных зенитно-ракетных комплексов, сбивая самолёты и вертолёты. В июне украинские силы развернули наступление по всему фронту и к началу августа, вчетверо сократив территорию, контролируемую пророссийскими силами с начала боевых действий, практически взяли Донецк и Луганск в кольцо окружения. В июне Россия начала поставлять силам сепаратистов механизированную технику, бронетехнику и современные боеприпасы, а также средства ПВО. В середине августа было сменено руководство ДНР и ЛНР, а новые лидеры объявили о получении существенного подкрепления, состоявшего из российских вооружённых сил. В ходе начавшегося контрнаступления сепаратистов в окружении («котлах») оказались несколько тысяч украинских военных. В начале сентября 2014 года было заключено соглашение о перемирии, после чего интенсивность боевых действий снизилась, однако на отдельных направлениях столкновения и обстрелы продолжались. С середины января 2015 года на всём протяжении фронта возобновились активные боевые действия. 11-12 февраля на саммите в Минске руководителями Германии, Франции, Украины и России был согласован новый комплекс мер по выполнению сентябрьского соглашения о перемирии.
За четыре года, прошедшие с даты подписания минских соглашений, однако, фактически ни один их пункт не был выполнен. Из-за расплывчатости формулировок, неопределённости последовательности действий, предлагаемых соглашениями, действий России, идущих вразрез с их целями, а также риторики России, которая делала вид, что она является посредником, а не стороной боевых действий, Минские соглашения оказались обречены и не смогли принести устойчивый мир Украине. Минские соглашения были более выгодны для России, чем для Украины, некоторые их пункты служили целям России по разрушению суверенитета Украины — тем не менее, они не принесли желанных результатов и для российского руководства.
С середины 2017 года руководство Украины, учитывая то, что процесс урегулирования кризиса в «нормандском формате» на основе минских соглашений зашёл в тупик, сделало ставку на укрепление контактов с новой американской администрацией и достижение урегулирования в Донбассе на основе задействования миротворческого контингента ООН и усиления санкционного давления на Россию. Украинское руководство рассматривает вооружённый конфликт в Донбассе как проявление агрессии со стороны России. Российское руководство настаивает на том, что речь идёт о внутреннем конфликте, в котором Россия является одной из посредничающих сторон между украинскими властями и непризнанными республиками. При этом доказательства из открытых источников свидетельствуют о том, что основную роль в разжигании конфликта на Донбассе сыграла Россиия, а конфликт на Востоке Украины является межгосударственным.
В конце 2017 — начале 2018 годов формат предполагаемой миротворческой миссии ООН в Донбассе обсуждался на переговорах спецпредставителей США и России Курта Волкера и Владислава Суркова. Основное расхождение между позициями США и России состояло в том, что Россия считала приемлемым размещение миротворцев исключительно на линии разграничения конфликтующих сторон, в то время как США (и Украина) настаивали на том, чтобы миротворцы заняли всю территорию, контролируемую ДНР и ЛНР, что, в частности, предполагало контроль над украинско-российской границей для предотвращения поставок оружия непризнанным республикам.
В декабре 2017 года благодаря содействию Владимира Путина и патриарха Московского и всея Руси Кирилла был проведён обмен пленными между Киевом и непризнанными республиками Донбасса. На достижение договорённости об освобождении большей части лиц, удерживавшихся сторонами конфликта, ушло более года. Став важным шагом по выполнению минских соглашений, обмен пленными, однако, не внёс кардинального перелома в урегулирование ситуации в Донбассе. При Петре Порошенко с декабря 2017 года противостоящие друг другу на востоке Украины стороны ни разу не смогли договориться о новом обмене удерживаемыми лицами.
18 января 2018 года Верховная рада Украины приняла закон «Об особенностях государственной политики по обеспечению государственного суверенитета Украины над временно оккупированными территориями в Донецкой и Луганской областях», регламентирующий отношения с ДНР и ЛНР и механизм их возвращения в состав Украины. По некоторым оценкам, закон в его окончательном виде фактически зафиксировал отход украинских властей от минских соглашений, которые в нём даже не упоминаются. Россия в документе названа «агрессором», а неподконтрольные украинскому правительству территории — «оккупированными». 20 февраля президент Украины Пётр Порошенко подписал закон, а 24 февраля он вступил в силу.
7 июня 2018 года, в ходе прямой линии президента Путина, было высказано предположение, что Украина может возобновить активные боевые действия в Донбассе во время чемпионата мира по футболу. Путин в ответ заявил: «Я надеюсь, что до таких провокаций дело не дойдёт, а если это случится, мне думается, что это будет иметь очень тяжёлые последствия для украинской государственности в целом». Он выразил мнение, что существующие украинские власти не в состоянии решить проблему Донбасса, поскольку они уже втянулись в избирательный цикл, который завершится лишь осенью 2019 года выборами в Верховную раду. До этого момента шансы на то, чтобы договориться с украинским руководством о статусе Донбасса, минимальны.

### Статус Азовского моря и Керченского пролива
К 2014 году правовой статус Керченского пролива как разделяющего территории России и Украины регламентировался рядом российско-украинских соглашений. Договор между Россией и Украиной «О сотрудничестве в использовании Азовского моря и Керченского пролива», подписанный в Керчи 24 декабря 2003 года президентами Владимиром Путиным и Леонидом Кучмой и вступивший в силу 23 апреля 2004 года, наделял торговые суда и военные корабли, а также другие государственные суда под флагом Российской Федерации или Украины, эксплуатируемые в некоммерческих целях, свободой судоходства в проливе. Для прохода через пролив и вход в Азовское море военных кораблей и других судов третьих стран требовалось согласие РФ и Украины. Акватория пролива не была разграничена между государствами; Договор относил пролив к «историческим внутренним водам» двух стран и предписывал мирное разрешение споров о проливе «совместно или по согласию» двух стран. При этом статус «внутренних вод» для обеих стран также позволяет как российским, так и украинским военным беспрепятственно задерживать и досматривать суда другой стороны и иностранных держав.
В 2007 году морскими администрациями России и Украины было подписано временное положение о порядке прохода судов через Керченский пролив, согласно которому все суда, следующие через пролив, должны запрашивать разрешение у Керченского порта. В 2012 году было подписано соглашение о безопасности мореплавания в Азовском море и Керченском проливе. Прохождение судов по судоходной части пролива (Керчь-Еникальский канал), оба берега которой являлись частью территории Украины, регулировалось украинским законодательством.
После аннексии Крыма к РФ в 2014 году Керченский пролив полностью находится под контролем РФ. С этого времени Россия рассматривает пролив как часть своих территориальных вод и де-факто осуществляет самостоятельное регулирование судоходства в нём; де-факто российским стал порт Керчь, у которого надлежит запрашивать разрешение на проход через пролив. Украина, не признающая Крымский полуостров частью России, не признаёт и прилегающие к нему воды территориальными водами РФ, хотя организация грузопотока азовских портов Украины ставит её суда перед необходимостью обращаться в «закрытый» украинскими властями порт.
16 сентября 2016 года Украина инициировала в Постоянной палате третейского суда разбирательство с Россией в рамках Конвенции ООН по морскому праву.
19 февраля 2018 года Украина представила в Постоянную палату третейского суда меморандум, в котором обвинила Россию в нарушении суверенных прав Украины в Чёрном и Азовском морях и в Керченском проливе. Украина требует прекратить нарушение Россией Конвенции ООН по морскому праву, подтвердить права Украины в Чёрном и Азовском морях и в Керченском проливе, обязать Россию уважать суверенные права Украины в её водах, прекратить расхищение украинских природных ресурсов, а также выплатить компенсацию за причинённый ущерб.
Обострение украинско-российского конфликта вокруг Азово-Керченской акватории началось в марте 2018 года, после задержания украинскими пограничниками крымского рыболовецкого судна «Норд», шедшего под российским флагом, за нарушение установленного Украиной порядка пересечения крымской границы. Россия в ответ обвинила Украину в «государственном пиратстве» и пообещала дать «жёсткий ответ», а вскоре после задержания «Норда» усилила досмотр судов, проходящих через Керченский пролив, официально мотивируя это «угрозами, исходящими от экстремистов в отношении России» и борьбой с «украинскими браконьерами». Ужесточение процедур досмотра вызвало негативную реакцию властей Украины, по утверждениям которых, к сентябрю 2018 года таким образом были остановлены более 200 судов, в том числе — 120 судов из Евросоюза, а срок задержания кораблей достигал, по их утверждениям, недели. Украина обвинила Россию в попытках «начать военно-экономическую блокаду Азовского побережья Украины» и, чтобы «адекватно противостоять» действиям России, предприняла шаги по усилению своего военно-морского присутствия в регионе; в частности, было объявлено о намерении до конца 2018 года создать на море базу ВМС.
25 ноября 2018 года в Керченском проливе произошёл вооружённый инцидент, в ходе которого Вооружённые силы РФ и корабли Береговой охраны Пограничной службы ФСБ России с применением оружия задержали корабли Военно-морских сил Украины, пытавшиеся пройти через Керченский пролив. От 3 до 6 членов экипажей получили ранения; все 24 члена экипажей были арестованы российскими властями. 26 ноября Украина ввела в ряде областей военное положение сроком на 30 дней.
И Россия, и Украина потребовали экстренного созыва Совета Безопасности ООН. Обсуждение прошло 26 и 27 ноября. Россия предложила рассмотреть керченский инцидент в контексте «нарушения границы Российской Федерации», но не получила в этом поддержки большинства членов Совета Безопасности (заседание № 8409), и рассмотрение вопроса продолжилось в контексте кризиса на Украине (заседание № 8410), каких-либо резолюций по итогам заседаний принято не было. Генеральная Ассамблея ООН 17 декабря осудила «неоправданное применение силы Россией против Украины» и призвала «безоговорочно и безотлагательно освободить суда и их экипажи и оборудование», а также не препятствовать осуществлению свободы навигации Украины в Чёрном и Азовском морях и Керченском проливе.
Одним из последствий столкновения в Керченском проливе стало принятие НАТО в начале апреля 2019 года пакета мер по поддержке Украины и Грузии в черноморском регионе. Речь идёт о совместных учениях, обмене информацией и визитах кораблей НАТО в украинские и грузинские порты. Ранее постпред США при НАТО Кей Бейли Хатчисон заявляла, что альянс собирается направить в регион больше своих кораблей, «чтобы обеспечить безопасный проход украинских кораблей через Керченский пролив». С этой же целью предполагается расширить масштабы военной разведки. Украина ещё 1 января 2018 года предоставила своё воздушное пространство для регулярных разведывательных полётов стратегических БПЛА RQ-4 Global Hawk ВВС США вдоль линии разграничения в Донбассе и украинско-российской границы. Полёты также осуществляются над акваторией Чёрного моря вдоль побережья Крыма и Краснодарского края.
Ежегодно проводятся заседания Российско-Украинской комиссии по рыболовству, на которой определяются квоты на вылов рыбы для каждого государства в акватории Азовского моря.

### Вопрос об автокефалии православной церкви на Украине
В конце 1980-х годов на территории УССР в результате политики «перестройки» и общей либерализации политической жизни произошло резкое обострение церковно-политической ситуации. В особенности это коснулось западноукраинских областей, где на волне растущих национал-сепаратистских настроений началось возрождение греко-католицизма (УГКЦ) и автокефалистских религиозных общин (УАПЦ), что привело к массовому переходу священников и прихожан из РПЦ в УГКЦ и УАПЦ, стихийному захвату собственности и имущества РПЦ на Западной Украине, разгрому православных епархий.
Стремясь предотвратить усиление влияния других церквей, Архиерейский собор РПЦ 30—31 января 1990 г. предоставил более широкую автономию Украинскому экзархату, который получил финансовую самостоятельность, право именоваться Украинской православной церковью и иметь собственный Синод, которому передавалась высшая судебная, законодательная и исполнительная церковная власть в епархиях, расположенных на её территории. Автономизация Украинского экзархата, однако, не дала ожидаемых результатов — среди священников и прихожан Украинского экзархата обнаружились тенденции к обособлению от Московского патриархата. Этому способствовали и причины личностного характера — в июне 1990 года экзарх Украины, местоблюститель Патриаршего престола митрополит Киевский и Галицкий Филарет (Денисенко) потерпел поражение в борьбе за патриарший престол на Поместном соборе РПЦ.
Архиерейский собор РПЦ, состоявшийся 25—27 октября 1990 года, упразднил наименование «Украинский экзархат», предоставил Украинской православной церкви независимость и самостоятельность в управлении и постановил, что предстоятель УПЦ избирается украинским епископатом и благословляется Святейшим Патриархом Московским и всея Руси. Он носит титул «Митрополит Киевский и всея Украины».
К этому времени процесс разделения украинского православия на связанное с Русской православной церковью (УПЦ) и автокефалистское (УАПЦ) в основном приостановился. В УАПЦ из УПЦ ушло около 1,5 тыс. приходов, при этом в юрисдикции УПЦ оставалось около 5 тыс. общин. Летом 1991 года, однако, произошло радикальное изменение ситуации в связи со всё более заметной тенденцией к распаду СССР. После того, как в июне 1990 года Верховный Совет УССР принял Декларацию о государственном суверенитете Украины, большая часть коммунистической номенклатуры ради сохранения своего положения в новых условиях пошла на союз с националистическими кругами, а после попытки государственного переворота в августе 1991 года Верховный Совет УССР объявил о выходе из состава СССР.
Первый президент независимой Украины Леонид Кравчук решил добиваться создания независимой поместной украинской православной церкви, которая бы находилась вне юрисдикции Москвы, путём поддержки автокефального статуса для УПЦ. И митрополит Филарет, прежде выступавший против полной автокефалии украинской церкви, к осени 1991 года стал активным её сторонником.
Новая концепция украинского православия была представлена митрополитом Филаретом на Соборе УПЦ, проходившем 1—3 ноября 1991 г. в Киево-Печерской лавре. В решении Собора, отражавшем новую согласованную политику митрополита Филарета и президента Украины Кравчука, отмечалось: «…независимая Церковь в независимом государстве является канонически оправданной и исторически неизбежной…». Эту позицию поддержал Совет по делам религий при правительстве Украины.
В середине 1992 года митрополит Филарет (Денисенко), после неудачной попытки добиться полной независимости украинской церкви, с частью священнослужителей и прихожан покинул Московский патриархат, образовав и юридически зарегистрировав новую церковную организацию — Украинскую православную церковь Киевского патриархата (УПЦ КП). Эти действия были поддержаны президентом Кравчуком, а силовую поддержку УПЦ КП оказали боевики из УНА-УНСО. За «раскольническую деятельность» Архиерейский собор РПЦ лишил Филарета духовного сана, а впоследствии отлучил от церкви. Вплоть до 2018 года УПЦ КП не признавалась ни одной канонической православной церковью.
Виктор Ющенко в 2005—2009 гг. пытался добиться «преодоления раскола в украинском православии и создания единой поместной церкви» через объединение УПЦ КП, УАПЦ и УПЦ МП, однако УПЦ МП наотрез отказалась общаться с «раскольниками» (назвав условием для диалога возврат церквей и отстранение от переговоров патриарха Филарета), и Константинопольский патриархат также отказался поддержать эту инициативу.
Отношения между украинскими властями и УПЦ МП ухудшились в связи с вооружённым конфликтом на востоке Украины. В ноябре 2016 года Патриарх Московский и всея Руси Кирилл заявлял: «Украинскую церковь пытаются вовлечь в глубокий конфликт, разделяющий общество, и сделать её заложницей этого конфликта… Происходят насильственные захваты храмов, игнорируются решения судов, ведётся клеветническая информационная кампания против церкви, в украинском парламенте предлагаются законопроекты, цель которых — дискриминировать и поставить в тяжелейшие условия крупнейшую религиозную общину страны… Наша Церковь никогда не оставит в беде своих собратьев на Украине и не откажется от них. Мы никогда не согласимся на изменение священных канонических границ нашей Церкви, ибо Киев — это духовная колыбель святой Руси, как Мцхета для Грузии или Косово для Сербии».
30 ноября 2017 года РПЦ сообщила, что патриарх Киевский и всея Украины Филарет направил в адрес патриарха Кирилла и Архиерейского собора РПЦ письмо, в котором «попросил прощения» и изложил предложения о преодолении раскола. В свою очередь, патриарх Филарет пояснил, что слова о прощении являются традиционным обращением о молитве, а не признанием вины. УПЦ КП выступила с заявлением, что готовы к диалогу с Русской православной церковью с целью признания её автокефалии, а не воссоединения.
В апреле 2018 года Пётр Порошенко перешёл к активным действиям, направленным на создание самостоятельной украинской поместной церкви. Он в тот период заявил, что вопрос автокефалии Украинской церкви есть «вопрос национальной безопасности и нашей обороны в гибридной войне, потому что Кремль рассматривает РПЦ как один из ключевых инструментов влияния на Украину».
Разрывая с Русской православной церковью, Порошенко, по его словам, намеревался «разрубить последний узел, которым империя отчаянно пытается нас привязать к себе. Мы полны решимости положить конец противоестественному и неканоническому пребыванию значительной части нашего православного сообщества в зависимости от русской церкви. Церкви, которая освящает гибридную войну Путина против Украины, которая день и ночь молится за русскую власть и за войско — тоже русское».
Порошенко обратился к патриарху Константинополя Варфоломею с призывом издать томос о единой православной церкви на Украине и предоставлении ей автокефалии. К обращению присоединились представители УПЦ КП и УАПЦ. 22 апреля Константинопольский патриархат принял это обращение к рассмотрению и начал процедуру, необходимую для предоставления автокефалии православной церкви на Украине.
В октябре 2018 года Константинопольский патриархат объявил о начале процесса предоставления автокефалии Церкви Украины, восстановил в духовном сане предстоятелей Украинской православной церкви Киевского патриархата и Украинской автокефальной православной церкви и их последователей и признал недействительным решение 1686 года о переходе Киевской митрополии под юрисдикцию Московского патриархата.
В ответ на это Священный синод Русской православной церкви принял решение о разрыве евхаристического общения с Константинопольским патриархатом.
3 ноября в Стамбуле Порошенко подписал соглашение о сотрудничестве и взаимодействии Украины со Вселенским патриархатом, текст которого не публиковался и его содержание не раскрывалось.
Порошенко рассчитывал на то, что Украинская православная церковь (Московского патриархата) присоединится к его инициативе по созданию единой поместной православной церкви, однако 13 ноября Собор епископов Украинской православной церкви (Московского патриархата) принял решение о том, что епископы, духовенство и прихожане УПЦ не будут участвовать в создании автокефальной церкви Украины.
15 декабря 2018 года в Киеве с участием президента Порошенко состоялся объединительный собор, участники которого в основном представляли УПЦ КП и УАПЦ; участвовали также два архиерея УПЦ. На соборе была создана новая церковная структура — Православная церковь Украины.
20 декабря 2018 года Верховная рада приняла закон «О свободе совести и религиозных организаций», который, в частности, предусматривает, что церковь, входящая в структуру религиозной организации «с центром в государстве-агрессоре», обязана в названии отображать принадлежность к такой религиозной организации за пределами страны. В первую очередь это требование относится к Украинской православной церкви (Московского патриархата).

## Президентство Владимира Зеленского

### Российское руководство о перспективах российско-украинских отношений
21 апреля 2019 года на Украине состоялся второй тур президентских выборов, в результате которого президентом был избран Владимир Зеленский. Премьер-министр России Дмитрий Медведев заявил по этому поводу: «У меня нет сомнений: новый руководитель государства в отношении России будет придерживаться риторики, которую он использовал в ходе предвыборной кампании, повторять известные идеологические формулы, ориентированные на разные группы населения». При этом премьер-министр выразил надежду на улучшение отношений России и Украины. Для этого новому украинскому президенту, по его словам, нужно будет учитывать «все сложившиеся на Украине политические реалии», включая ситуацию на востоке страны. «Поэтому главное, что следует пожелать новому украинскому руководству,— здравомыслие. И конечно, понимание глубинной ценности отношений народов наших стран, которые должны быть выше политической конъюнктуры. Только на такой основе можно возрождать убитое экономическое взаимодействие. А значит, решать тяжелейшие социальные проблемы, которые столь остро стоят сегодня для миллионов украинцев».
25 апреля президент России Владимир Путин заявил на пресс-конференции, что Россия готова «восстанавливать отношения с Украиной в полном объёме», но не может сделать это «в одностороннем порядке». Путин назвал итоги выборов на Украине «полным провалом политики Порошенко» и отметил: «Если приходящие к власти люди в Киеве найдут в себе силы реализовать минские соглашения, то мы будем всячески этому содействовать и будем делать всё, чтобы нормализовать ситуацию на юго-востоке Украины».

### Введение упрощённого порядка предоставления российского гражданства украинским гражданам
24 апреля Владимир Путин подписал указ, позволяющий жителям Донбасса получить гражданство РФ в упрощённом порядке. В России заявляют, что решение было принято в связи с полным отсутствием перспектив улучшения ситуации в зоне конфликта, социально-экономической блокадой Донбасса и систематическим ущемлением украинскими властями основных гражданских прав и свобод жителей региона. Позднее, отвечая на вопросы журналистов, Путин сообщил, что Москва рассматривает возможность предоставлять гражданство РФ в упрощённом порядке не только жителям ДНР и ЛНР, но и гражданам всей Украины.
Комментируя сообщение президента РФ Путина о возможном введении упрощённого порядка выдачи российских паспортов гражданам Украины, Владимир Зеленский заявил в Facebook, что, по его мнению, российские власти «зря тратят время», пытаясь соблазнить граждан Украины паспортами РФ: «Украинцы — это свободные люди в свободной стране… Гражданство Украины — это свобода, достоинство и честь. Это то, что мы защитили и будем защищать. Украина не откажется от своей миссии служить примером демократии для постсоветских стран. И частью этой миссии станет предоставление защиты, убежища и украинского гражданства всем, кто готов бороться за свободу. Мы будем предоставлять убежище и помощь всем — всем, кто готов сражаться бок о бок с нами за нашу и вашу свободу. Мы будем предоставлять украинское гражданство представителям всех народов, которые страдают от авторитарных и коррумпированных режимов. В первую очередь — россиянам, которые сегодня страдают едва ли не больше всех».
Говоря об отношениях между Россией и Украиной, Зеленский заявил: «С Украиной и украинцами не следует говорить на языке угроз, военного и экономического давления. Это не лучший путь к прекращению огня и разблокированию Минского процесса… С нашей стороны мы готовы обсуждать новые условия сосуществования Украины и России. С пониманием того, что настоящая нормализация произойдёт только после полной деоккупации. Как Донбасса, так и Крыма».
Владимир Путин в ответ отметил, что, пожалуй, с новым украинским лидером можно договориться: «У нас есть много общего. Если у нас будет общее гражданство, от этого только выиграют и русские, и украинцы». Путин выразил убеждённость в том, что русские и украинцы — единый народ, пусть и со своими особенностями, культурой и языком. Однако Зеленский заявил, что, по его мнению, «после аннексии Крыма и агрессии на Донбассе из „общего“ у нас осталось только одно — это государственная граница… И контроль за каждым миллиметром с украинской стороны Россия должна вернуть. Только тогда мы сможем продолжить поиски „общего“». По словам Зеленского, введённый Россией запрет экспорта нефтепродуктов на Украину, открытие пунктов выдачи российских паспортов жителям ДНР и ЛНР, а также «содержание украинцев в плену» не приближает урегулирование отношений между двумя странами «ни на йоту», «и „братскими“ такие отношения точно называть нельзя».
Министерство иностранных дел Украины выразило протест в связи с началом работы центров выдачи паспортов гражданам Украины, заявив, что «упомянутые международно-противоправные деяния Кремля грубо нарушают государственный суверенитет и территориальную целостность Украины». Министерство иностранных дел Украины потребовало от международного сообщества не признавать и не принимать документы, выданные Россией гражданам Украины, которые проживают в ДНР и ЛНР, а также усилить давление и расширить санкции «против государства-агрессора».
1 мая президент Путин подписал указ, предоставляющий право обратиться за получением гражданства РФ в упрощённом порядке дополнительным категориям граждан Украины и лиц без гражданства — тем, кто родился либо постоянно проживал в Крыму и Севастополе до 18 марта 2014 года, а также тем, кто постоянно проживал в Донецкой области по состоянию на 7 апреля и в Луганской области по состоянию на 27 апреля 2014 года и в настоящее время имеет разрешение на временное проживание в России, вид на жительство в России, удостоверение беженца, свидетельство о предоставлении временного убежища на территории России или свидетельство участника Государственной программы по оказанию содействия добровольному переселению в Россию соотечественников, проживающих за рубежом. Аналогичное право предоставлено всем, кто, подвергся незаконной депортации с территории Крымской АССР. Указ также распространяется на детей, родителей и супругов таких лиц.
МИД Украины заявил, что не признаёт нормативно-правовые акты РФ, направленные на упрощение процедуры предоставления украинцам российского гражданства: «Обнародованный указ президента РФ… как и все предыдущие и возможные будущие нормативно-правовые акты РФ, направленные на предоставление гражданам Украины российского гражданства противоправным способом, были, есть и будут юридически ничтожными, не будут иметь никаких правовых последствий и не будут признаны украинской стороной». 8 мая правительство Украины приняло постановление «О непризнании Украиной паспортных документов, выданных уполномоченными органами иностранного государства».
17 июля Владимир Путин подписал указ, распространяющий упрощённый порядок получения российского гражданства на всех жителей Донецкой и Луганской областей Украины, в том числе зарегистрированных на территориях, подконтрольных украинским властям. Воспользоваться упрощённой процедурой могут те граждане Украины, которые находятся на территории России. Согласно статистике МВД России по миграционной ситуации, только в 2019 году российское гражданство получили 299 422 гражданина Украины.
МИД Украины назвал новый указ российского президента «вмешательством во внутренние дела Украины» и «серьёзной угрозой безопасности на всём европейском континенте» и потребовал «безотлагательно отменить все агрессивные решения в отношении Украины»: «Эта провокация была сделана в ответ на инициативы украинской стороны по деэскалации ситуации. Несмотря на многочисленные заявления о стремлении скорейшего установления мира, Кремль своими действиями демонстрирует откровенное намерение продолжать гибридную войну против Украины»,— говорится в заявлении украинского МИД.
13 августа президент Украины Владимир Зеленский поручил правительству разработать законопроект об упрощённом порядке получения гражданства для россиян, которые подверглись «преследованиям по политическим убеждениям», а также иностранцам и лицам без гражданства, которые участвовали «в обеспечении национальной безопасности и обороны Украины». При этом желающие получить гражданство Украины должны будут отказаться от уже имеющегося у них гражданства, а также документально подтвердить факт политического преследования. Разработка законопроекта, однако, затянулась, и лишь через 2 года, 2 ноября 2021 года, Верховная рада в первом чтении приняла законопроект, упрощающий получение украинского гражданства для иностранцев и лиц без гражданства, которые участвовали в «защите страны».

### Российско-украинские отношения при президенте Зеленском

#### 2019
20 мая 2019 года, выступая после инаугурации на торжественном приёме для глав иностранных делегаций по случаю вступления в должность, президент Владимир Зеленский поблагодарил их «за помощь, которую все эти годы вы предоставляете нам: в преодолении коррупции, в жизненно важных реформах, в поддержании экономики, и самое главное — в борьбе с военной агрессией Российской Федерации на востоке Украины и в Крыму».
Президент России Владимир Путин не поздравил Владимира Зеленского со вступлением в должность. Как сообщил его пресс-секретарь Дмитрий Песков, «президент Путин будет поздравлять Зеленского с первыми успехами в деле урегулирования внутреннего конфликта на юго-востоке Украины, а также с первыми успехами в деле нормализации российско-украинских отношений». Он добавил, что вопрос о статусе Крыма по-прежнему не обсуждается: «Крым — один из регионов России». Конфликт в Донбассе пресс-секретарь назвал «внутриукраинской проблемой», которую предстоит решить Владимиру Зеленскому, основываясь на минских договорённостях.
В своих первых заявлениях по вопросам внешней политики Украины Владимир Зеленский призвал США и Евросоюз ужесточить санкции против России, чтобы помочь Украине справиться с «российской агрессией», подчеркнул, что рассчитывает на «солидарную позицию ЕС в вопросе противодействия реализации строительства газопровода „Северный поток-2“».
17-18 июня Зеленский нанёс официальные визиты в Париж и Берлин. Проведённые здесь переговоры показали, что Зеленский продолжает курс Петра Порошенко, придерживаясь жёсткой позиции в отношении России. Одной из главных тем переговоров стало прекращение военного конфликта на востоке Украины. Зеленский заявил, что «Европа не сможет чувствовать себя в полной безопасности, пока Россия делает вид, что международного права просто не существует. Никто не хочет, чтобы Украина становилась пороховой бочкой, где Крым и Донбасс — бикфордов шнур». Как и Порошенко, Зеленский настаивал на сохранении дипломатического и санкционного давления на Россию. Немного позднее Зеленский выразил разочарование решением ПАСЕ, позволившим вернуть полномочия российской делегации без ограничений.
8 июля Владимир Зеленский обратился к президенту России Владимиру Путину с предложением провести переговоры в Минске с участием Великобритании, Германии, США и Франции. Среди предложенных к обсуждению тем — принадлежность Крыма и конфликт на востоке Украины. Владимир Путин заявил, что Россия готова к расширенной встрече в нормандском формате после формирования правительства и парламента Украины, но уточнил, что не в курсе, как на предложение Украины «реагируют» другие потенциальные участники встречи. Тем временем представитель Госдепартамента США в беседе с ТАСС сообщила, что Госдепартамент не поддержал предложение Владимира Зеленского об изменении формата переговоров по ситуации в Донбассе: «Изменение существующих переговорных форматов не устранит подлинное препятствие прогрессу в имплементации „Минска“. Этим препятствием является „отсутствие у России политической воли“».
11 июля состоялся первый телефонный разговор между Владимиром Зеленским и президентом России Владимиром Путиным. Как сообщил пресс-секретарь российского президента Дмитрий Песков, президенты обсудили ситуацию в Донбассе, а также работу «по возвращению удерживаемых с обеих сторон лиц». Телефонный разговор имел практические результаты и привёл к заметной активизации усилий по освобождению удерживаемых лиц.
В августе, при появлении информации о возможном восстановлении «Большой восьмёрки» и возвращении России в этот неформальный политический клуб мировых держав, Зеленский развернул активность с целью помешать этому. Зеленский назвал условия, при которых, по его мнению, Россия может рассчитывать вновь занять своё место в «повестке дня высокой дипломатии» и восстановиться в G8 — это «возвращение оккупированного Крыма, прекращение боевых действий в Донбассе и освобождение более ста политических заключённых и украинских моряков, которых удерживает Кремль».
7 сентября состоялся обмен удерживаемых лиц между Украиной и Россией в формате «35 на 35». В частности, Россия передала Украине 24 моряка, задержанных во время инцидента в Керченском проливе, Олега Сенцова, Александра Кольченко, Павла Гриба, Николая Карпюка, Артура Панова, Романа Сущенко, Владимира Балуха, а Украина передала России Кирилла Вышинского и Владимира Цемаха. 18 ноября Россия передала Украине корабли, задержанные во время инцидента в Керченском проливе.
9 декабря в Париже прошёл саммит «нормандской четвёрки» — первая встреча лидеров в «нормандском формате» с 2016 года. В ходе саммита также состоялась двусторонняя встреча президентов Путина и Зеленского.
Буквально на второй день после встречи Зеленский в разговоре по телефону с новым президентом Евросовета Шарлем Мишелем выразил надежду на то, что Евросовет сохранит санкции против России «до полного выполнения минских договорённостей и восстановления территориальной целостности Украины».
Резкую реакцию на Украине вызвало заявление президента России Владимира Путина об «исконно русских землях», входящих в состав Украины. В ходе ежегодной пресс-конференции, которая прошла 19 декабря, Путин сказал, что при создании СССР в состав Украины были включены «исконно русские территории», чтобы «повысить процентное соотношение пролетариата». Историк Александр Алфёров отметил, что фактически после оккупации Украины большевиками её размеры сократились на 200 тысяч квадратных километров, и ранее она владела Белгородом, западной частью Курщины, Воронежчины и Белгородщины.
30 декабря состоялось подписание нового 5-летнего договора между «Нафтогазом» и «Газпромом», основанного на схеме «качай или плати» с закреплёнными минимальными объёмами прокачки газа. Применение этого принципиального контрактного условия гарантировало Украине платежи со стороны контрагента за следующие объёмы прокачки газа: не менее 65 млрд кубометров газа в 2020 году и не менее 40 млрд кубометров ежегодно в последующие четыре года. В рамках пятилетнего контракта по транзиту газа Украина (при базовом объёме прокачки в 225 млрд кубометров суммарно за 5 лет) получит как минимум 7,2 млрд долларов.
31 декабря состоялся телефонный разговор президентов России и Украины. Путин и Зеленский обсудили состоявшийся 29 декабря обмен пленными в Донбассе и подписанный газовый контракт. Они подчеркнули важность достигнутых газовых договорённостей, выразили надежду на скорое прекращение огня на линии соприкосновения в Донбассе, высказались «за развитие российско-украинских отношений в 2020 году» и поздравили друг друга с новогодними праздниками.

#### 2020
Во время визита в Польшу в январе 2020 года для участия в памятных мероприятиях в связи с 75-й годовщиной освобождения концлагеря Освенцим Владимир Зеленский поддержал польскую интерпретацию событий, предшествовавших Второй мировой войне, и в своих заявлениях пошёл даже дальше. Выступая на брифинге после встречи с польским президентом Анджеем Дудой, он обвинил Советский Союз не только в развязывании Второй мировой войны, но и в «запуске» Холокоста: «Польша и польский народ первыми почувствовали на себе сговор тоталитарных режимов. Это привело к началу Второй мировой войны и позволило нацистам запустить смертоносный маховик Холокоста». Говоря об освобождении концлагеря Освенцим, Зеленский превозносил исключительно этнических украинцев либо выходцев с Украины, участвовавших в этой операции, а также делал заявления, из которых следовало, что войска 1-го Украинского фронта, Житомирской и Львовской дивизий Красной армии назывались так потому, что были сформированы из жителей Украины. Подобные заявления стали самым неприятным эмоционально-психологическим моментом для российского руководства.
В феврале, выступая на Мюнхенской конференции по безопасности, Владимир Зеленский призвал к возвращению вопроса о Крыме в международную повестку дня и возобновлению «мощного обсуждения» этого вопроса. В том же месяце он распорядился считать 26 февраля днём сопротивления «оккупации» Крыма и Севастополя (в этот день в 2014 году в Симферополе прошёл митинг в защиту территориальной целостности Украины).
Подводя в мае итоги первого года правления Владимира Зеленского, обозреватель издания «Коммерсантъ» Максим Юсин, указывая на ряд позитивных изменений в украинско-российских отношениях, отмечал, что урегулирования в Донбассе так и не наступило, а решения парижского саммита «нормандской четвёрки» так и остались на бумаге. Причина этого, по мнению обозревателя, заключается в том, что Зеленский «боится конфликта с так называемым патриотическим лагерем — активным, часто экзальтированным, пассионарным меньшинством, которое не согласно ни на какие уступки, опирается на поддержку киевской и львовской национально ориентированной интеллигенции, монополизировало большую часть СМИ и готово при необходимости привлечь к акциям протеста радикальные группировки. Перед этим напором Зеленский и его команда оказались беспомощными и вынуждены идти на одну уступку за другой».
17 мая МИД Украины в своём заявлении, приуроченном к Дню памяти жертв политических репрессий, сравнил современную политику России с действиями сталинского режима: «В Крыму уже шестой год подряд массово нарушаются права человека, украинского и крымскотатарского национального сообщества. Убийства, похищения активистов, сфабрикованные судебные процессы, незаконные заключения, необоснованные аресты и обыски, запугивание. В настоящее время более 100 украинских граждан содержатся по политическим мотивам в России и оккупированном Крыму, большинство из них — крымские татары. Ещё ужаснее ситуация в оккупированных районах Донбасса. Расстрелы и убийства украинских военнопленных и местных патриотов, похищения людей, пытки и унижения стали здесь обычным явлением. Российская агрессия против Украины вернула на нашу землю и политические репрессии».
В августе СМИ стало известно о провале спецоперации украинских спецслужб по выманиванию на Украину сотрудников «ЧВК Вагнера», которым собирались предъявить обвинения в участии в вооружённом конфликте в Донбассе. Белорусские спецслужбы, получив предупреждение с Украины, задержали в Минске 33 предполагаемых «вагнеровцев», ожидавших вылета за границу, обвинив их в подготовке беспорядков накануне президентских выборов, а позднее, когда обвинения не подтвердились, передали России. После этого Владимира Зеленского и его окружение на Украине обвинили в срыве тщательно спланированной операции. В ноябре 2021 года были опубликованы результаты расследования интернет-издания Bellingcat, которое подтвердило, что операция была свёрнута в последний момент по указанию политического руководства Украины. Публикация спровоцировала шквал новых обвинений в адрес президента Зеленского и главы его офиса Андрея Ермака. Отвечая 26 ноября на вопросы журналистов, связанные с этой публикацией, Зеленский назвал операцию плохо продуманной, а одного из её ключевых кураторов — бывшего начальника Главного управления разведки Минобороны Украины Василия Бурбу — обвинил в непрофессионализме и назвал авантюристом и аферистом.
В конце ноября правительство Украины приняло решение не признавать российские загранпаспорта, выданные на территории Ростовской области и Краснодарского края, — именно здесь российское гражданство и загранпаспорта нередко получают жители Донбасса и Крыма. Список отделений миграционных органов РФ, чьи документы Украина теперь не признаёт, был расширен с двух до 23 пунктов.
20 декабря в интервью газете The New York Times Владимир Зеленский признал, что Украина не может получить западные вакцины для борьбы с новой коронавирусной инфекцией. При этом даже недоступность западных вакцин не заставила Киев пересмотреть своё отношение к российской вакцине. Зеленский подтвердил, что Украина готова закупать какие угодно вакцины, кроме российских, посетовав на несознательность собственных граждан, проявляющих всё больший интерес к вакцине «Спутник V». Зеленский заявил, что Украина не может взять вакцину, которая не прошла все испытания и последствия действия которой неизвестны.

#### 2021—2022: Кризис
В начале 2021 года Крымский вопрос, учитывая отсутствие прогресса в политическом урегулировании продолжавшейся войны в Донбассе, окончательно стал центром внешнеполитических усилий украинского руководства. В середине марта Зеленский подписал разработанную СНБО «Стратегию деоккупации и реинтеграции временно оккупированной территории Автономной Республики Крым и города Севастополя», в которой заявлено, что Киев применит для возвращения этой территории меры «дипломатического, военного, экономического, информационного, гуманитарного и иного характера». Одновременно на Украине был инициирован внутриполитический процесс поиска виновных в подготовке, подписании и ратификации Харьковских соглашений 2010 года, а также виновных в утрате Крыма в 2014 году. 23 августа в Киеве прошло главное для страны внешнеполитическое событие года — саммит «Крымской платформы» — новой международной переговорной площадки, призванной объединить международные усилия по «деоккупации Крыма».
В новой «Стратегии военной безопасности Украины», подписанной президентом Украины Владимиром Зеленским и опубликованной 25 марта 2021 года, заявляется: «На национальном уровне Российская Федерация остаётся военным противником Украины, осуществляющим вооружённую агрессию против Украины, временно оккупировавшим территорию Автономной Республики Крым и город Севастополь, территории в Донецкой и Луганской областях, системно применяющим военные, политические, экономические, информационно-психологические, космические, кибер- и другие средства, которые угрожают независимости, суверенитету и территориальной целостности Украины». Согласно подписанному документу, основные угрозы Украине исходят от России, которая «временно оккупирует» часть территорий Грузии и Украины, занимается милитаризацией Крыма, препятствует свободному судоходству в Чёрном и Азовском морях, пытается сохранить Белоруссию в сфере своего влияния, использует в своих интересах конфликт в Приднестровье и другие «замороженные» конфликты на постсоветском пространстве, а также наращивает «наступательные группировки войск, развёртывает новое ракетное оружие и проводит учения на западных границах и на временно оккупированных территориях Украины».
Весна 2021 года ознаменовалась обострением напряжённости в зоне конфликта на востоке Украины. Украина обвиняла Россию в наращивании группировки войск на российско-украинской границе, в то время как Россия заявляла, что Украина перебрасывает дополнительные войска к зоне конфликта. Разведывательные службы США и Великобритании обнаружили первые признаки наращивания группировки российских войск у границ Украины. Многократно возросло число обстрелов на линии соприкосновения ВСУ и вооружённых формирований непризнанных республик Донбасса. В НАТО отреагировали на намечающееся противостояние — в Брюсселе прошло экстренное заседание комиссии Украина—НАТО, состоялись переговоры главы МИД Украины Дмитрия Кулебы с госсекретарём США Энтони Блинкеном и генсеком НАТО Йенсом Столтенбергом. В штаб-квартире НАТО прошла экстренная видеоконференция глав МИД и Минобороны стран-членов альянса. В Вене на инициированном Украиной чрезвычайном заседании Форума по сотрудничеству в области безопасности и постоянного совета ОБСЕ на повестку дня был поставлен вопрос о военной активности РФ на границе с Украиной. Российская сторона обосновала перемещения войск подготовкой к учениям «Запад-2021», а также начавшейся переброской американских войск из Северной Америки через Атлантику в Европу, перемещением к российским границам войск, дислоцированных в Европе. По словам министра обороны РФ Сергея Шойгу, всего рядом с территорией России «будет сосредоточено 40 тыс. военнослужащих и 15 тыс. единиц вооружения и военной техники, в том числе стратегической авиации». Российские представители обвинили саму Украину в том, что она с 2014 года ведёт войну в Донбассе, а США и НАТО, поощряя эти действия, фактически превращают Украину в «пороховую бочку» Европы, хотя именно Россия ответственна за разжигание войны на Донбассе.
В апреле Минобороны РФ уведомило о приостановлении с 24 апреля по 31 октября в связи с военно-морскими учениями «права мирного прохода через территориальное море Российской Федерации для иностранных военных кораблей и других государственных судов». Были закрыты три участка акватории Чёрного моря — вдоль побережья Крыма между Севастополем и Гурзуфом, у берегов Керченского полуострова в районе мыса Опук и около западной оконечности Крыма. Черноморский флот сообщил о выходе в море боевых кораблей для проведения учебных стрельб. К группировке ЧФ присоединились отряд кораблей Каспийской флотилии и 4 больших десантных корабля из состава Северного и Балтийского флотов ВМФ России. На Украине заявили о попытке России «в нарушение норм и принципов международного права узурпировать суверенные права Украины как прибрежного государства». Действия России, по мнению МИД Украины, указывают на «отсутствие каких-либо намерений с её стороны отказаться от продолжения агрессии против Украины с использованием военных и гибридных методов».
Несколько снять напряжение позволил лишь телефонный разговор президентов России и США Владимира Путина и Джо Байдена, состоявшийся 13 апреля. Как заявили в Белом доме, «президент Байден подчеркнул непоколебимую приверженность США суверенитету и территориальной целостности Украины. Президент выразил нашу обеспокоенность в связи с внезапным наращиванием военного присутствия России в оккупированном Крыму и на украинских границах, а также призвал Россию к деэскалации напряжённости». В Кремле, в свою очередь, отметили, что Владимир Путин «изложил базирующиеся на минском комплексе мер подходы к политическому урегулированию» на Украине.
16 апреля Владимир Зеленский посетил Париж, где провёл переговоры с Эммануэлем Макроном, после чего к их беседе присоединилась по видеосвязи Ангела Меркель. Главным в повестке встречи был вопрос «присутствия российских военных вблизи восточной границы Украины». Все три стороны — Киев, Париж и Берлин — потребовали от России вывести свои войска из приграничных районов, а также из «нелегально аннексированного Крыма».
20 апреля Зеленский предложил Путину встретиться «в любой точке украинского Донбасса, где идёт война». Российский президент заявил, что готов принять Зеленского в Москве, но не для обсуждения Донбасса. В ходе подготовки встречи президентов Украина поставила условие: обязательными темами переговоров должны стать проблемы Крыма и Донбасса. Российская сторона предлагала вынести на переговоры ряд вопросов, касающихся двусторонних отношений (восстановление полноценных дипломатических отношений, возвращение послов в Москву и Киев, снятие взаимных торгово-экономических ограничений и отмена санкций в отношении физических и юридических лиц, восстановление транспортного сообщения между двумя странами, подготовка соглашения о транзите и поставках газа на период после 2024 года и др.).
12 июля на сайте Кремля была размещена статья Владимира Путина «Об историческом единстве русских и украинцев», опубликованная одновременно на русском и украинском языках. Она содержала множество ложных заявлений и теорий заговора об истории Украины и украинского народа, а также угрозы Украине и негативные характеристики её правительства.
20 августа правительство России расширило санкционный список в отношении украинских граждан. В новый перечень, в частности, оказались включены глава МИД Украины Дмитрий Кулеба, его первый заместитель Эмине Джапарова и секретарь СНБО Алексей Данилов. В МИД Украины меру сочли провокацией, связанной с проведением в Киеве саммита «Крымской платформы». 21 августа указом президента Зеленского были введены санкции в отношении 12 российских юридических лиц, в том числе «Ростелекома», газеты «Московский комсомолец», а также газеты «Ведомости» и других ресурсов АО «Бизнес Ньюс Медиа».
На выборах в Государственную думу, состоявшихся в сентябре 2021 года, Центризбирком РФ обеспечил возможность дистанционного электронного голосования по партийным спискам для жителей Луганской и Донецкой народных республик, имеющих российское гражданство, но не имеющих прописки в России. Помимо этого, для их голосования на территории Ростовской области было предусмотрено около 50 избирательных участков.
Очередное обострение отношений произошло в конце октября — начале ноября и было спровоцировано первым боевым применением украинского БПЛА Bayraktar TB2 против формирований ДНР. Сообщение о применении БПЛА появилось практически одновременно с известием о занятии ВСУ села Старомарьевка на линии соприкосновения сторон, в котором проживает 37 граждан России, получивших паспорта по упрощённой программе.
Выступая 2 ноября на одном из совещаний по оборонной тематике, президент РФ Владимир Путин заявил, что Россия внимательно следит за использованием БПЛА «вблизи границ России» и должна тщательно проанализировать складывающуюся в связи с этим ситуацию. Как отмечают наблюдатели ОБСЕ, режим прекращения огня стал нарушаться в два раза чаще, чем в 2020 году (за период с вечера 29 по вечер 31 октября режим прекращения огня в Донецкой области был нарушен 988 раз, а в Луганской — 471). Наблюдатели СММ ОБСЕ сообщали о перемещении боевой техники ВСУ, а также о неоднократных попытках заглушить сигнал её БПЛА, которые используются для наблюдения за местностью. Одновременно в западных СМИ появились публикации о том, что Россия вновь стягивает войска к украинской границе. В качестве доказательства приводились спутниковые фото российской бронетехники. 2-3 ноября в Москву приезжал глава ЦРУ Уильям Бёрнс, встретившийся здесь с высокопоставленными сотрудниками российских спецслужб. По утверждению CNN, цель поездки состояла в том, чтобы донести до Кремля беспокойство Джо Байдена из-за ситуации на границе с Украиной.
Военному обострению сопутствовало обострение и на украинском политическом поле. 2 ноября Дмитрий Ярош, бывший лидер организации «Правый сектор», был назначен советником главнокомандующего ВСУ Валерия Залужного. 4 ноября был утверждён новый министр обороны — бывший вице-премьер-министр — министр по вопросам реинтеграции временно оккупированных территорий Алексей Резников, который от Украины участвовал в заседаниях Трёхсторонней контактной группы.
16 ноября генсек НАТО Йенс Столтенберг призвал Запад послать России «чёткий сигнал с призывом сократить напряжение, избежать любой эскалации на Украине и около Украины». Столтенберг добавил, что альянс фиксирует «необычную концентрацию» российских сил рядом с украинской границей. 15 ноября и. о. главы МИД ФРГ Хайко Маас и МИД Франции Жан-Ив Ле Дриан в совместном коммюнике выразили озабоченность «передвижениями российских сил и военной техники вблизи Украины», призвав обе стороны «проявить сдержанность». Тогда же пресс-секретарь Пентагона Джон Кёрби подтвердил, что США продолжают наблюдать «необычную военную активность» РФ у границ Украины, а глава Госдепартамента Энтони Блинкен обсудил сообщения о «российской военной деятельности» в этом районе с Жан-Ивом Ле Дрианом. Сообщалось, что США обсуждают с европейскими союзниками санкции на случай «агрессии России».
Ещё в начале ноября украинская разведка заявляла, что информация о переброске дополнительных российских войск к украинским границам — не более чем «элемент психологического давления». Однако через неделю в офисе президента Украины Владимира Зеленского признали: РФ усиливает «специфические группировки войск» вблизи границы. Глава МИД Украины Дмитрий Кулеба призвал Париж и Берлин готовиться к возможному «военному сценарию» действий РФ на украинском направлении.
На этом фоне Украина резко активизировала дипломатические усилия. 15 ноября Владимир Зеленский и глава Евросовета Шарль Мишель обсудили «ситуацию с безопасностью вдоль границ Украины». В тот же день в Брюсселе переговоры по тем же вопросам провёл Дмитрий Кулеба. Новый глава Минобороны Алексей Резников отправился в Вашингтон, где 18 ноября встретился с министром обороны США Ллойдом Остином. 16 ноября Киев посетил министр обороны Великобритании Бен Уоллес. Как сообщил таблоид The Mirror, в Великобритании сформирован сводный отряд быстрого реагирования примерно из 600 бойцов для переброски на Украину.
21 ноября начальник Главного управления разведки Минобороны Украины Кирилл Буданов сообщил, что Россия якобы сконцентрировала более 92 тыс. военнослужащих и системы баллистических ракет малой дальности «Искандер» у украинских границ. Буданов заявил, что Россия стоит за протестами против вакцинации от COVID-19 в Киеве и другими митингами на Украине — это подготовка к масштабному военному вторжению. Протесты, согласно Буданову, нужны России для того, чтобы украинское население не оказывало ей сопротивление во время военной операции, считая, что украинская власть его предала: «Они хотят организовывать митинги и акции протеста, чтобы показать, что люди выступают против власти,— сказал он в интервью Military Times.— Они пытаются доказать, что наше правительство предаёт народ». По словам главы украинской разведки, Россия добивается, чтобы украинцы сами сменили власть, а если устроить это не получится, «в дело вступит армия». По словам Буданова, ожидать активных действий следует в январе-феврале 2022 года.
Москва, в свою очередь, обвиняла в агрессивных действиях Украину. Официальный представитель МИД РФ Мария Захарова заявила 25 ноября, что власти Украины нагнетают напряжённость в Донбассе и ведут там наступательные действия в некоторых районах, пытаясь «отвлечь внимание от деградации социально-экономической и политической ситуации в стране … и переключить это внимание на некие временные угрозы извне».
Резкие заявления из Киева и Москвы звучали на фоне тупика на всех существующих переговорных площадках. Россия решительно отказалась от проведения саммита в «нормандском формате» до тех пор, пока не будут выполнены решения предыдущего саммита 2019 года, а в Трёхсторонней контактной группе переговоры свелись к обсуждению вопроса о том, является ли Россия стороной конфликта.
15 ноября Владимир Путин подписал указ об оказании гуманитарной поддержки населению отдельных районов Донецкой и Луганской областей Украины на период «до политического урегулирования» на основании минских соглашений. В указе заявлено, что гуманитарная помощь отдельным районам Донецкой и Луганской областей нужна для защиты «прав и свобод гражданина», а также для «недопущения дальнейшего снижения уровня жизни в условиях экономической блокады» и пандемии COVID-19.
3 декабря министр обороны Украины Алексей Резников, выступая перед депутатами Верховной рады, заявил: «Вероятность масштабной эскалации со стороны России существует. Наиболее вероятным временем достижения готовности к эскалации будет конец января». Он сообщил, что численность войск РФ у российско-украинской границы и в Донбассе насчитывает 94,3 тыс. человек.
В середине декабря на фоне сохраняющейся напряжённости в регионе Россия выдвинула США и другим государствам НАТО ряд требований в сфере безопасности. Три ключевых требования России предусматривали отказ НАТО от дальнейшего расширения на восток, отвод американских сил и вооружений из Восточной Европы и отказ от размещения в Европе ударных средств, способных угрожать России.
Обсуждение российских предложений состоялось в январе 2022 года. Ультимативные требования России США и НАТО сочли невыполнимыми. НАТО заявило, что альянс не намерен отказываться от политики открытых дверей, поскольку считает, что страны вправе самостоятельно выбирать альянсы и способы обеспечения безопасности, США же согласились вступить с Россией в диалог по контролю над вооружениями и избежанию военных инцидентов.

#### Признание Россией независимости ДНР и ЛНР
19 января 2022 года депутаты от фракции КПРФ внесли в Государственную думу проект обращения к президенту Путину с просьбой официально признать ДНР и ЛНР в качестве суверенных государств. 15 февраля Госдума из двух альтернативных проектов постановления, подготовленных КПРФ и «Единой Россией», поддержала документ коммунистов, в котором предлагалось обратиться к главе государства напрямую и незамедлительно.
Российские СМИ во второй половине февраля активно освещали «атаки» Украины на ДНР и ЛНР. Один из роликов демонстрировал атаку 18 февраля, но в метаданных датой создания было 8 февраля, а звук в ролике частично скопирован из Youtube-видео 2010 года. 18 февраля руководство Луганской и Донецкой Народных Республик, обвинив Украину в подготовке «глубокого прорыва» на их территории, объявило о начале экстренной эвакуации населения в Россию. «Экстренные» обращения лидеров Донецка и Луганска об эвакуации, выпущенные 18 февраля, были сняты 16 февраля. Власти ДНР обвинили Украину во взрыве в Донецке автомобиля, принадлежавшего главе народной милиции ДНР Денису Синенкову. Однако на фото взорванного автомобиля оказался УАЗ старой модели с переставленным номерным знаком от более новой машины Синенкова. С 19 февраля российские власти начали сообщать о падениях снарядов с Украины на территорию России, а затем — и о боях с разведывательно-диверсионными группами, что отрицалось украинской стороной. Ряд таких сообщений российских властей был признан недостоверным расследовательской группой Bellingcat. 19 февраля на территориях подкотрольных ДНР и ЛНР началась всеобщая мобилизация.
21 февраля главы ДНР и ЛНР Денис Пушилин и Леонид Пасечник обратились к президенту РФ с просьбой признать независимость республик, мотивируя это целью «определения международной правосубъектности», что позволит «эффективно противостоять украинской агрессии» и, по словам глав республик, предотвратит жертвы среди мирного населения. Вопрос обращений Госдумы и глав республик был рассмотрен на расширенном заседании Совета безопасности РФ, где признание независимости республик получило полную поддержку. Вечером того же дня Владимир Путин подписал указы о признании независимости ДНР и ЛНР, а также договоры с республиками, предусматривающие возможность их защиты и размещения на их территории российских военных баз. Подписание указа сопровождалось речью Владимира Путина, содержавшей недостоверные утверждения об истории Украины. По мнению экспертов, что Россия создала сепаратистское движение в Донбассе, и теперь использует признание ДНР и ЛНР как основание для вторжения.

### Конфликт и разрыв дипломатических отношений (с 2022)

Карта голосования по Резолюции Генеральной Ассамблеи ООН ES-11/1, осуждающей вторжение России на Украину.
----
За: 141
Против: 5
Воздержались: 35
Отсутствовали: 12
Не участники ООН

Резолю́ция Генера́льной Ассамбле́и ООН ES-11/4 «Территориа́льная це́лостность Украи́ны»
За: 143
Против: 5
Воздержались: 35
Отсутствовали: 10
Не участники ООН

Утром 24 февраля 2022 года Владимир Путин объявил о вторжении на территорию Украины, ссылаясь на 51 статью Устава ООН, санкцию Совета Федерации и договоры с ДНР и ЛНР (последние вступили в силу только 25 февраля и не имели юридической силы на момент начала боевых действий). В качестве причин своего решения Путин назвал необходимость предотвращения размещения на территории Украины вооружённых сил США и НАТО, обеспечение безопасности ДНР и ЛНР. Целью вторжения были названы «демилитаризация и денацификация Украины». Путин утверждал, что «неонацисты захватили власть на Украине». Он также заявил, что оккупации Украины не планируется.
Отсылка Путина к статье 51 Устава ООН профессорами по международному праву Робертом Голдманом, Джоном Беллинджером и Нико Кришем расценена как некорректная. По их мнению, эта статья предназначена для самозащиты от непосредственной агрессии и защиты других стран — членов ООН. Претензии России к НАТО таким основанием не являются, а ЛНР и ДНР не являются членами ООН. Право России использовать в данном случае статью 51 Устава ООН отвергли также ОБСЕ и Генеральный секретарь ООН.
Не соответствующие действительности обвинения Украины в геноциде, утверждения о неонацизме правительства Зеленского и необходимости «денацификации» были подвергнуты жёсткой критике исследователями неонацизма и Холокоста. Несмотря на наличие в украинском обществе отдельных элементов ксенофобии и неонацизма, никакой широкой поддержки у ультраправой идеологии на Украине нет ни в правительстве, ни в армии, ни на выборах: так, президентом страны является русскоязычный еврей Владимир Зеленский, с большим отрывом выигравший президентские выборы 2019 года, в то время как его оппонентом был украинец; в ходе парламентских выборов 2019 года ультраправые националистические партии не сумели получить ни одного места в 450-местной Верховной раде. На территории Украины с 2015 года действует Закон об осуждении коммунистического и национал-социалистического (нацистского) тоталитарных режимов и запрет пропаганды их символики. В сентябре 2021 принят закон «О предотвращении и противодействии антисемитизму на Украине».
Действия России не соответствовали заявленным Путиным целям вторжения и не способствовали их выполнению. Так, вступление Украины в НАТО было маловероятно из-за боёв, ведущихся в Донбассе, предотвращение вступления Украины в Альянс не требовало полномасштабного вторжения. Увеличение же контингента НАТО в Восточной Европе связано с угрожающими действиями самой России, аннексировавшей в 2014 году Крым. В результате вторжения заявки на вступление в Альянс подали ещё две страны — Швеция и Финляндия, а ВС НАТО, вероятно, будут лишь усилены. Конфликт в Донбассе унёс 14000 жизней, из них 3095 были гражданскими, но, вопреки заявлениям Путина, они погибли из-за боевых действий, а не «геноцида», и число жертв значительно сократилось с 2014—2015 годов. Вероятно, что цели, заявленные Путиным, скрывают реальную цель вторжения — свергнуть Зеленского и перевести Украину под полный контроль России. Исследователи оценивают цели России в войне как нерациональный неоимпериализм. Предполагаемая цель Путина в войне против Украины — завоевать и оккупировать обширную территорию и восстановить славу России как империи.
После начала вторжения президент Украины Владимир Зеленский заявил о разрыве дипломатических отношений. В России тезис об Украине как «ультранационалистическом государстве», с 2023 года стал официальным в школьных учебниках истории (распространяемых в том числе на оккупированных территориях Украины).

## Внешнеэкономические связи и торговля

### Российско-украинская торговля
После распада СССР Россия являлась важным рынком сбыта украинской промышленной и сельскохозяйственной продукции. В 2000-е годы структура продовольственного экспорта Украины в Россию серьёзно изменилась: вчетверо сократился экспорт мяса и субпродуктов (со 196,0 млн до 46,4 млн долларов), уменьшились поставки сахара (с 83,4 млн до 78,4 млн долларов). Одновременно в 2000—2010 гг. увеличился экспорт с Украины других продовольственных товаров: молочных продуктов и яиц (с 72,7 млн до 400,1 млн долларов), овощей (с 8,5 млн до 80,4 млн долларов), фруктов и орехов (с 8,8 млн до 101,3 млн долларов), жиров и растительных масел (с 67,2 млн до 274,8 млн долларов), алкоголя (с 15,9 млн до 286,2 млн долларов).
Максимального уровня товарооборот РФ и Украины достиг в 2011 году, составив 50,6 млрд долларов США. Начиная с 2012 года он неуклонно снижался, опустившись до 10,23 млрд долларов США в 2016 году.
С конца 2013 г. между Киевом и Москвой начались торговые войны, которые с особой силой разгорелись в 2014 и 2015 гг. В результате сперва Украина начала стремительно терять рынки для продукции военно-промышленного комплекса и для ряда промышленных товаров, а с 1 января 2016 г. Москва ввела полное эмбарго на покупку украинской сельскохозяйственной продукции (отдельные группы товаров были запрещены для импорта ранее). Ещё одним сильным ударом по украинской экономике стало решение России исключить Украину из зоны свободной торговли с РФ и ввести для неё режим наибольшего благоприятствования; эти меры обернулись потерей ключевого рынка сбыта для целого ряда отраслей украинской экономики.
За период с 2011 по 2017 гг. Украина опустилась с 4-го на 13-е место во внешней торговле России (в январе-сентябре 2018 года — 14-е).
Российско-украинская торговля (2009—2017), млрд долл.
|                                               | 2009  | 2010  | 2011  | 2012  | 2013  | 2014  | 2015  | 2016  | 2017  |
| Оборот                                        | 23,0  | 37,2  | 50,6  | 45,2  | 39,6  | 27,8  | 15,0  | 10,23 | 12,86 |
| --------------------------------------------- | ----- | ----- | ----- | ----- | ----- | ----- | ----- | ----- | ----- |
| Доля Украины в объёме внешней торговли России | 4,9 % | 5,9 % | 6,2 % | 5,4 % | 4,7 % | 3,5 % | 2,8 % | 2,2 % | 2,2 % |
| Экспорт                                       | 13,8  | 23,1  | 30,5  | 27,2  | 23,8  | 17,1  | 9,3   | 6,34  | 7,94  |
| Доля Украины в объёме экспорта России         | 4,6 % | 5,8 % | 5,9 % | 5,2 % | 4,5 % | 3,4 % | 2,7 % | 2,3 % | 2,2 % |
| Импорт                                        | 9,1   | 14,0  | 20,1  | 17,9  | 15,8  | 10,7  | 5,7   | 3,89  | 4,91  |
| Доля Украины в объёме импорта России          | 5,5 % | 6,1 % | 6,6 % | 5,7 % | 5,0 % | 3,7 % | 3,1 % | 2,1 % | 2,2 % |
| Сальдо                                        | 4,7   | 9,1   | 10,4  | 9,3   | 8,0   | 6,3   | 3,6   | 2,45  | 3,03  |
| Место Украины во внешней торговле России      |       |       |       |       |       |       |       |       |       |
| в обороте                                     | 6     | 5     | 4     | 5     | 5     | 9     | 11    | 14    | 13    |
| в экспорте                                    | 7     | 4     | 5     | 6     | 6     | 9     | 12    | 14    | 14    |
| в импорте                                     | 4     | 3     | 3     | 3     | 4     | 7     | 8     | 10    | 10    |

По итогам января-сентября 2018 года российско-украинский внешнеторговый оборот составил 10,8 млрд долл. Российский экспорт достиг 6,7 млрд долл. США, импорт составил 4,1 млрд долл. США. Положительное сальдо составило 2,7 млрд долл.
6 февраля 2019 года Федеральная таможенная служба (ФТС) России сообщила, что товарооборот России с Украиной в 2018 году вырос, несмотря на взаимные ограничения. Экспорт товаров и услуг на Украину составил 9,52 млрд долларов, импорт — 5,46 миллиарда (на Украину приходится всего лишь 2,2 % внешнеторгового товарооборота России).
структура экспорта/импорта
Основные товарные группы российского экспорта на Украину по итогам января-сентября 2018 г.:
- минеральные продукты (47,3 % — 3,2 млрд долл. США);
- продукция химической промышленности, каучук (18,0 % — 1,94 млрд долл. США);
- машины, оборудование, транспортные средства (12,0 % — 806,2 млн долл. США);
- металлы и изделия из них (8,1 % — 546,8 млн долл. США);
- продовольственные товары и сельхозсырье (7,5 % — 502 млн долл. США).

Основные товарные группы российского импорта с Украины по итогам января-сентября 2018 г.:
- металлы и изделия из них (35,2 % — 1,4 млрд долл. США);
- машины, оборудование, транспортные средства (23,3 % — 1,069 млрд долл. США);
- продукция химической промышленности (20,5 % — 831,7 млн долл. США);
- минеральные продукты (8,6 % — 350,6 млн долл. США).

Вторая по значению позиция экспорта из РФ на Украину — уголь. Его поставки, по данным ФТС, составили в 2018 году 14,2 млн тонн на сумму 1,5 млрд долларов (по данным украинской таможни, ок. 15 млн тонн на сумму 1,82 млрд долларов). Крупнейшие экспортёры — СУЭК, «Евраз», Кузбасская топливная компания.
По данным ФТС РФ, поставки угля на Украину в 2018 году выросли на 29 % и достигли 12,4 миллиона тонн. По данным Госстата Украины, в 2018 году импорт угля из РФ составил 15,01 млн тонн на сумму 1,82 млрд долларов, или 70,2 % от всего объёма импорта (в тоннах) этого энергоресурса. В том числе поставки российского антрацита, используемого на ТЭС, составили 3,62 млн тонн, битуминозного (каменного) угля, в том числе и коксующегося — 11,36 млн тонн.
Помимо этого, Украина в 2018 году импортировала из РФ 3,16 млн тонн нефтепродуктов, что составило 39,2 % общего объёма импорта этих энергоресурсов, на общую сумму 2,06 млрд долларов.
По данным ФТС РФ, на нефть и нефтепродукты пришлось 43,3 % российского экспорта на Украину в 2018 году (4 млрд долларов). При этом, по данным Argus, в 2018 году нефть на рынок Украины не поставлялась. По трубопроводу было поставлено 2,5 млн тонн дизтоплива, по железной дороге — 387,4 тыс. тонн нафты.
Дизельное топливо и сжиженные углеводородные газы — основная статья экспорта из России на Украину. Доля российских поставок на украинском рынке составляет 40 % и 60 %, соответственно. Основные поставщики — «Роснефть» и ЛУКОЙЛ. Поставки этих товаров как продукции двойного назначения с сентября 2015 года регулировались Федеральной службой по техническому и экспортному контролю (ФСТЭК).
Ядерного топлива было закуплено в России в 2018 году на 374 млн долларов (по данным Госстата Украины), по контракту с ТВЭЛ (входит в «Росатом»). В 2019 году Украина закупила, по данным Госслужбы статистики страны, ядерное топливо на общую сумму около $397 млн, из которых 60,7 % этой суммы (240,91 млн долларов) приходилось на российские сборки.

### Отношения Россия — Украина — Евросоюз
В июле 2014 года в Брюсселе начались трёхсторонние переговоры РФ, ЕС и Украины по реализации Соглашения об ассоциации между Европейским союзом и Украиной, на которых стороны приступили к обсуждению практических вопросов реализации соглашения о свободной торговле, входящего в экономический блок Соглашения об ассоциации, в контексте его влияния на торговлю между Россией и Украиной
12 сентября 2014 года на трёхсторонних переговорах Украина — Россия — ЕС была достигнута договорённость об отсрочке имплементации соглашения о создании глубокой всеобъемлющей зоны свободной торговли в рамках ассоциации Украины с ЕС до конца 2015 года и о сохранении на протяжении этого срока режима свободной торговли в рамках СНГ. До этого времени Евросоюз сохранял право беспошлинного доступа для украинских товаров на европейский рынок, а европейский экспорт на Украину продолжал облагаться пошлинами. Россия и Украина сохраняли режим свободной торговли в рамках СНГ.
Трёхсторонние переговоры и консультации продолжались до декабря 2015 года, однако они так и не привели к подписанию специального юридического документа, который бы снял российские озабоченности в связи со вступлением с 1 января 2016 года Соглашения об ассоциации между Украиной и ЕС в полном объёме. 16 декабря 2015 года президент РФ Владимир Путин подписал указ о приостановлении с 1 января 2016 года действия договора о зоне свободной торговли СНГ в отношении Украины «в связи с исключительными обстоятельствами, затрагивающими интересы и экономическую безопасность РФ и требующими принятия безотлагательных мер». Указ вступил в силу со дня его подписания. Россия считает, что введение режима свободной торговли Украины с Евросоюзом при действующем режиме свободной торговли Украины с Россией создало бы условия для бесконтрольного реэкспорта в Россию европейской продукции в условиях отсутствия продуманного и чётко регламентированного режима свободной торговли между Евросоюзом и Россией. 30 декабря Владимир Путин подписал закон о приостановлении действия договора о ЗСТ в отношении Украины (принят Государственной думой 22 декабря 2015 года и одобрен Советом Федерации 25 декабря 2015 года) и указ о частичном возобновлении с 2016 года действия в отношении Украины договора о ЗСТ в части таможенной пошлины с экспортируемого на Украину природного газа
В качестве ответного шага парламент Украины принял закон «О внесении изменений в закон Украины „О внешнеэкономической деятельности“», разрешающий правительству вводить экономические санкции против России в ответ на российские решения по зоне свободной торговли и продовольственному эмбарго.

### Взаимные санкции Украины и России

#### Санкции общего характера
11 апреля 2014 года Украина присоединилась к индивидуальным санкциям Евросоюза, введённым против ряда российских граждан и пророссийских крымских политиков, а также запретила более чем 100 государственным служащим — гражданам России, поддержавшим аннексия Крыма Российской Федерацией, въезд на свою территорию.
15 октября 2014 года Украина присоединилась к санкциям Евросоюза против компаний «Черноморнефтегаз», «Феодосия» и других государственных предприятий, конфискованных Россией после аннексии Крыма, 6 крупнейших российских банков, 3 крупнейших российских топливно-энергетических компаний, 12 концернов ВПК России, авиакомпании «Добролёт». Также Украина присоединилась к санкциям в сфере торговли и инвестиций против Крыма и Севастополя; эмбарго на экспорт в Россию оружия и подобных материалов; запрету на экспорт товаров двойного назначения и технологий для военного использования в Россию или российским конечным военным пользователям; запрету на поставки в Россию высокотехнологичного оборудования для добычи нефти в Арктике, на глубоководном шельфе и сланцевой нефти.
В январе 2015 года Совет национальной безопасности и обороны Украины «для усиления давления на Россию» принял решение присоединиться к санкциям в отношении России, введённым ранее странами Евросоюза, Швейцарской конфедерацией, США и странами «Большой семёрки».
6 февраля 2015 года Украина ввела санкции против 160 российских предприятий.
16 сентября 2015 года вступило в силу решение СНБО Украины, предусматривающее санкции против более 400 физических и 90 юридических лиц.

#### Экономические связи
29 марта 2014 года Украина заморозила поставки в Россию оружия и военной техники. 16 июня Украина прекратила сотрудничество с Российской Федерацией в военной сфере.
Украина отказалась от сотрудничества с Россией при строительстве третьего и четвёртого блоков Хмельницкой АЭС.
С ноября 2015 года Украина перестала закупать российский газ напрямую, заменив его реверсным российским газом из Европы.
В ноябре 2015 года был прекращён импорт электроэнергии из России. В сентябре 2019 года Верховная рада разрешила поставки по двусторонним договорам из России и Белоруссии, после чего «Нафтогаз Украины» начал закупки у «Белэнерго». Поставки электроэнергии на Украину из России были возобновлены 1 октября 2019 года. 25 декабря Владимир Зеленский подписал закон «О рынке электрической энергии», которым, в частности, предусмотрен запрет импорта электроэнергии из России по двусторонним договорам.
В ноябре 2014 года Украина запретила на своей территории кредитно-депозитные операции в российских рублях и перемещение через границу с Крымом наличных российских рублей на сумму, эквивалентную более чем 10 тысячам гривен, а также запретила резидентам инвестировать в Крым.
В 2015 году введены санкции против российских банков: «Банк Москвы», банк «Россия», «СМП Банк». Деятельность других филиалов российских банков на Украине блокируется. Власти не дают возможности их продажи или развития (докапитализации).
18 октября 2016 года введён запрет на деятельность на территории Украины российских платёжных систем: «Колибри» (Сбербанк), «Золотая корона», «Юнистрим», «Лидер», Anelik и Blizko.
В июне 2021 года Владимир Зеленский ввёл в действие решение о санкциях против десятков банков России. В список банков, попавших под санкции, входят «Сбербанк России», «Московский областной банк», «Индустриальный сберегательный банк», Банк «Содействие общественным инициативам», Государственный банк Луганской Народной Республики, «ГазпромБанк». Ограничения также коснутся нескольких платёжных организаций международных платёжных систем, среди которых «Колибри» и «Юнистрим». Всего в списке юридических лиц, в отношении которых применены ограничения, 55 финансовых организаций. Санкции также направлены и против трёх физлиц, двое из которых указаны как основатели Севастопольского морского банка.
3 декабря 2020 года Верховная рада приняла закон, запрещающий российским судам с 1 января 2022 года доступ во внутренние воды страны. Согласно закону, кораблям под флагом «государства-агрессора» запрещено перевозить пассажиров и грузы в международных рейсах между речными портами. Этот же запрет введён в отношении каботажных грузовых рейсов во внутренних водах Украины. Также была запрещена регистрация в Государственном судовом реестре Украины плавсредств россиян.

#### Авиасообщение
14 августа 2014 года Украина ввела для авиакомпаний «Трансаэро» и «Аэрофлот» специальный режим выполнения транзитных полётов через своё воздушное пространство, согласно которому их самолёты могли пересекать воздушное пространство Украины только при условии получения соответствующего разрешения от Госавиаслужбы Украины для каждого рейса отдельно.
17 декабря 2014 года Украина применила штрафные санкции к 27 российским авиакомпаниям на общую сумму около 300 миллионов гривен за осуществление полётов в Крым.
С 25 октября 2015 года Украина полностью прекратила воздушное сообщение с Россией, запретив полёты всех российских авиакомпаний. Украина также запретила транзит через украинское воздушное пространство российских самолётов, перевозящих товары военного назначения, двойного назначения или российских военнослужащих.
3 апреля 2019 года правительство Украины запретило нерегулярное авиасообщение с Россией, за исключением рейсов, необходимых для обеспечения миссий международных организаций, таких как ООН, ОБСЕ и Красный Крест. Предложение о внесении соответствующих изменений в положение об использовании воздушного пространства Украины внёс министр внутренних дел Арсен Аваков после того, как 22 марта кандидат в президенты от партии «Оппозиционная платформа — За жизнь» Юрий Бойко и глава политсовета партии Виктор Медведчук посетили Россию и провели переговоры с главой правительства Дмитрием Медведевым и главой «Газпрома» Алексеем Миллером.

#### Железнодорожное сообщение
С 2014 года до марта 2020 года между Украиной и Россией курсировали только поезда «Укрзализници» («Украинской железной дороги»). «Российские железные дороги» отказались от поездов на Украину за исключением транзитного поезда «Москва — Кишинёв», следующего через Киев. 28 февраля 2022 года все железнодорожные переходы в Россию были закрыты.

#### Внешнеторговые ограничения
Украина впервые ограничила ввоз товаров с территории России в январе 2015 года, применив запрет на импорт и заградительные пошлины. С тех пор действие этих мер неоднократно продлевалось, а список «санкционных» товаров расширялся. Под запретом, в частности, находится молочная и алкогольная продукция, чай, кофе, пиво, продукция химической промышленности для сельского хозяйства и средства личной гигиены. Россия отвечала аналогичными ограничениями.
С 1 января 2016 года Россия ограничила транзит украинских товаров через свою территорию, а также ввела запрет на поставки некоторых продовольственных товаров с Украины. На Украину таким образом были распространены «ответные экономические меры в связи с её присоединением к антироссийским санкциям Евросоюза и США» — речь идёт о продуктовом эмбарго, которое было установлено Россией в августе 2015 года в отношении Норвегии, Лихтенштейна, Албании, Черногории и Исландии. Часть украинских продовольственных товаров с 1 января 2016 года стала облагаться пошлинами, а те виды товаров, против которых ранее Россией было введено эмбарго в отношении ЕС, США, Канады и Австралии, были запрещены к ввозу. Эмбарго было введено в связи с тем, что Евросоюз завершил все необходимые процедуры для вступления Украины в зону свободной торговли с 1 января 2016 года. После этого Украина в январе 2016 года также ввела эмбарго на российские продукты, в том числе шоколад, детское питание, пиво и водку. С тех пор российские и украинские власти регулярно принимали «зеркальные меры» в экономической и политической сферах.
18 апреля 2019 года премьер-министр России Дмитрий Медведев подписал распоряжение о запрете экспорта на Украину нефти и нефтепродуктов, а также о запрете импорта с Украины продукции машиностроения, лёгкой промышленности, металлообработки и иных товаров на общую сумму в 250 миллионов долларов. Экспорт нефти и нефтепродуктов был запрещён с 1 июня 2019 года. При этом бензин и дизельное топливо разрешалось впредь ввозить на территорию Украины только по специальному разрешению Министерства экономического развития РФ. Аналогичные ограничения предусмотрены для пропана, бутана и «прочих сжиженных углеводородных газов», а также угля и кокса.
Российские санкции стали ответом на торговые ограничения со стороны Украины, которые были введены 10 апреля 2019 года: Украина запретила импорт из России стеклянной тары, формалина, карбамидоформальдегидного концентрата, проводников для электрического тока напряжением более тысячи вольт, электроаппаратуры для железнодорожной инфраструктуры, пружин для грузовых вагонов.
15 мая 2019 года Украина ввела новые ограничительные меры против России: запрещён импорт на Украину произведённых в России цемента, клинкера и клеёной фанеры и введена дополнительная специальная пошлина на все российские товары, за исключением угля, кокса, бензина, сжиженного газа и фармацевтической продукции.
В декабре 2019 года Россия опубликовала продовольственный список, ограничивающий товарооборот между странами. Так, под запрет на ввоз с Украины попали кондитерские изделия, спиртные напитки, консервированная продукция, пшеница, растительное масло и прочее.
В июле 2021 года российское правительство расширило санкционный список продукции, ввозимой с Украины. В частности, в перечень запрещённых продуктов попали:
- консервированные продукты, готовые супы и бульоны, смешанные приправы;
- ракообразные и прочие моллюски, в консервированном или готовом виде;
- белый сахар и тростниковый сахар;
- ячмень, пальмовое масло и его фракции в таре нетто-массой 20 тонн или менее;
- макаронные изделия, продукты типа мюсли;
- кетчуп и прочие томатные соусы, майонез;
- мороженое и прочие виды пищевого льда;
- воды, включая минеральные и газированные;
- продукты, используемые для кормления животных;
- ящики, коробки — упаковочная тара;
- лесоматериалы толщиной более 6 мм[578].

#### Денонсация действующих соглашений
21 мая 2015 года Украина денонсировала ряд соглашений с Россией:
- о транзите российских войск через Украину в непризнанную Приднестровскую Молдавскую Республику;
- об охране секретной информации;
- о военных межгосударственных перевозках и расчётах за них;
- о сотрудничестве в области военной разведки;
- о сотрудничестве в военной области.

17 июня 2015 года Украина денонсировала соглашение о взаимном контроле качества продукции, поставляемой для вооружённых сил.
30 ноября 2016 года Украина денонсировала соглашение о сотрудничестве в сфере телевидения и радиовещания, а также в сфере информации.
10 декабря 2018 года президент Порошенко подписал закон о прекращении, в связи с вооружённой агрессией России в отношении Украины, Договора о дружбе, сотрудничестве и партнёрстве с Российской Федерацией. Действие договора было прекращено 1 апреля 2019 года.

#### Ограничения на въезд российских граждан
12 марта 2014 года Росавиация распространила заявление о том, что сотрудники пограничных служб Украины не выпускают из самолётов на территорию Украины пилотов российских авиалиний. Такие случаи имели место в аэропортах Донецка и Харькова. Украинские пограничники отказывались пропускать на территорию Украины пассажиров, не имеющих обратных билетов.
Государственная пограничная служба Украины закрыла въезд и выезд граждан мужского пола с российскими паспортами на приднестровском участке молдавско-украинской границы, не пропустила составы с продовольствием, вещевым имуществом и топливом, предназначенным для российского воинского контингента в Приднестровской Молдавской Республике.
В апреле 2014 года в связи с обострением ситуации на Юго-Востоке украинские власти ограничили для граждан России срок пребывания на территории Украины 90 сутками, а позднее ужесточили пограничный контроль прибывающих из России и Крыма, ограничив въезд для российских граждан и украинских граждан с крымской пропиской мужского пола в возрасте от 16 до 60 лет. Одновременно были введены фильтрационно-проверочные мероприятия для граждан Украины женского пола в возрасте от 20 до 35 лет с крымской регистрацией.
В марте 2015 года Украина запретила гражданам Российской Федерации въезд по внутренним паспортам и свидетельствам о рождении.
7 ноября 2018 года Пётр Порошенко подписал закон «О внесении изменений в Уголовный кодекс Украины касательно ответственности за незаконное пересечение государственной границы», предполагающий уголовную ответственность за «незаконное пересечение границ Украины» (посещение Крыма, а также непризнанных республик Донбасса со стороны России). Уголовная ответственность при этом угрожает лишь сотрудникам российских силовых ведомств и тем, кто въезжает «с целью нанесения вреда интересам страны».

#### Культурные связи, СМИ
В марте 2014 года Украина прекратила трансляцию на своей территории ряда российских телеканалов и телепередач: «Вести», «Россия 24», «Первый канал. Всемирная сеть», «РТР Планета» и «НТВ Мир». В августе было запрещено вещание 14 российских телеканалов в публичных и частных внутренних кабельных сетях, среди них: «Первый канал. Всемирная сеть», «РТР-Планета», «Россия-24», «НТВ Мир», «ТВ Центр», «Россия-1», «НТВ», «ТНТ», «Петербург 5», «Звезда», «РЕН ТВ», «LifeNews», «Russia Today», «РБК-ТВ». Позднее к ним добавились телеканалы «История», «Мир 24», «Оружие», «Дом кино» и «Русский иллюзион», «365 дней ТВ».
В июле 2014 года украинское правительство обязало Экспертную комиссию по вопросам распространения и демонстрации фильмов проверять все фильмы производства Российской Федерации на соответствие украинскому законодательству.
Было отказано в выдаче прокатных удостоверений российским фильмам «Белая гвардия» и «Поддубный», «Мамы-3» и «Тарас Бульба», фильму «Брат 2», а также российским сериалам «Из жизни капитана Черняева» и «Паутина 8».
Были запрещены для телевизионного показа, публичного коммерческого видео и домашнего видео на территории Украины фильмы и сериалы: «Фальшивая армия. Большая афера полковника Павленко», «Второй убойный», «Холодный круиз», «Честь самурая», «Разреши тебя поцеловать снова», «Ментовские войны 4», «Ментовские войны 7», «Отдельное поручение», «Просто Джексон», фильмы «Матч» и «Август. Восьмого», сериалы «Кремень» и «Кремень-2», фильмы и телесериалы «Снайпер», «Марш-бросок», «Казак», «Служу Отечеству», «Мужской сезон: Бархатная революция», «Лето волков», «Косая», «Капли крови на цветущем вереске», «Химик», «Господа офицеры», «Туман», «Смерш», «Легавый», сериалы «Пороги», «Пташечка/Жмурик», «Пташечка/Жмурик», «Приказано уничтожить! Операция: «Китайская шкатулка»», «Кобра: Антитеррор «Кобра-2»», «Кобра/Маросейка, 12» и другие.
В апреле 2015 года было запрещено распространение и публичное демонстрирование фильмов, производимых физическими и юридическими лицами Российской Федерации, а также фильмов, пропагандирующих (включая подачу позитивной информации) деятельность правоохранительных органов, вооружённых сил, других военных или силовых формирований Российской Федерации или их отдельных представителей, и фильмов, сюжет которых прямо или косвенно связан с деятельностью указанных органов или формирований, снятых после 1 января 2014 года. В целом, под запрет попали 162 российских фильма и сериала.
Были аннулированы прокатные удостоверения и отменена государственная регистрация на телевизионные сериалы: «Летучий отряд», «Бандитский Петербург. Фильм 4. Арестант», «Бандитский Петербург. Фильм 5. Опер», «Бандитский Петербург. Фильм 6. Журналист», «Звездочёт».
Был запрещён въезд на территорию Украины ряду российских деятелей культуры и журналистов, всего — более 500 человек.
В 2017 году на Украине были введены санкции против российских социальных сетей «ВКонтакте» и «Одноклассники» (заблокированы с мая 2017 года), компаний интернет- и медиаотрасли Mail.ru, «Яндекс», 1С, «Парус», ABBYY, «Лаборатория Касперского» и «Доктор Веб». В мае 2020 года при президенте Зеленском санкции продлили ещё на три года. В сентябре 2020 года в рамках борьбы с российскими СМИ и соцсетями СБУ потребовала удалить из App Store приложения НТВ и МИА «Россия сегодня», включая «РИА Новости», Sputnik и другие бренды агентства. В октябре СБУ потребовала от Apple и Google удалить из украинского сегмента маркетов App Store и Play Market приложения социальных сетей «ВКонтакте» и «Одноклассники» и других российских разработчиков, попавших под санкции украинских властей.

#### Российские санкции
В ноябре 2018 года РФ ввела санкции против более чем 320 украинских граждан и ок. 70 юридических лиц (среди них — структуры Рината Ахметова и Игоря Коломойского, а также глава МВД Арсен Аваков, Юлия Тимошенко и Алексей Порошенко). Эти санкции стали ответом российского правительства на «недружественные и противоречащие международному праву действия Украины» — введение ограничительных мер в отношении граждан и юридических лиц России. Позднее этот перечень был расширен до 849 физических и 84 юридических лиц.

### Иски Украины к России в международные суды

#### Международный уголовный суд
С апреля 2014 г. Международный уголовный суд (Гаагский трибунал) рассматривает дело «Ситуация в Украине». Россия обвиняется в совершении 1,2 тыс. военных преступлений и преступлений против человечности на востоке Украины.
14 ноября 2016 г. был опубликован предварительный отчёт, из которого следует, что Канцелярия прокурора МУС считает ситуацию на территории Крыма и Севастополя равнозначной международному вооружённому конфликту между Украиной и Российской Федерацией.
Через два дня после публикации предварительного отчёта Россия объявила об отказе от участия в рассмотрении этого дела. Пресс-секретарь президента Путина Дмитрий Песков заявил, что Россия не признаёт юрисдикцию МУС в вопросе военного противостояния российских и украинских военных в Донбассе и не будет оспаривать его решение.
В октябре 2017 года Украина обратилась в МУС с жалобой на захват Россией имущества в Крыму, оценив убыток в 1 трлн гривен.

#### Европейский суд по правам человека
С 2014 по 2018 год Украина подала семь межгосударственных исков к России, которые были перегруппированы судом в четыре.

#### Международный суд ООН
Иск Украины против России был подан в Международный суд ООН в январе 2017 года. Украина требует признать действия России в Донбассе нарушающими Международную конвенцию по борьбе с финансированием терроризма, а в Крыму — Международную конвенцию о ликвидации всех форм расовой дискриминации. Вопрос принадлежности Крыма в иске не рассматривается. Согласно пояснениям МИД Украины, Россия не ответила на предложение признать юрисдикцию МС ООН по вопросу принадлежности Крыма.

### Иски России к Украине в международные суды

#### Европейский суд по правам человека
В июле 2021 года Россия подала в Европейский суд по правам человека (ЕСПЧ) жалобу против Украины. Последней вменяется в вину гибель мирных жителей на Майдане, в Одессе и Донбассе, крушение малайзийского Boeing 777, давление на оппозиционные СМИ, вытеснение русского языка, отказ от поставок пресной воды в Крым. В основу документа легли в том числе результаты расследования событий на востоке Украины, которое ведёт Следственный комитет России.

### Энергетика
С советских времен украинская электросеть была частью единой сети с Беларусью и Россией. В феврале 2021 года Министр иностранных дел Украины, Дмитрий Кулеба, заявил, что Украина планирует отсоединиться от электросети с Беларусью и Россией к концу 2023 года. В то же время министр подчеркнул, что Украина хочет сделать украинскую электросеть интегрированной частью европейской сети. В полночь на 24 февраля 2022 года энергетическая система Украины была отсоединена от энергосистем России и Беларуси.

## Общественное мнение

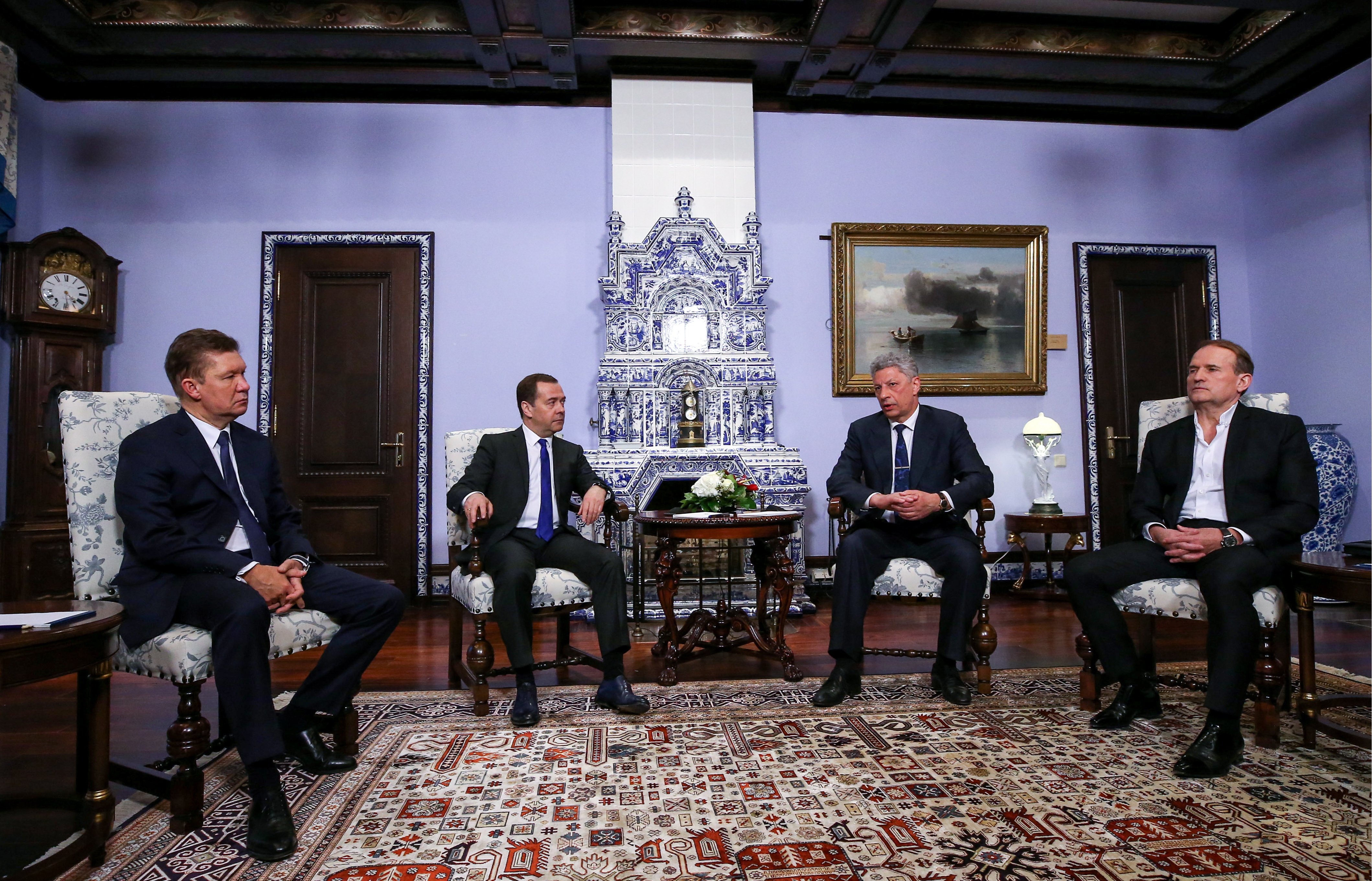
Встреча украинских политиков Юрия Бойко и Виктора Медведчука с Председателем Правительства РФ Дмитрием Медведевым и председателем ПАО «Газпром» Алексеем Миллером в преддверии президентских выборов на Украине. Россия, 22 марта 2019

В феврале 2017 года, по данным Киевского международного института социологии, 47 % украинцев заявили о своём негативном отношении к России.
В апреле 2017 года 56 % респондентов в России сообщило о своём негативном отношении к Украине. В 2016 году данный показатель составлял 59 %.
В июне 2017 года 50 % респондентов в России, согласно данным соцопроса «Левада-Центра», назвали Украину вторым главным противником России после США. В 2016 году данный показатель составлял 48 %.
По данным социологического опроса, проведённого ВЦИОМ в феврале 2018 года, 40 % опрошенных россиян оценили отношения России и Украины как напряжённые, ещё 22 % — как враждебные. При этом 40 % опрошенных считали, что дружеские, союзнические отношения со временем восстановятся.
Согласно опросу Левада-Центра (март 2019 года), в 2018 году 33 % россиян заявили о положительном отношении к Украине (годом ранее — 28 %). При этом, согласно данным Левада-Центра и Киевского международного института социологии (КМИС), к марту 2019 года на Украине зафиксирован максимальный за последние пять лет уровень положительного отношения к России.
Согласно опросу Социологической группы «Рейтинг» (декабрь 2021 года), 72 % украинцев считают Россию враждебным государством.

## Перспективы
По мнению известного британского историка и политолога Доминика Ливена, украинско-российский конфликт подобен другим приграничным конфликтам постимперского типа. Ливен проводит аналогию с индо-пакистанским конфликтом в Кашмире и предсказывает его существование в замороженном виде на протяжении многих десятилетий, не исключая при этом ядерной конфронтации.

## Послы
- Список послов Украины в России
- Список послов России в Украине

## Комментарии
1. ↑  В июле 2016 года Михаил Зурабов был освобождён от обязанностей посла России на Украине (Михаил Зурабов освобождён от обязанностей посла России на Украине. 28 июля 2016 года Архивная копия от 2 апреля 2019 на Wayback Machine).
2. ↑  Срок действия Договора истекал 1 апреля 2009 года
3. ↑  16 декабря 2015 года президент РФ Владимир Путин подписал указ о приостановлении с 1 января 2016 года действия договора о зоне свободной торговли (ЗСТ) в отношении Украины «в связи с исключительными обстоятельствами, затрагивающими интересы и экономическую безопасность РФ и требующими принятия безотлагательных мер». Указ вступил в силу со дня его подписания.
4. ↑  Месяцем позже, по словам самого Яроша, должность была упразднена (// Политнавигатор.net, 29.12.2021 Архивная копия от 31 января 2022 на Wayback Machine).

1. ↑  голосование Верховной рады об отмене закона об основах государственной языковой политики, подготовка закона о люстрации, радикальные заявления активистов Евромайдана и политических деятелей